# Holdkomp
A Lunar Module (magyarul holdkomp, rövidítve LM, angolul: „holdi egység”') az amerikai Apollo űrhajó Holdra szálló egysége, amelyet az Apollo-program keretében használtak. A NASA által, a program kezdetén, a Lunar Excursion Module (LEM, magyarul körülbelül annyit tesz: Holdra kiránduló modul) néven is hívták. Később az LM rövidítést megszokásból „lem”-nek ejtették.
A holdkomp a létezését a NASA hosszas koncepciókeresésének és a végül nyertes Hold körüli pályán végrehajtott randevú koncepciónak köszönheti. A NASA az Apollo-program kezdetén olyan űrhajókkal számolt, amelyek a Földről elérve a Holdat, le is szálltak, ám ez olyan nagy tömegeknek a holdfelszínre szállítását igényelte, amelyek meghaladták a NASA akkori képességeit és fejlesztési potenciálját. 1962-ben került elő egy Jurij Kondratyuk által jegyzett tanulmány, miszerint a Holdra szálláshoz az űrhajót két egységre kell bontani, egyre, amely csak a Föld-Hold közötti oda-vissza utat teszi meg és egy másikra, amely csak leszáll a felszínre, majd a tudományos program után felszáll és a hazaúthoz újra összekapcsolódik az első űrhajóval. Ezzel hatalmas felbocsátandó tömeget lehetett megspórolni annak kockázata árán, hogy a fő manőverek a Holdnál kell végbemenjenek. A NASA később ezt az elképzelést választotta és valósította meg, így került a holdexpedíciók hardverei közé utolsóként az a kis űrhajó, amely csak a leszállásra és felszállásra – valamint a lent tartózkodás idejére szállásként – volt hivatott.
Az űrhajó fejlesztésére a NASA a Grumman repülőgépgyárat kérte fel, amely hosszas fejlesztéssel, legalább négy fő tervezési fázison keresztül jutott el a végső kialakításig. Az űrhajó két fő részből állt. Az egyik rész a felszállófokozat volt, amely magában foglalta a legénységi kabint, valamint a holdi felszálláshoz szükséges hajtóművet és hajtóanyagot, továbbá az űrhajó irányítószerveit. A másik rész a leszállófokozat volt, amely a leszálló hajtóművet, annak hajtóanyagát fogadta magába és helyet adott a holdfelszíni munkához szükséges felszereléseknek, illetve a későbbi, J típusú repüléseken a holdjárónak is. A sikeres leszállás után ez a részegység indítóasztalként szolgált a felszállófokozat startjánál.
Az idők során számos, nem teljes értékű tesztpéldányt és összesen 15 számozott példányt állított elő a Grumman, amelyből három tesztrepülésen, egy sikertelen és összesen 6 sikeres holdexpedíción 10 példány repült. Az űrhajósok által Eagle, Intrepid, Antares, Falcon, Orion és Challenger névre keresztelt példányok sikerrel teljesítették a Holdra szállás feladatát. Az elsőként sikeresen Holdra szálló Eagle 1969. július 20-án érte el a holdfelszínt Neil Armstrong és Buzz Aldrin űrhajósokkal.
A repülések során több fejlődési lépcsőfokon is átesett a holdkomp, amelynek első verziója egyetlen, 2 óra 40 perces holdsétát és kb. 20 órás felszíni tartózkodást, a középső fejlődési lépcsőfokon álló változat két 4 órás holdsétát és 32 órás felszíni tartózkodást, míg a végső változat három kb. 8 órás holdsétát és 64 órás felszíni tartózkodást volt képes biztosítani.[forrás?] A konstrukció rendkívül sikeres lett, a holdkomp hibájából egyetlen holdrepülés sem szenvedett csorbát, sőt az Apollo–13 balesetekor mentőcsónakként is bevált. Az űrhajó utolsó repülésére 1972 decemberében került sor, az Apollo–17-tel.

## Fejlesztésének története
Az 1950-es évek végén az Egyesült Államok egy presztízsversenybe, az ún. űrversenybe kezdett a Szovjetunióval. Technológiai felsőbbrendűségénél fogva a nagyhatalom egy tudományos rendezvénysorozat, a Nemzetközi geofizikai év keretében bejelentette, hogy elsőként juttat egy tárgyat, egy műholdat a világűrbe. Ám a másik nagyhatalom elorozta előle ezt a teljesítményt, és maga állította 1957. október 4-én a világ első műholdját, a Szputnyik–1-et Föld körüli pályára. Az amerikai közvélemény ezt valóságos sokként élte meg, és azonnali visszavágást sürgetett (tovább rontotta a helyzetet, hogy alig egy hónap múltán, 1957. november 3-án az Szovjetunió egy élőlényt, Lajka kutyát is felküldte az űrbe). Az amerikai válasz késlekedett, sőt a Vanguard-program képében kudarcba is fulladt, illusztrálva, hogy az amerikai űrprogram számottevő lemaradásban van, és csak 1958. január 31-én sikerült az Explorer–1-et felbocsátani Wernher von Braun jóvoltából. Az amerikai kormányzat azt az ambíciót tűzte ki maga elé, hogy utolérik és le is hagyják a szovjet űrkutatást, ám hosszú évekig rendre a szovjetek vittek véghez újabb és újabb elsőségeket, míg az amerikaiak csak nagy lemaradással tudtak hasonló teljesítményt felmutatni. Eisenhower elnök a helyzet kezelésére és a technikai lemaradás behozatalára megalapította 1958. október 1-i hatállyal a NASA-t, hogy koncentráltabb, hatékonyabb erőfeszítésekkel eredjenek a szovjetek nyomába. Ezzel kialakult a két nemzet között az űrverseny.
A következő hangsúlyos momentum a versenyben az első ember világűrbe küldése volt. Ezt is a szovjeteknek sikerült teljesíteni Jurij Gagarin Vosztok–1 repülése révén 1961. április 12-én. Erre a kudarcra válaszul az új amerikai elnök, John F. Kennedy – előzetesen meghallgatva tanácsadóit, hogy mivel lehetne olyan teljesítménnyel előállni, amely grandiózusságával teljesen elhomályosítja az oroszok addigi elsőségeit – bejelentette az Apollo-programot, melyben célul tűzte ki, hogy kilenc éven belül az USA űrhajósai érjék el a Holdat. A vállalás merész és óriási volt, minden addig teljesített és rendelkezésre álló űrkapacitás szánalmasan kevés volt hozzá, lényegében új alapokra kellett helyezni az amerikai űrprogramot.

### A LOR koncepció
A NASA kezdetben Wernher von Braun Holdra szállási koncepcióját, a direkt leszállást részesítette előnyben, majd kicsit később annak továbbfejlesztett változatát, az EOR-t (Earth Orbit Rendezvous), azaz a Föld körüli pályán végrehajtott randevút vette elsődlegesen számításba (amely utóbbi jobban igazodott a rendelkezésre álló, vagy éppen előkészületben levő űreszközök kapacitásához), ám ezek mindegyike szinte vállalhatatlanul nagy tömegek űrbe juttatását igényelte, valamint a Holdon abba az akadályba ütközött, hogy egy akkora űreszközzel kellett volna startolni a hazaúthoz, mint az akkori idők Mercury–Atlas űrszerelvénye, amelynek a startjához idelenn a Földön is százas nagyságrendű szakember és viszonylag nagy, kiépített infrastruktúra volt szükséges. Ezek az elgondolások nem számoltak egy holdkomp (vagy másodlagos űrhajó) szükségességével, csak egyetlen, nagy méretű holdűrhajó kellett volna hozzájuk.
Ebbe a dilemmába hozott újdonságot egy űripari szereplő, a Grumman egyik mérnökének, Tom Dolannek a kutatása, aki megtalálta Jurij Kondratyuk, egy ukrajnai szovjet mérnök 1919-es értekezését, amely a Holdra szállás egy speciális módját írta le. Ebben az szerepelt, hogy a Holdhoz ne egy, hanem két űrhajót küldjenek, amelyből az egyik, az anyaűrhajó csak az oda és a visszaút megtételéért felelős, a másik pedig egy speciális, jóval kisebb szerkezet lenne, amelynek csak a holdi leszállás és felszállás a dolga. Az elgondolás legnagyobb újítása az volt, hogy a kisebb űrhajó révén nem kell lejuttatni a Holdra a teljes hazaúthoz és a nagyobb űrhajó mozgatásához szükséges temérdek üzemanyagot és meg lehet spórolni az ezen üzemanyag tárolásához szükséges szerkezeti tömeget is, azaz a Földről startoló űrszerelvény sokkal kisebb tömegű lehet a más módokat alkalmazó eszközökhöz képest. Az elgondolás egyetlen nagyobb kockázati tényezője az volt, hogy a két űrhajónak Hold körüli pályán kellett veszélyes manővereket (elsősorban randevút és dokkolást) végrehajtania, amelyekhez még Föld körüli pályán sem volt a NASA-nak tapasztalata. Dolan meggyőzött egy NASA mérnököt, John Houboltot a koncepció helyességéről, majd Houbolt kampányt indított a NASA vezetése felé annak elfogadtatására. James Webb, a NASA főigazgatója 1962 júliusában fogadta el a koncepciót, amelyet 1962 júliusában jelentettek be hivatalosan, mint az Apollo–program kiválasztott metódusát a Holdra szálláshoz. Ez egyben azt jelentette, hogy el kell kezdeni egy második űrhajó tervezését és fejlesztését.

### Tervezési szerződési pályázati folyamat
Az új űrhajó létrehozására késedelem nélkül, még 1962 júliusában kiírtak egy pályázatot, amelyre összesen tizenegy céget hívott meg a NASA. Mindezt úgy, hogy külön szempont volt, hogy a North American – annak aktív lobbizásának és annak ellenére, hogy neki is küldtek meghívást – ne legyen benne a körben, mivel a NASA úgy érezte, hogy a gyártó épp elegendő feladatot kapott az Apollo parancsnoki és műszaki egységgel. A tendermeghívások 1962. július 25-én mentek ki az érintett cégekhez, majd 1962. augusztus 2-án egy személyes tájékoztatót tartott a NASA és szeptember 5-én (alig 5 hét elteltével) már ki is hirdették a beérkezett pályaművek alapján, hogy kilenc cég adta be a pályázatát a kiírásra (végül a két korábbi nyertes beszállító, a McDonnell és a North American nem küldött anyagot). A kiértékelés 1962. szeptember 28-án ért véget, amelyet minden pályázónál egy egynapos látogatás követett a kiértékelők részéről. 1962. november 7-én a NASA kihirdette a Grummant a pályázat győzteséül. Habár nem ő számított az egyedüli legjobb jelöltnek, a kiértékelők számításba vették, hogy ennél a cégnél tapasztalták a legjobb körülményeket: tágas tervezőrészleget a mérnököknek, szintén hatalmas területű gyártó létesítményeket és külön tisztaszoba rendszerű területeket a végtermék összeszereléséhez.
Amellett, hogy a Grumman nyerte el a holdkomp fő beszállítói státuszát, nem ő volt az egyetlen partnere a NASA-nak, különböző részegységeknél külön vállalkozókat jelölt ki az űrhivatal, akik így kényszerűen a Grumman alvállalkozói lettek. Így például a Bell Aerosystems lett a leszálló hajtómű, a Hamilton Standard a létfenntartó rendszer, a Marquardt a reaktív kormányrendszer és a TRW's Space Technology Laboratories a felszálló hajtómű tervezője és beszállítója. Így lényegében a Grumman a holdkomp külső dizájnjának volt a felelőse, valamint egy működőképes űrhajó érdekében rendszerintegrátori feladatokat kapott a tervezésben. A cégen belül a projekt fő konstruktőre Thomas J. Kelly lett (akit később szokás lett a „holdkomp atyjaként” említeni.

### Tervezési folyamat
Az űrhajó már a tervezés kezdetén nevet kapott, ez lett a Lunar Excursion Module (Holdi Kiránduló Egység). A legelső elképzelés szerint a holdkomp hasonló lett volna az anyaűrhajóhoz, egy kúp alakú kabinrészt és egy hengeres leszállófokozatot kapott volna, amelyre behajtható lábak kerültek. Később ezt az ötletet elvetették és helikopter formára alakították át a szerkezetet: egy nagy gömböt (mint felszállófokozat és legénységi kabin) ültettek a hengeres leszállófokozatra. A gömbben az űrhajósok az üléseikben ültek volna és nagy, hajlított üveg ablakokon láttak volna ki a leszállási övezetbeli holdi tájra. Az űrhajón ráadásul két dokkolónyílás lett volna, az egyik fenn a szerkezet tetején, a másik pedig a frontoldalon.

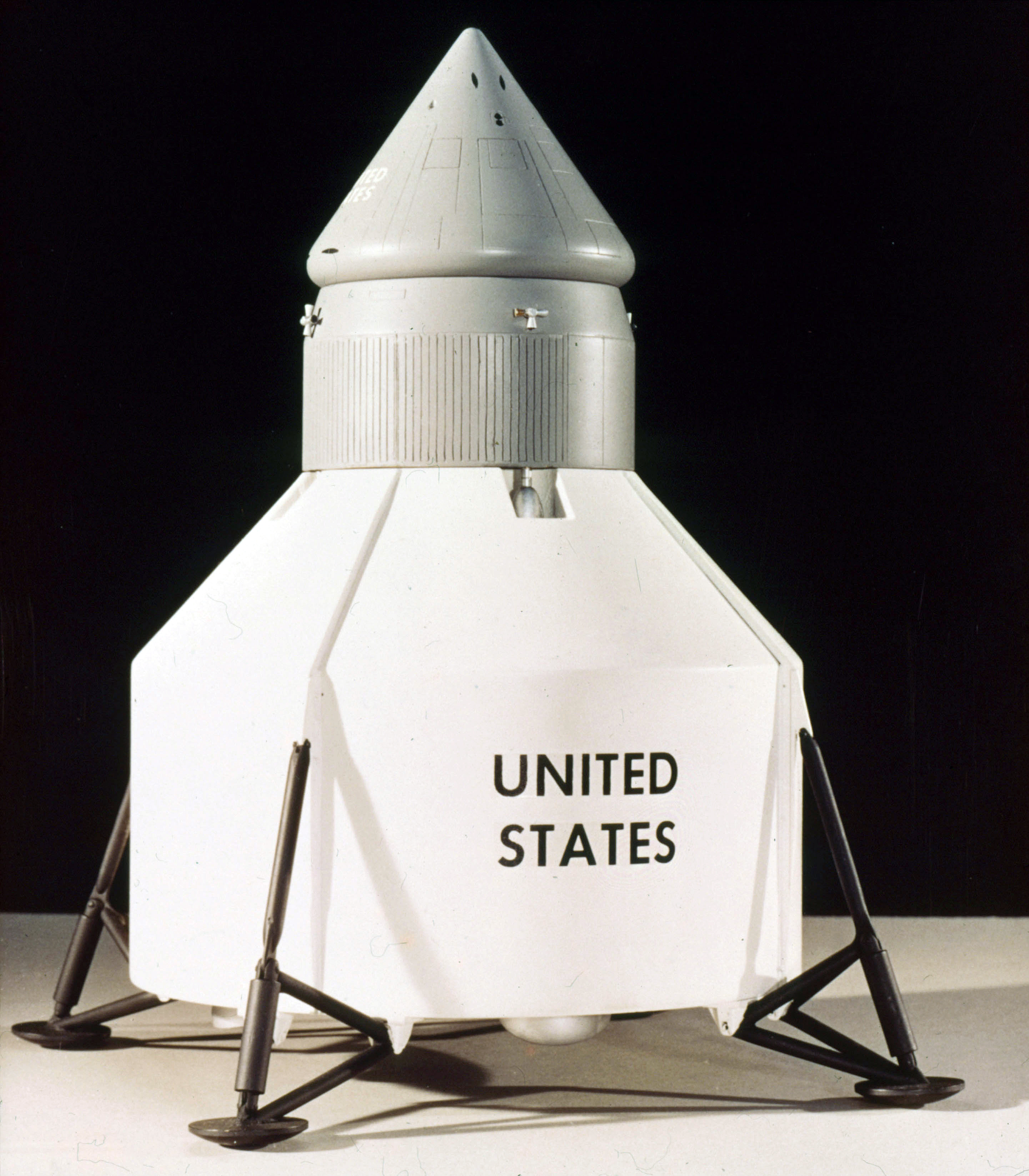
Az első, még Apollo űrhajóra emlékeztető holdkomp verzió

Ebből a verzióból elindult egy szinte végtelen dizájn evolúciós folyamat, amelynek egyetlen fő mozgatórugója volt, a súlytakarékosság. Az egyetlen Saturn V felbocsátásával tervezett expedícióknak egy komoly megszorítása volt, a feljuttatandó tömeg, amely nagyon kemény korlátot jelentett a tervezőknek, mindenképpen bele kellett férni a súlylimitekbe, különben nem volt esélye a sikernek. A leginkább talán a holdkompot sújtotta ez a probléma. Emiatt a legénységi kabin, a holdkomp felszállófokozata esett át a legnagyobb változásokon. A Grumman összesen 400 mérnököt jelölt ki a feladatra, ez a tekintélyes tervezési kapacitás biztosította a sikeres tervezési folyamatot, ezzel együtt már az első dizájn, melyből a későbbi változtatások kiindultak, is hat-kilenc hónappal tovább tartott az eredetileg elképzelthez képest. A módszert illetően a Grumman két külön mérnökcsapatot állított fel a felszállófokozat formába öntéséhez. Az egyik csapat egy olyan dizájnt tanulmányozott, ahol a kabin kisebb volt és minden berendezést megpróbáltak kívül elhelyezni, míg a másik csapat terméke egy nagyobb kabin volt, amelyben belső elhelyezésű volt minden. Végül a két dizájn elegyéből állt össze a végső elképzelés. A tervezés egyik sajátossága volt, hogy a kis tömeg mellett csak a funkcionalitás számított, a külső megjelenés nem volt szempont, illetve mivel az űrhajónak kizárólag az űrben volt feladata, így semmiféle áramvonalasság nem számított. Magát az alakot és a fizikai mértéket főként a leszálláshoz és felszálláshoz szükséges üzemanyag mennyisége, az azt hordozó tartályok alakja és mérete határozta meg, mivel ezek köré épült minden.
A legnagyobb változást az indukálta, hogy a kilátást biztosító hatalmas üvegtáblák jókora tömeget képviseltek volna. A mérnökök kitalálták, hogy felállítják az űrhajósokat (ezzel egyben feleslegessé téve és megspórolva az ülések tömegét), közelebb viszik az űrhajósok szemét az ablakokhoz és így az azonos látószögeket kisebb ablakfelülettel, azaz kevesebb üveggel is el lehet érni. Így kicserélték a nagy hajlított üvegfelületeket sokkal kisebb, háromszög alakú ablakokra, amelyek azonban ugyanolyan kilátást biztosítottak, kisebb tömeg mellett. Hogy az űrhajósok stabilan „álljanak” a súlytalanság körülményei között, a padlót tépőzárral borították, és az űrhajósok cipőjének talpára is ilyen anyagot erősítettek, illetve az űrruhák derekánál egy rögzítőfület rendszeresítettek, amelyhez egy pányvát lehetett erősíteni, aminek a másik vége a padlóhoz volt rögzítve. Az ülések elhagyásának még egy előnye volt, az űrhajósoknak nem ezekben kellett aludniuk, hanem helyette könnyű függőágyakat rendszeresítettek. Az ablakok cseréje azonban gyártási problémákat is felvetett: a gömb alakú kabin egyszerűbb volt gyártási szempontból és mindenütt hegesztést lehetett alkalmazni, ami légmentesség szempontjából jobb megoldás volt, ám az új dizájn bizonyos helyeken szegecselést tett szükségessé és ez csökkentette a biztonságot.

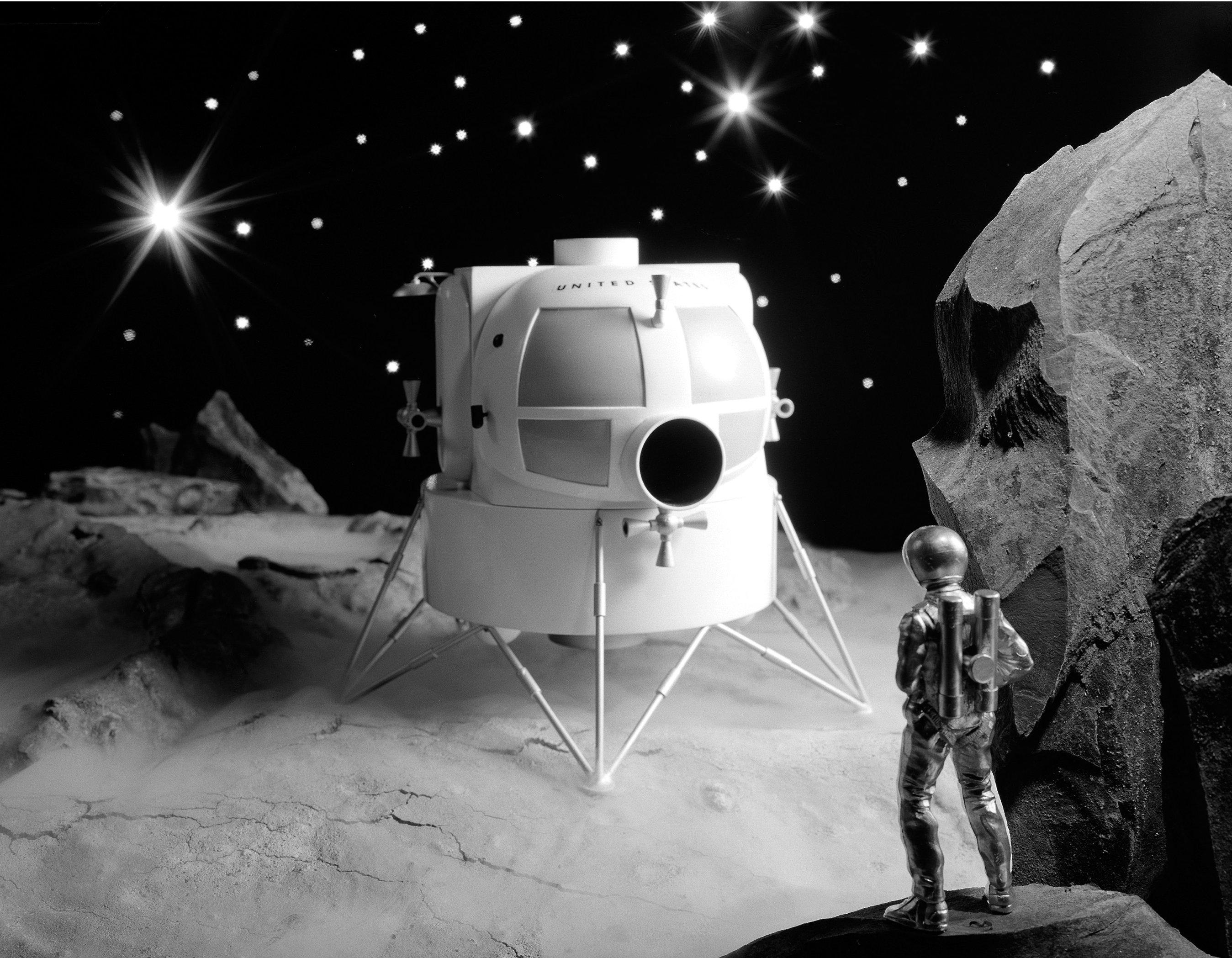
A „helikopter dizájn”, nagy ablakokkal és öt lábbal

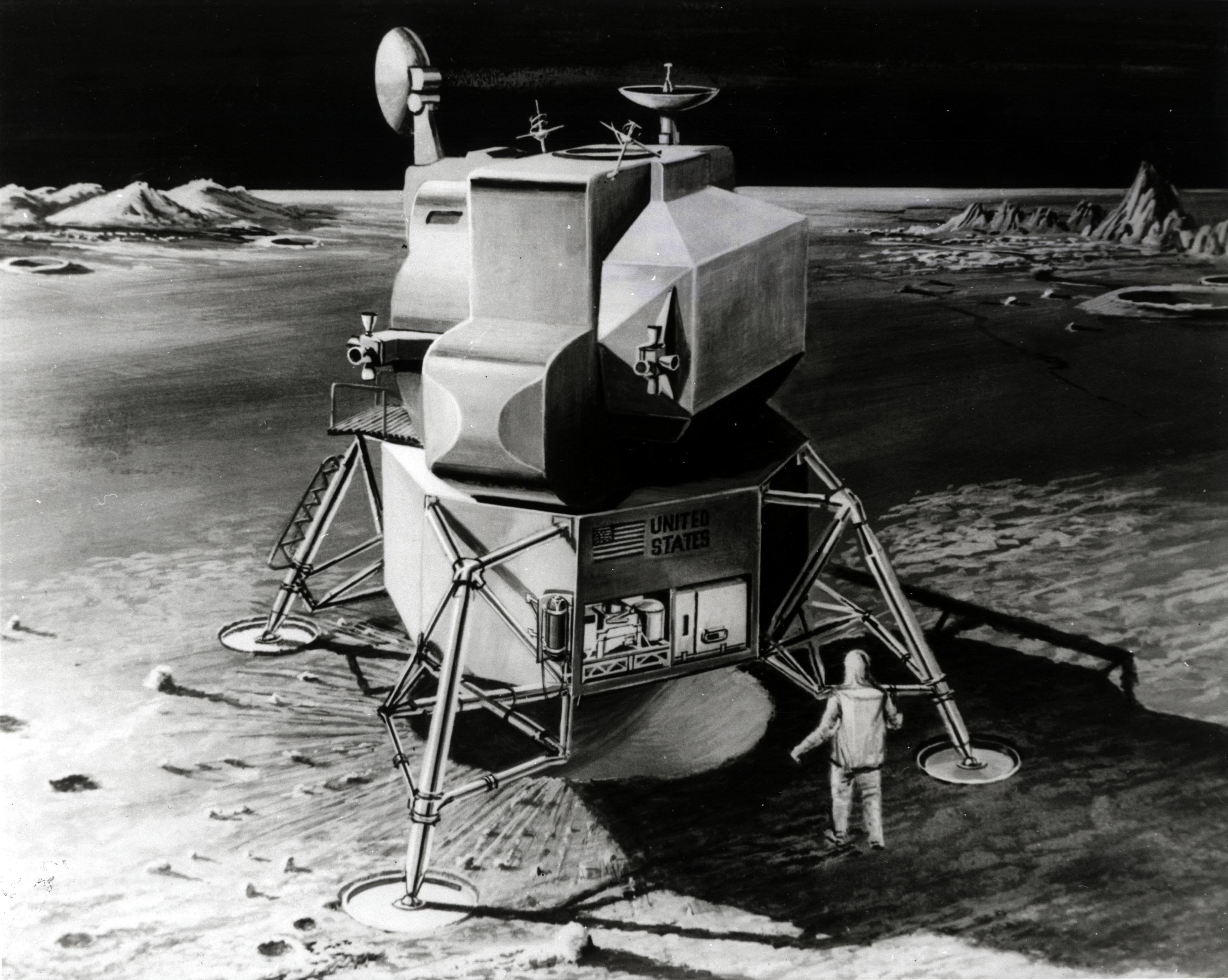
A végső „dobozforma” a Holdon (egy korabeli művészi koncepción a végső forma)

1963 áprilisában a kinézet konfigurációját befagyasztották egy időre, amely idő alatt eldőlt a felszálló és leszálló hajtómű mibenléte (és ezzel együtt a fizikai kiterjedésük paraméterei) is. A helyzetet bonyolította, hogy mivel a NASA kockázatokat látott egy változtatható tolóerejű rakétahajtómű fejlesztésében, a Rocketdyne után egy másik céget, a Space Technology Laboratoriest (TRW) is meghívta, mintegy tartalékként, hogy tervezze meg a holdkomp leszálló hajtóművét, így a Grummannak nem is kettő, hanem három hajtóműtervet is figyelembe kellett vennie.
A másodlagos cég tendermeghívása 1963 júliusában történt és 1965 januárjában a NASA eldöntötte, hogy leállítja a Rocketdyne fejlesztéseit és a TRW hajtóművét használja a továbbiakban. A hajtóművek kérdése az egész projekt egyik sarkalatos kérdése volt, erre utalt a külön erre a célra kiírt tender is. A fejlesztési irányokat rögtön a kiíráskor háromfelé osztották: az űrhajón összesen 18 hajtómű volt, egy a holdi leszálláshoz, egy a felszálláshoz és 16 további a térbeli helyzet változtatásához. A felszálló hajtómű volt az egyszerűbb konstrukció. Eredendően a Légierő Agena–programjából eredt a koncepció, amellyel egy egyszerűbb, állandó tolóerőt nyújtó, nem vektorálható gázsugarú hajtómű volt, amellyel a holdfelszínről felszállhatott a holdkomp, egészen a Hold körüli pályáig gyorsulva. Ehhez a legegyszerűbb metódust választották: két, nyomás alatt a hajtóműbe préselt hipergol üzemanyag-komponens öngyulladásának révén alig volt esély arra, hogy a hajtómű ne induljon be és egész az égésvég eléréséig ne is álljon le, így a megoldás nagyon biztonságosnak számított.
A fejlesztés során persze adódtak problémák: félelmek támadtak a hővédelem elégtelensége miatt és a Grumman mérnökei megrökönyödve tapasztalták, hogy a szerződést elnyert Bell Aerosystems mérnökei az Agena-program katonai írásos sztenderdjeit követik, a sokkal szigorúbb NASA sztenderdek helyett. A felszálló hajtómű sokkal bonyolultabb volt, mind szerkezetileg, mind fejlesztésileg. Az űrhajó holdi leereszkedéséhez változtatható tolóerejű – sőt akár leállítható és újraindítható – rakétahajtóműre volt szükség, mely technika terén sehol Amerikában nem volt számottevő tapasztalat. Erre ugyan kihirdették a Rocketdyne-t tendergyőztesként, de pontosan a tapasztalatlanság okán nem számított szentségtörésnek, hogy alternatívákat keressenek és az egyébként az eredeti tenderen is indult, ám nem nyertes Space Technology Laboratories-t is megbízzák egy alternatíva kidolgozásával és végül ez vezetett a műszaki konstrukció és a beszállító lecseréléséhez. Máig szokatlan, hogy a NASA megvétózzon egy beszállítói, alvállalkozó kiválasztási döntést, ám ebben az esetben, mivel a holdi leszállás kétségkívül az egész folyamat kulcsmomentuma volt, ezt megtették a siker érdekében. A harmadik hajtóműrendszer a kormányhajtóműveké volt, amelynek előzményeként fogható fel, hogy már az Apollo parancsnoki és műszaki egységhez is kiválasztották korábban. A Mercury-programban használt, egykomponensű hajtóanyaggal működő verzió nem volt a leghatékonyabb, ezért mind az Apollo, mind a Gemini számára jobbat kerestek. Ekkor merült fel a Marquardt konstrukciója, amely kétkomponensű hajtóanyagával mindenképpen jobb volt, mint elődje, így ki is választották az Apollo űrhajóhoz. A LOR-döntés és a holdkomp létrehozásának elindulásakor ezt a már kiválasztott megoldást emelték át a másik űrhajóhoz is, elsősorban időtakarékossági megfontolásokból.
A befagyasztást követően tovább folytatódott a holdkomp fejlesztése és összesen négy lépcsőben alakult ki a végső terv. Ebben elhagyták az elülső dokkolóportot. A két dokkolószerkezetnek abban állt a létjogosultsága, hogy a földi felszállás után a holdkomp tetején levő porthoz dokkoljanak a parancsnoki egységgel, hogy így az összekapcsolt űrhajórendszer tömegközéppontja a hossztengelybe essen és ezzel a megoldással minimálisra csökkentsék annak az esélyét, hogy a gyorsítás során az űrhajó a fellépő erők miatt letérjen a kívánt pályáról, ugyanakkor a holdi felszállás utáni összekapcsolódásnál az elülső dokkolóport révén az űrhajósok könnyebben láthatták volna az ablakon keresztül az összekapcsolódás folyamatát. Az elemzések alapján azonban inkább elhagyták az oldalra néző dokkolószerkezetet, helyette egy egyszerűbb ajtót építettek be, amelyen keresztül a holdfelszínre könnyebben szállhattak ki az űrhajósok, illetve a felső dokkolónyílás mellé beépítettek két kisebb kémlelőablakot, hogy az űrhajósok így is tájékozódni tudjanak a dokkolás során. A két kis ablak 7 kg többletsúlyt jelentett, amelyet bőven ellensúlyozott az elhagyott dokkolószerkezet, illetve az amiatt feleslegesen megerősített szerkezet, amely az összekapcsolódás lökését volt hivatott elviselni. Emellett a leszállófokozat alakja kör alakról négyszögletesre változott. Majd a kezdeti változat öt lábát (amely a lehetséges legnagyobb stabilitást adta) négy lábra változtatták (létezett még egy három lábas tanulmány is, de ezt korán elvetették). A négy lábas verzió a súlymegtakarításon túl jobban igazodott és egyszerűbbé tette a holdkompnak a rakéta adapterébe történő elhelyezését is. Változott az űrhajó borítása is, főként súlytakarékossági szempontokból. Az első változatoknak még fémlapokból épült fel a külső fala, ezt azonban vékony fóliára cserélték, amelyeknek csak a nyomást kellett tartaniuk megfelelően. További belső változtatás volt, hogy a mérnökök aggodalma miatt – miszerint a négy tartályos üzemanyag és oxidálóanyag rendszer túl nehéz és bonyolítja a szerkezetet – ezt két tartályosra alakították, amely megoldotta súlykérdést és egyszerűbbé is tette a rendszert.
Különösen a kabin kialakításában fontos tervezési koncepcióváltás volt az űrhajósok bevonása. Míg a Mercury-programban az űrhajósok a „szükséges rossz” szerepét töltötték be és kis híján passzív utasokként kezelték őket, ennél a projektnél már az űrhajós az űrhajó egyik „alrendszereként” jelent meg és köré, az ő igényei szerint tervezték meg a holdkompot. A NASA ennek érdekében űrhajósokat delegált Bethpage-be, a Grumman gyártóhelyére, akik tanácsaikkal segítették a tervezők munkáját és segítettek eldönteni, hogy minek milyen kialakítása legyen. Az első NASA által delegált ilyen űrhajósok Pete Conrad, Donn Eisele és Scott Carpenter voltak. Később éppen Conrad lett az az űrhajós, akinek a legtöbb újítás, beépített ötlet fűződött a nevéhez a fejlesztés kezdeti részéből (érdekesség hogy Conrad „targonca konfigurációnak” csúfolta az űrhajósokat felállító és az ablakhoz közel állító új metódust, amellyel elhagyhatták a nagy ablakokat).
Az űrhajó belső rendszereiben is nagy változás volt, amikor a kezdeti – a parancsnoki egységhez hasonló, a Pratt & Whitney által szállítandó – üzemanyagcellás rendszert tisztán akkumulátorosra cserélték.
Nem dizájnbeli, de jelentős megjelölésbeli változtatás volt, hogy a kezdeti „LEM” nevet a NASA 1966 júniusában megváltoztatta „LM”-re (Lunar Module – holdmodul), elvéve a névből az Excursion („kiránduló”) kifejezést. George Low, az Apollo Spacecraft Program Office vezetője szerint a név túlzottan frivol asszociációkra adott alkalmat (illetve az angol kiejtés szerint lényegében nem is történt változás, mert a köznyelv mindkét verziót „lem”-ként ejtette, csak a kérdéses szó tűnt el a kibontott, nem betűszó szerinti névből).

### Tesztelési folyamat
A tesztelésre többféle terv verzió is született az idők során. A Grumman először egy holdkomp teszt munkadarabot (Lunar Test Article – LTA) képzelt el, amely nem rendelkezett volna minden funkcióval, ám az egyes alrendszerek, különösen a meghajtás rendszerei kipróbálhatók lettek volna általa. A repülési tesztekhez a Grumman Little Joe II és Saturn I rakétákat gondolt felhasználni, de felmerült, hogy Langley-n felépítenek egy hatalmas acél tartószerkezetet, amelyre felfüggesztve a tesztalanyt végeznek próbákat, de még az is alternatíva volt, hogy White Sandsen helikopterre függesztve végzik el a próbákat. Ezekből elsőként a Little Joe II rakétát törölték, mivel a rakéta és a holdkompmakett kombinációjának repülését instabilnak adták a kísérletek. Közben a NASA-nál felmerült, hogy a folyamatot gyorsítandó, egyszerre reptessék a North American parancsnoki űrhajóját és a holdkompot egy Saturn IB hátán, ehhez azonban kissé több tolóerő szükségeltetett, fel is kérték Wernher von Braunt, hogy próbálja megemelni a rakéta teljesítményét (a megoldást abban látták, hogy a Saturn IB-re felszerelték volna a Minuteman hordozórakéták szilárd hajtóanyagú gyorsító fokozatát).
Aztán a NASA átvágta a gordiuszi csomót, amikor meghozta a döntést, hogy az egyetlen lehetséges alternatíva a Saturn IB használata lehet és szétválasztják a parancsnoki űrhajó és a holdkomp tesztjeit. Joe Shea, az Apollo Spacecraft Program Office vezetője felállított egy tesztsorrendet: az AS–201, AS–202, AS–204 és AS–205 lehetnek a Block I Apollo parancsnoki és műszaki egység repülései (az AS–203 ekkor tartalékként szerepelt, funkció nélkül), az AS–206 lehet az első holdkomp próbarepülés és az AS–207-en jöhet létre az első ún. all-up (azaz teljes kiépítésű) teszt, amikor együtt repül mindkét űrhajó.
Nemhivatalos tesztként a Grumman saját hatáskörben próbálta ki az űrhajója meghajtó rendszereit Bethpage-ben, illetve a Peconic River mellett és Long Islanden. Azonban a projektet is utolérte a szinte törvényszerűen jelentkező problémák sora (a súlyproblémáktól kezdve a meghajtó rendszerek problémáiig), amelyek szinte végtelen hosszúságúra nyújtották a fejlesztési folyamatot. Egészen 1965-ig fennmaradt egy további tervezési dilemma, amely ráadásul kihatott az űrhajó tömegére is: vajon a randevúhoz és dokkoláshoz radart szereljenek fel, vagy inkább optikai rendszert? A NASA ebben oly tanácstalan volt, hogy párhuzamosan megrendelte mindkettőt. Végül abból a megfontolásból, hogy az optikai rendszer korlátozottan képes csak távolság és sebesség adatokat szolgáltatni – és mellesleg az idő szorítása is mindenek elé kerülő szempont volt, a radart választották. A tervezési problémák mellett a hibás tervezéseket is sok esetben orvosolni kellett (például így került bele a holdkomp kialakításába a három lábról is lelógó szondák rendszere, amelyek a talajérintést jelezték kicsivel a valós leérkezés előtt, hogy le lehessen állítani a hajtóművet, nehogy beszoruljon a rakéta gázsugarának nyomása a hajtóműharang alá és szétvesse azt leérkezéskor).
A folyamat eltartott egészen 1966-ig, amikor Joe Shea tesztrepülési tervét el lehetett kezdeni megvalósítani. 1966. február 26-án elstartolt az AS–201 egy Block I Apollo parancsnoki űrhajóval, majd 1966. augusztus 25-én az AS–202 szintén egy Block I-gyel (köztük a tervben lyukas repülésként nyilvántartott AS–203-mal). Ezt követően jött az AS–204, amely mindent felforgató katasztrófába torkollott. A repülést megelőző szimulációs teszteken kigyulladt az űrhajó, megölve Gus Grissom parancsnokot, Ed White parancsnoki pilótát és Roger Chaffee holdkomppilótát. Ez a kudarc átírt mindent az Apollo-program folyamatában. Egyrészt a Block I űrhajóról kiderült, hogy alkalmatlan, így el is tekintettek a további használatától, majd át kellett tervezni a tesztek (különösen az emberrel végzett tesztrepülések) sorát és végül maguk a repülések elnevezése is teljesen megváltozott. Így lett az AS–204-ből Apollo–1, és minden további repülés Apollo jelzésű.
A Grumman elsőként az LM–1 gyári számú holdkomp elkészítésén fáradozott, ezt kellett átadnia a NASA-nak, hogy az próbarepülést végezhessen vele. Eredetileg ezt a repülést 1967 áprilisára tűzték ki, ám részben amiatt, hogy az űrhivatal ki sem látszott az Apollo–1 tüze utáni kármentésből (a kapcsolódó baleseti kivizsgálásból, majd az abban foglalt javítási megállapítások kivitelezéséből), részben amiatt, hogy a Grumman újabb és újabb késéseket jelentett be a repülőképes űrhajó átadását illetően, a holdkomp első repülését csak 1968. január 22-re tudták kitűzni. Az új elnevezésében ez lett az Apollo–5 repülés. A Cape Kennedy-re leszállított LM–1 még mindig túlsúlyos, holdrepülésre alkalmatlan lett volna, ám a Föld körüli pályán való kipróbáláshoz ennek nem volt jelentősége. A repülés fő céljait négy fő témakör köré építették fel:
- a holdkomp leszálló hajtóműve megfelelő teljesítménnyel dolgozzon és a tolóerő szabályozása, vagy a hajtómű újraindítása problémamentes legyen
- egy leszállás megszakítás esetén is megfelelően működjön a rendszer, ezért tesztelni szerették volna ezt a vész üzemmódot
- külön kiemelt cél volt megállapítani, hogy a repülés megszakítás során, amikor egyszerre kell lerobbantani a leszálló- és felszállófokozatot együtt tartó elemeket és a felszálló hajtóművet maximális teljesítményre kapcsolni, az problémamentesen, strukturális törések, vagy más meghibásodások nélkül megy-e (a tesztnek a mérnökök a „Robbantás!” nevet adták, mint amikor egy bányában dinamitrudat dugnak egy lyukba és a robbantás előtt elhangzik a figyelmeztetés)
- vizsgálni kellett a fokozatszétválasztás dinamikáját, repülés közben és a stabilitást repülés, vagy a vészhelyzeti üzemmód közben.[20]

Az Apollo–5 1968. január 22-én 17:48:09-kor (22:48:09 UTC) startolt a Cape Canaveral Air Force Station 37-es indítóállásáról. Az első keringésben a holdkompot leválasztották a rakétafokozatról és a repülés 45. percétől kezdve önállóan keringett Föld körüli pályán. Az első teszt a leszálló hajtómű 38 másodperces gyújtása volt, amelyet az irányítórendszer hibája miatt 4 másodperc után leállított a hajó számítógépe. Ekkor az irányításnak egy alternatív tervre kellett áttérnie, tekintve, hogy az űrhajó más pályán repült, mint eredetileg tervezték. Még két leszálló hajtómű indítás következett a hibás indítás után, ezúttal sikeresen. Ezután végezték el a leszálló és felszállófokozat leválasztását és a felszálló hajtómű beindítását, amely szintén sikerrel járt. Tizenegy óra tíz perc repülés után a repülést sikeresnek nyilvánították, és a továbbiakban nem vezérelték az űrhajó repülését, az szabadon sodródott tovább az űrben, hogy aztán a légkör lefékezze, és közben elégjen az alsóbb, sűrűbb légrétegekben.

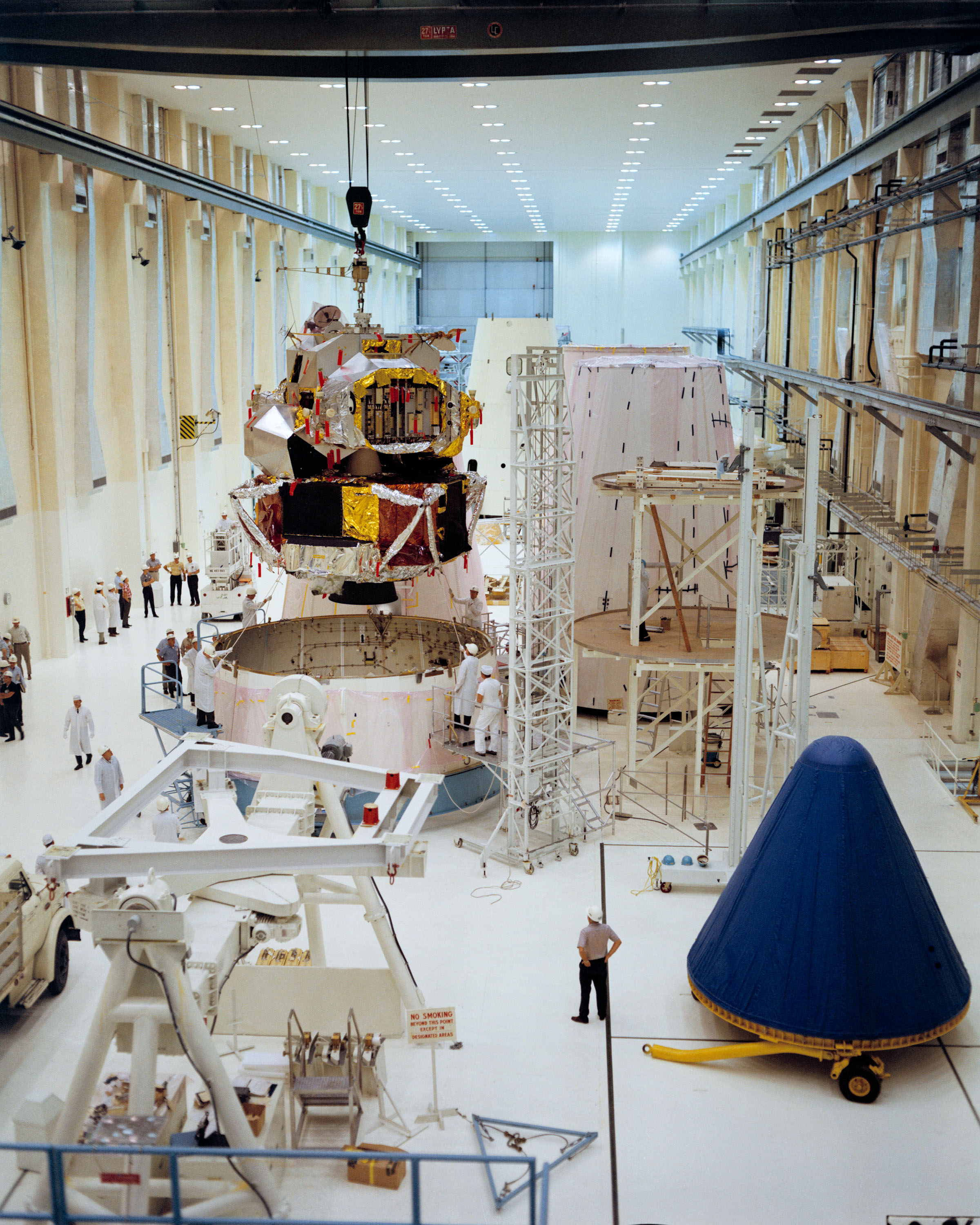
Az LM–1 végszerelése Cape Canaveralen
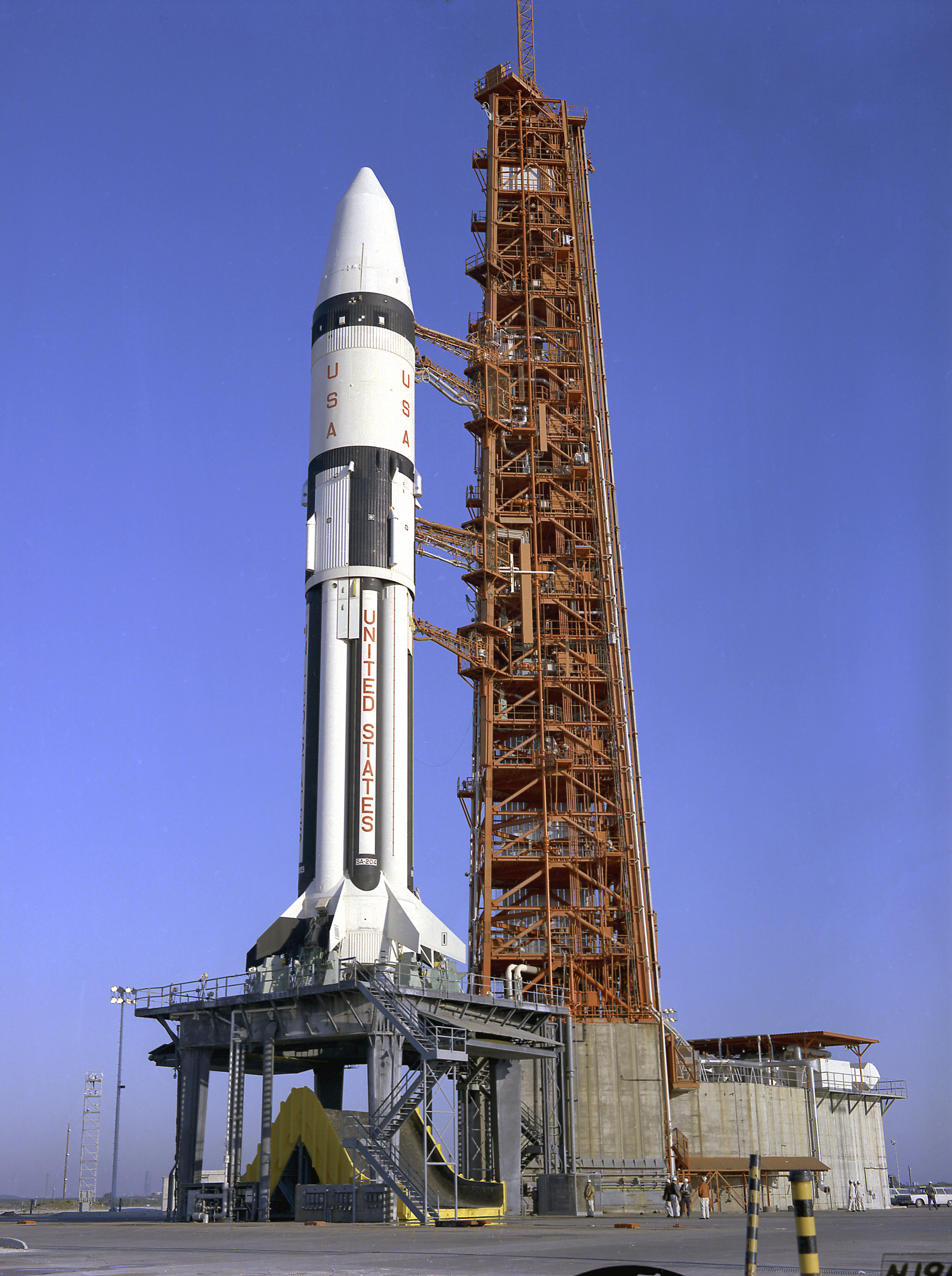
Az Apollo–5 a startasztalon. Mivel nem volt Apollo űrhajó, csak egyszerű orrkúpot kapott a szerkezet, mentőrakéta nélkül
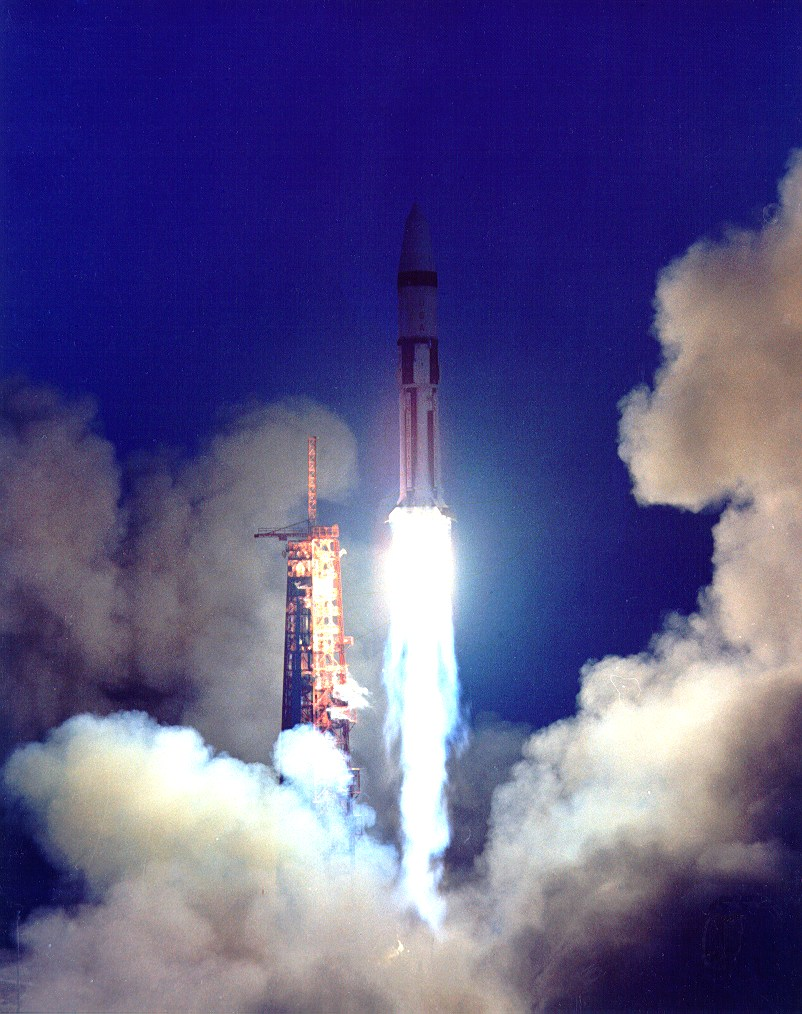
Az Apollo–5 startja
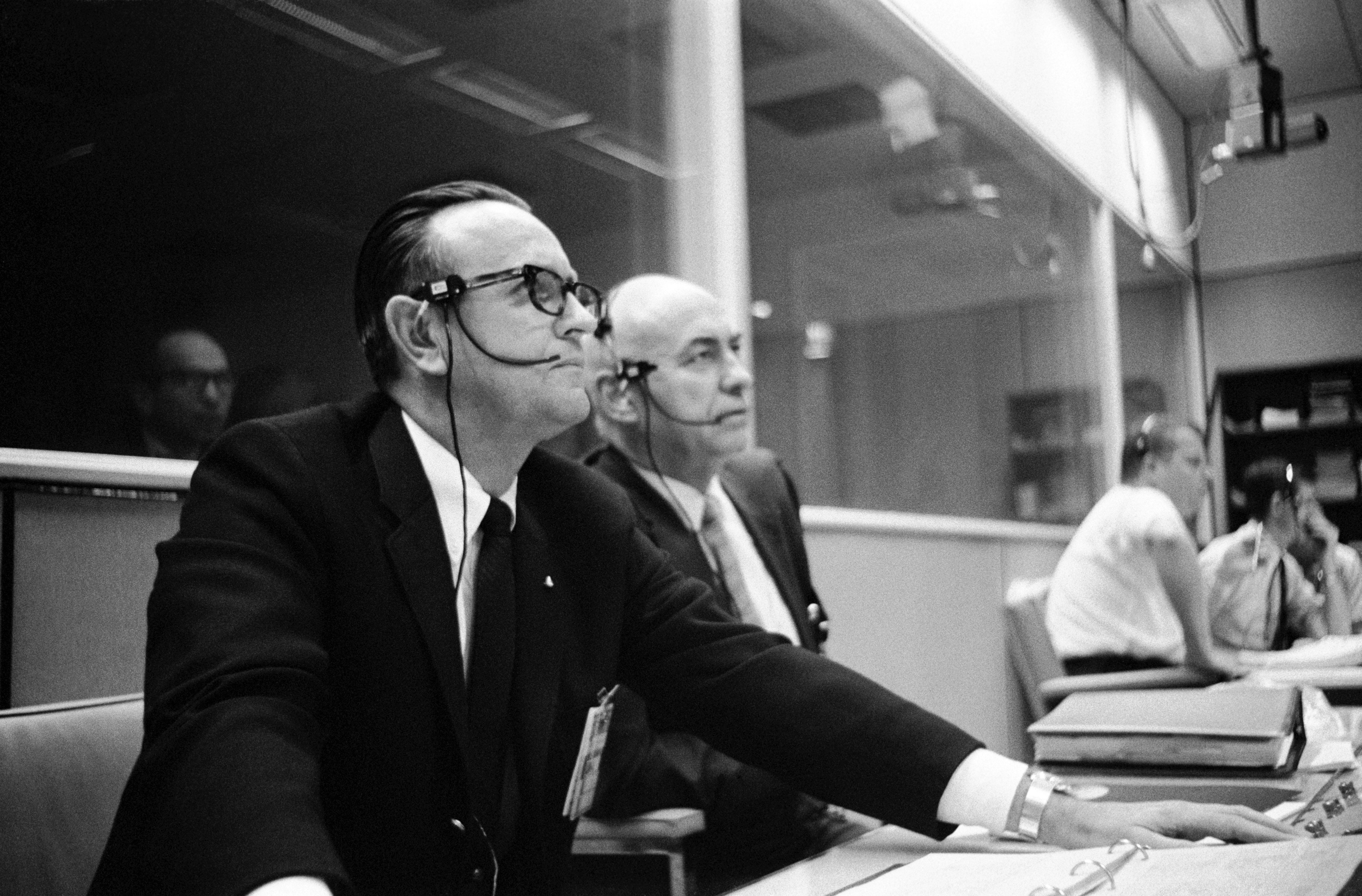
Chris Kraft, az irányítás vezetője és Bob Gilruth, a houstoni űrközpont igazgatója az Apollo–5 startjánál

A következő lépésben a NASA sokkal bonyolultabb tesztet irányozott elő, a teljes űrhajórendszer, benne kiemelten a holdkomp teljes tesztjét Föld körüli pályán, mégpedig emberekkel a fedélzeten. Erre az Apollo–9 repülést jelölték ki. Legénységnek Jim McDivitt parancsnokot, Dave Scott parancsnokiegység-pilótát és Rusty Schweickart holdkomppilótát jelölték ki. A teszt eredetileg az Apollo–8 repülésen ment volna végbe, ám az oroszokkal vívott verseny üteme azt diktálta, hogy kicseréljék a két repülést (nem kis mértékben a holdkomp még mindig csúszásban levő fejlesztése miatt) és az Apollo–8-at egy másik legénységgel a Holdhoz küldjék, egyelőre még holdkomp nélkül, csak az égitest elérésére és megkerülésére és az Apollo–9-et időben hátrébb tolják. Az Apollo–8-on való repülés lehetőséget a McDivitt-féle legénységnek is felkínálta Deke Slayton, a legénységi ügyekért felelős NASA igazgató, ám azok ragaszkodtak a holdkomp elsőként történő berepüléséhez és inkább vállalták a későbbi repülést. Az Apollo–9-hez az LM–3 gyártási számú holdkompot jelölték ki (a sorban az előtte következő LM–2-t földi próbáknak vetették alá) és a fő cél az anyaűrhajótól való szétválás, majd a Holdnál tervezett műveletek, mint a leszállás manőverei, a felszálló és leszállófokozat szétválasztása és az összes rendszer éles helyzetben való kipróbálása volt. A felszállásra 1969. március 3-án került sor és a legénység, kisebb egészségügyi problémák mellett – Schweickarton az űrbeli mozgásbetegség szimptómái voltak tapasztalhatók – sorra elpróbálta a célok között szereplő műveleteket. A holdkomp, bár még mindig túlsúlyos volt és holdi leszállásra még mindig nem volt alkalmas, jelesre vizsgázott a műveletek során.
Az LM–3 volt az első holdkomp az Apollo-repülések sorában, amely nevet (rádió hívójelet) kapott a rajta repülő legénységtől: ez az egység lett a Spider.

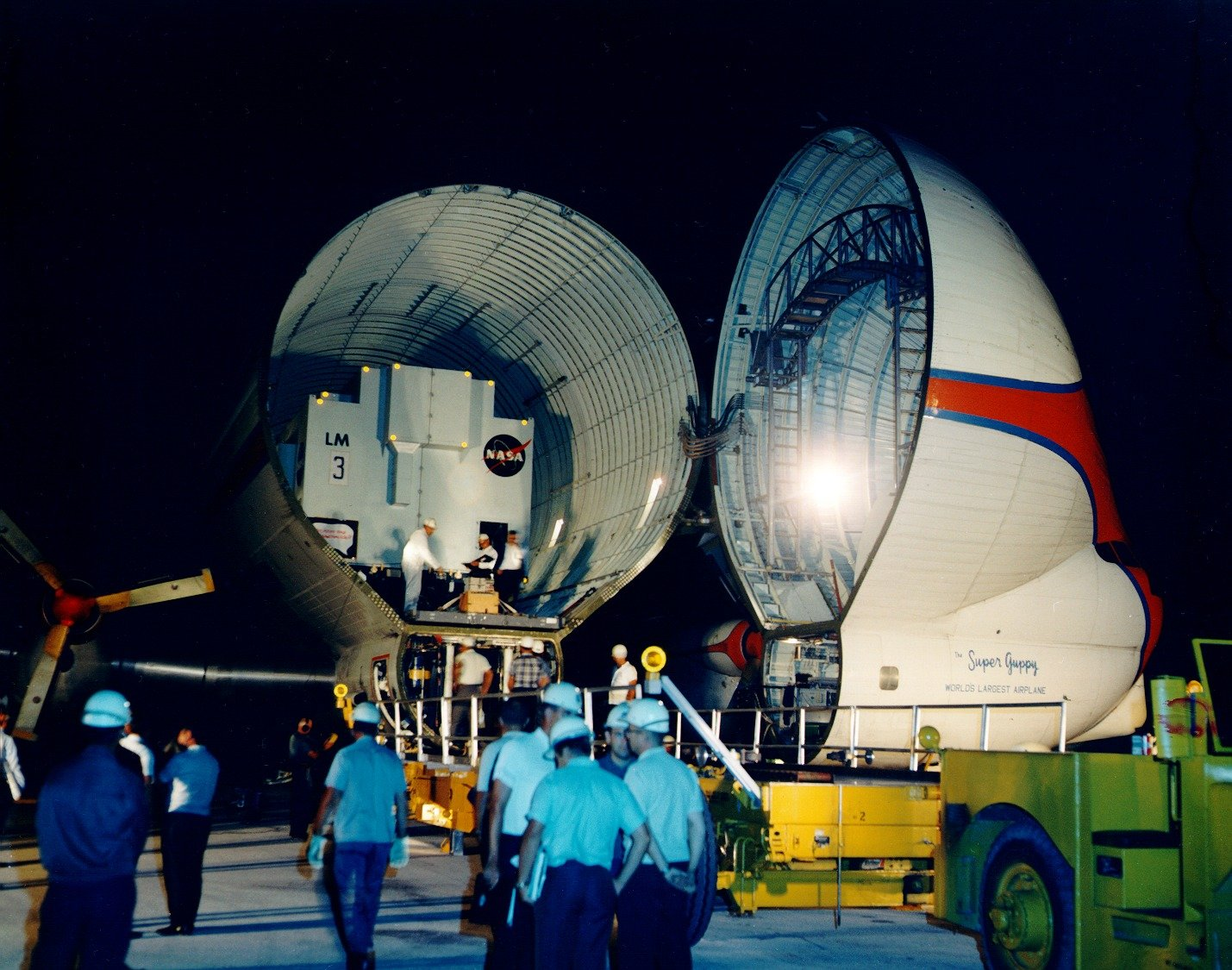
Az LM–3 megérkezik Bethpage-ből Cape Kennedy-re
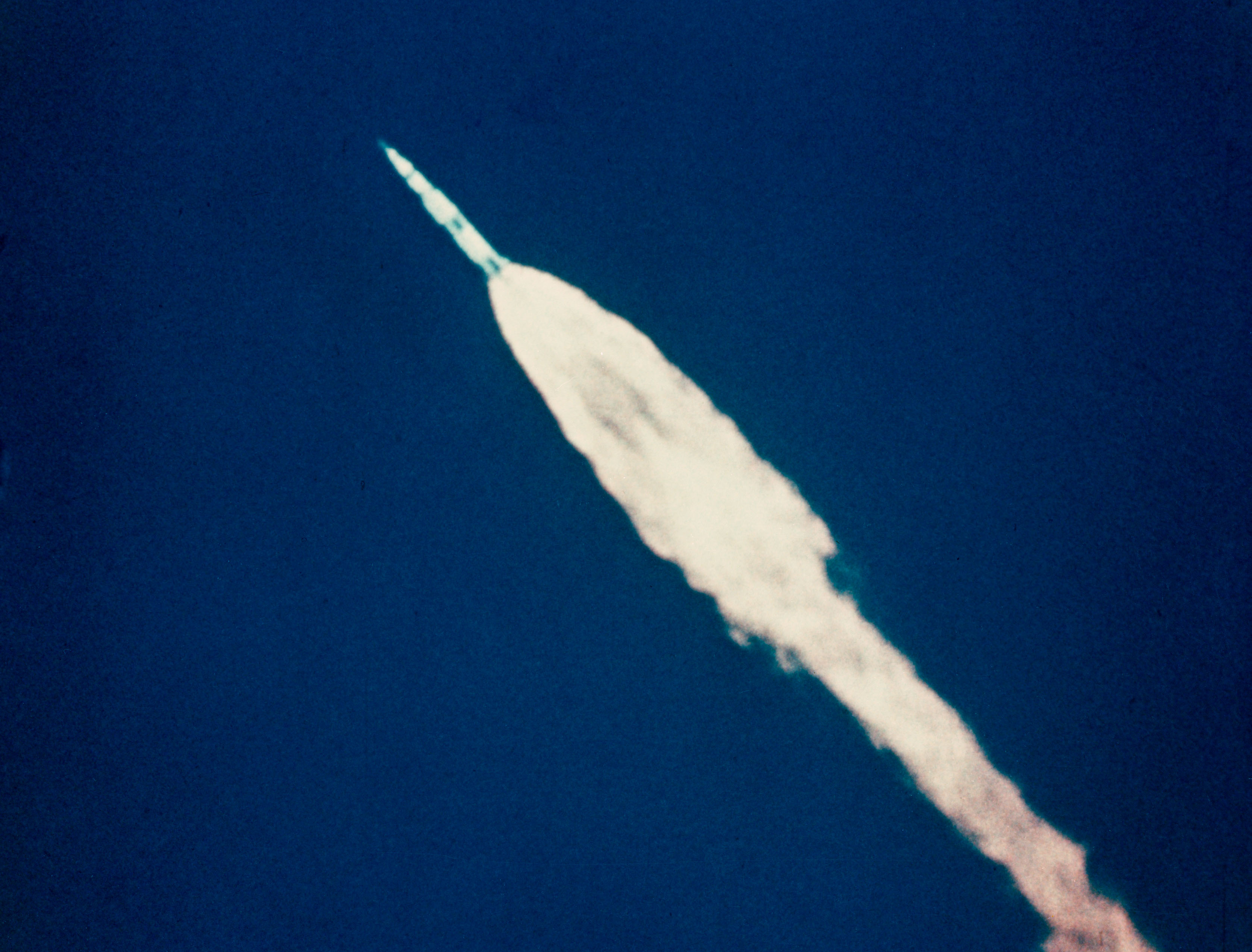
Az Apollo–9 látványos startja
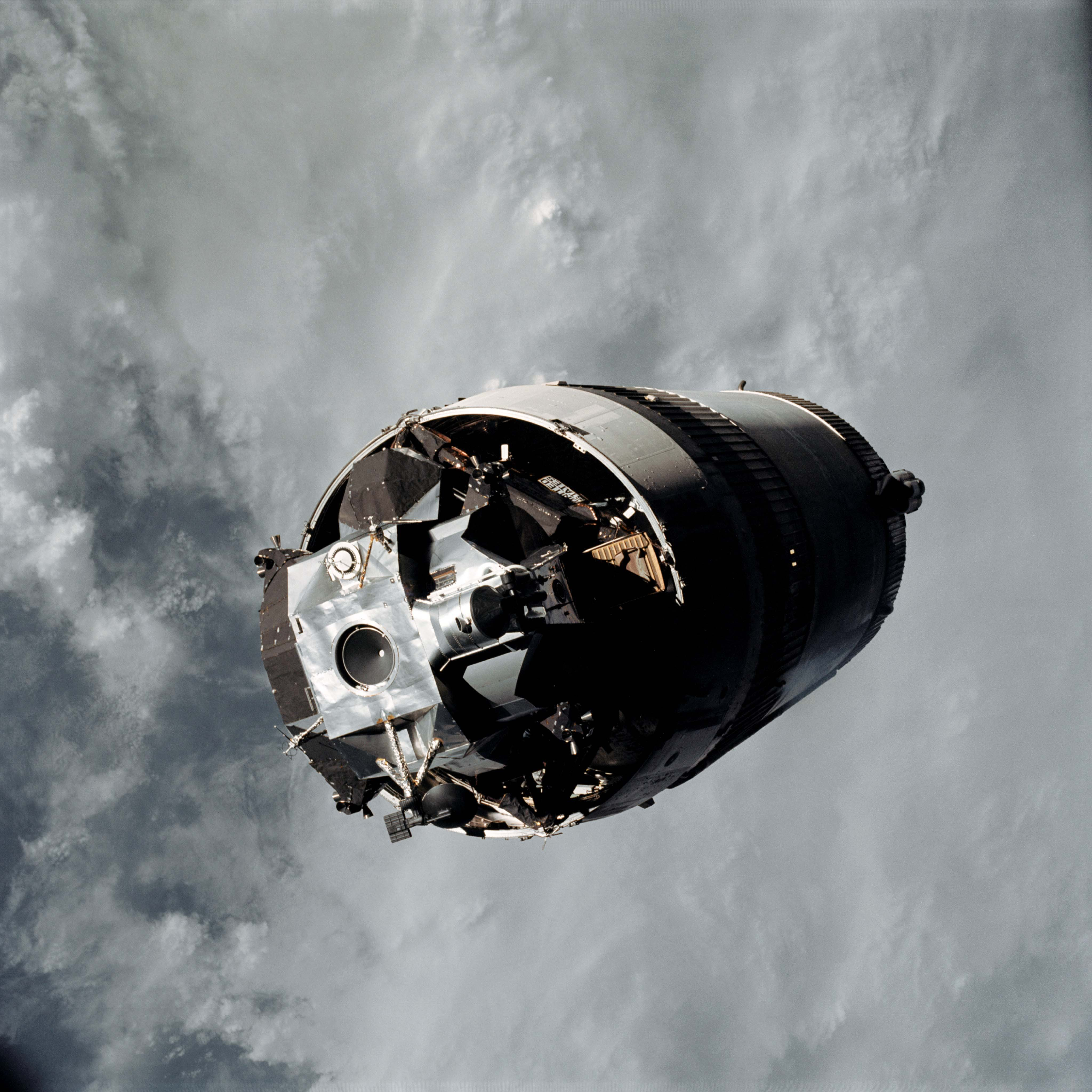
Az LM–3 még az S–IVB rakétafokozat adapterében
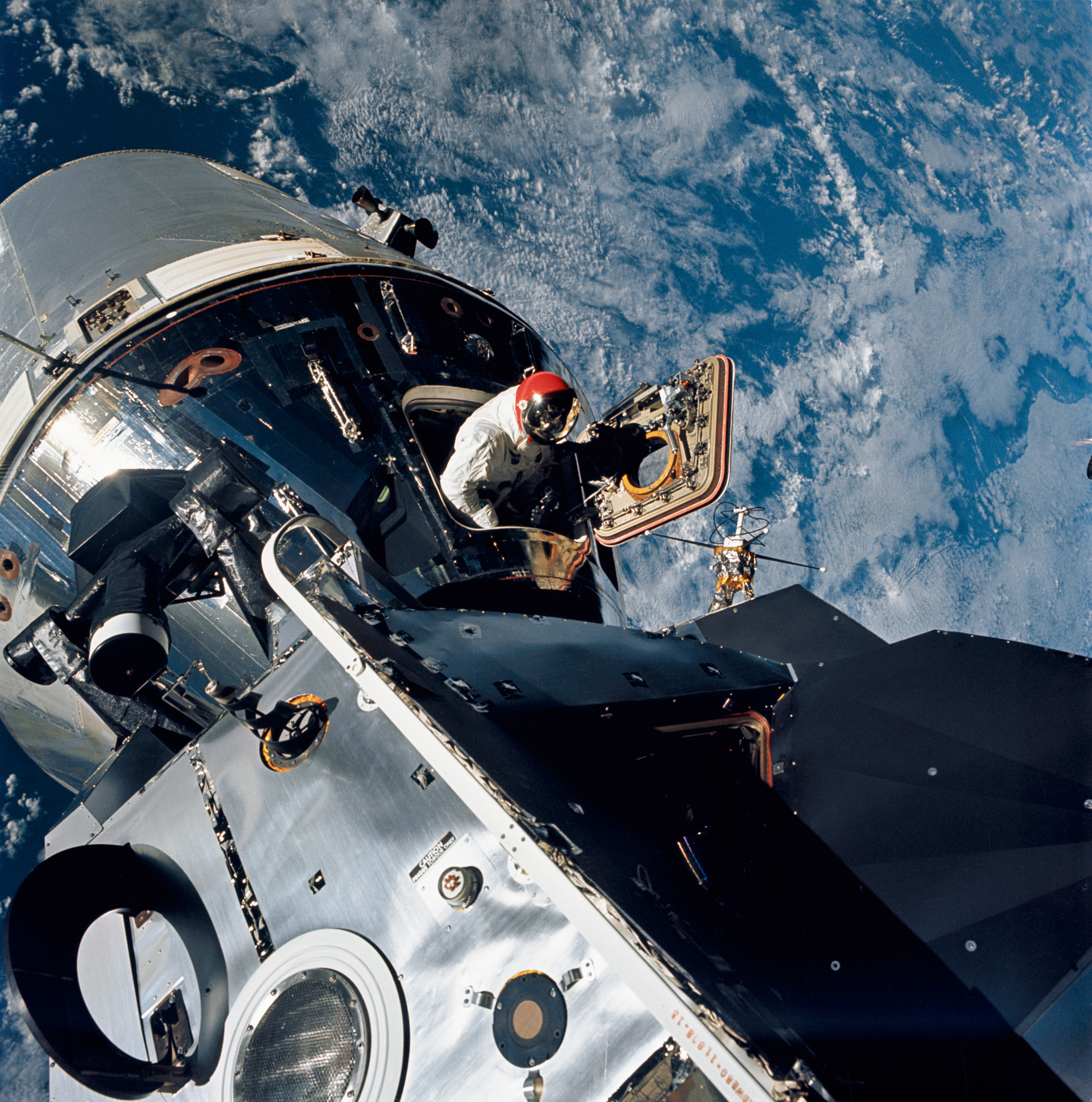
Az űrhajórendszer összekapcsolt állapotban kering a Föld körül (a holdkomp a kép alsó részén látható)
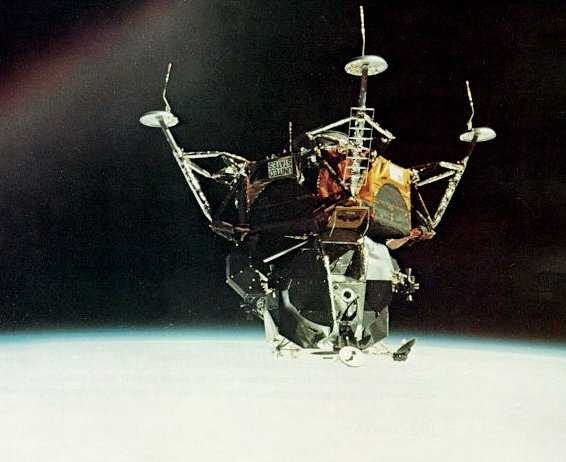
Az LM–3 Föld körüli pályán
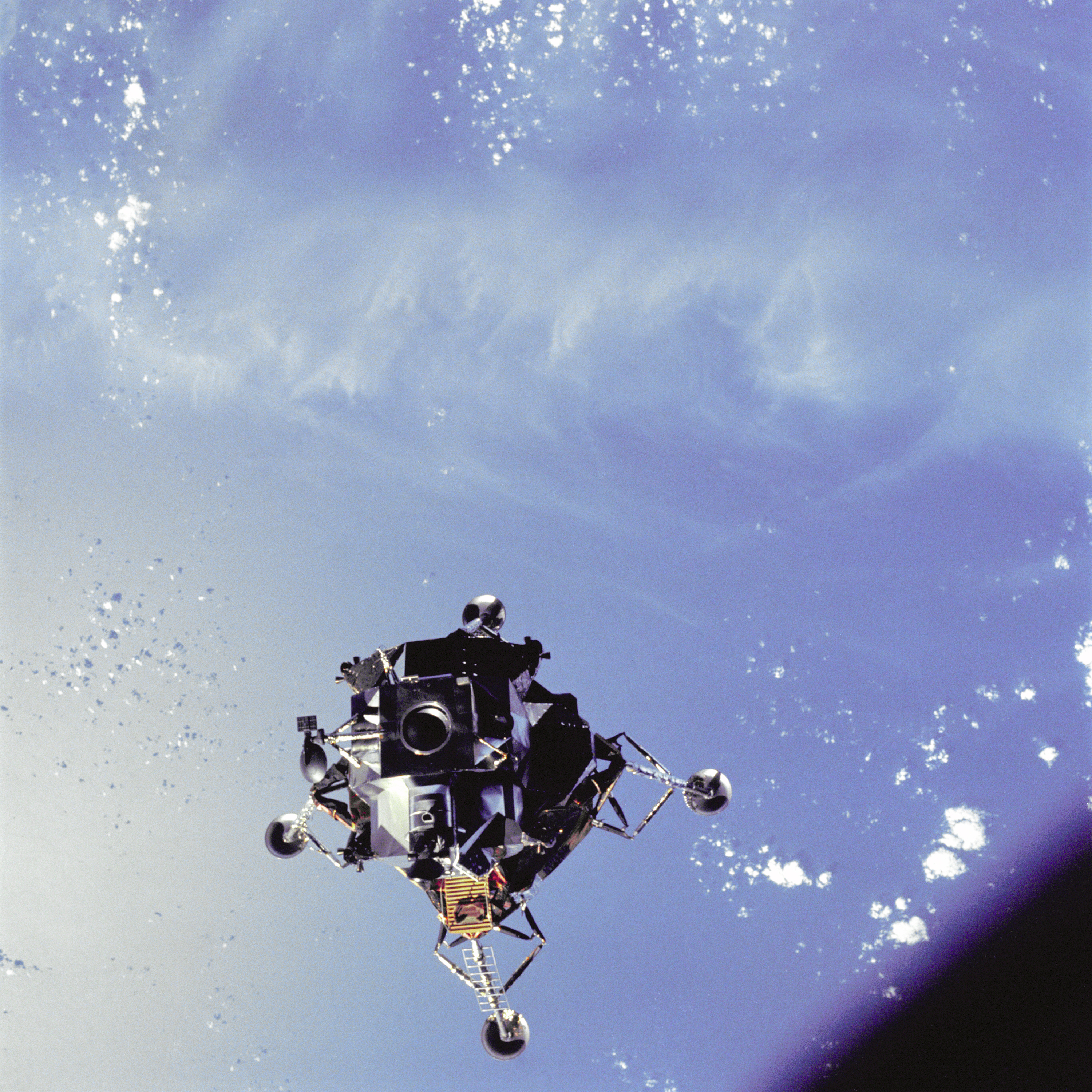
Egy másik kép az önállóan repülő holdkompról
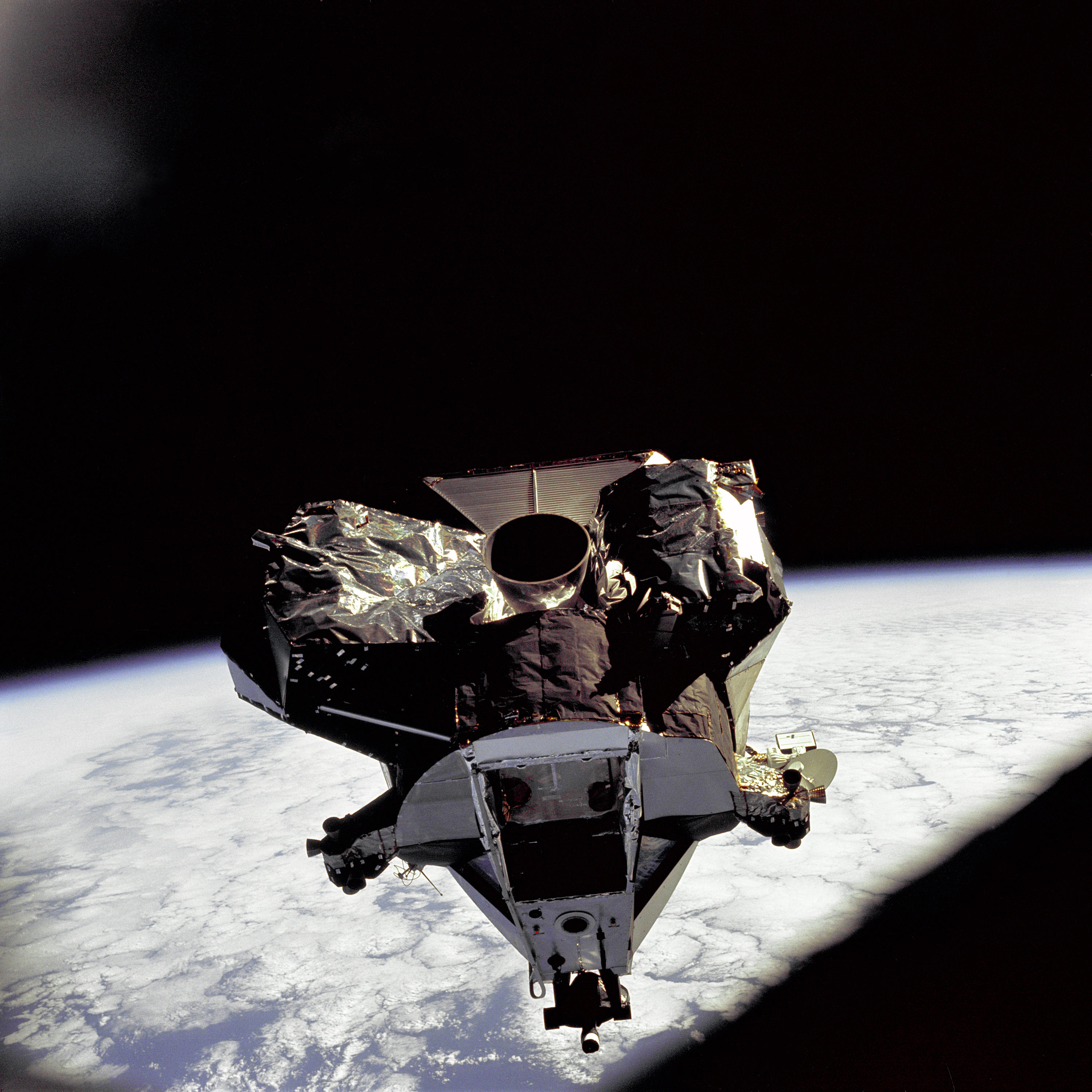
Az anyaűrhajóhoz visszatérő felszállófokozat

A legutolsó tesztrepülésre a NASA a legvalósabb körülmények között, a Holdnál repülve kívánta tesztelni az űrhajórendszert, ismét kiemelt célként a holdkomp képességeit. Az elképzelés az volt, hogy az első leszállási próbálkozás előtt megtartják a Holdra szállás „jelmezes főpróbáját”, elküldik az űrhajórendszert a Holdhoz, pályára állnak körülötte, a holdkomppal elpróbálják a szétválást az anyaűrhajótól, lejjebb ereszkednek a holdfelszín felett, egészen 15 km-es magasságig, majd ott – mintegy szimulálva egy folyamatközi repülés megszakítást – újra az anyaűrhajó repülési magasságára emelkednek, randevúznak és ismét összekapcsolódnak. Azaz mintegy végigpróbálják a teljes űrhajórendszerrel a LOR koncepciót, csak éppen holdi leszállás nélkül. Ez utóbbi megszorítást az indokolta, hogy a tesztre kijelölt LM–4 gyári számú holdkomp túlsúlyos volt és a holdi leszállásra ugyan akár alkalmas is lett volna, az onnan való felszállásra azonban még nem. (Voltak olyan megfontolások is, hogy az oroszokkal való verseny miatt ezt a lépést inkább hagyják ki és várják meg a teljes értékű LM–5 elkészültét, ám a teszt kihagyását elvetették, amikor a CIA azt a hírt szállította, hogy a Saturn V-nek megfelelő orosz N1 hordozórakéta két ízben is felrobbant a tesztrepülések során).
A tesztre Tom Stafford parancsnokot, John Youngot mint a parancsnoki modul pilótáját és Gene Cernan holdkomppilótát jelölte ki a NASA. Az Apollo–9 teljes sikere után a repülés időpontját 1969. május 18-ra jelölték ki. A start meglehetősen problémás volt, a Saturn V még mindig meglévő „pogo oszcillációja” miatt a legénység olyan vibrációt élt át, hogy a látásuk elhomályosult és nem voltak képesek leolvasni a műszereket, ami felvetette azt a félelmet, hogy az egyébként elég érzékeny és gyenge szerkezetű holdkomp is károsodhatott a rázkódástól. A holdkomp számára az igazság pillanata 1969. május 22-én érkezett el, amikor megkezdődtek a próbák. A legénység rendben leválasztotta az űrhajót az anyaűrhajóról és a repülési programnak megfelelően elkezdtek ereszkedni a holdfelszín felé, alacsonyabb magasságra, miközben fényképeket készítettek a felszínről a lehetséges leszállási térségek feltérképezésére. 15 000 m magasságban megszakították az ereszkedést és nekikészülődtek a két fokozat szétválasztásának és az emelkedésnek. Ám ekkor a legénység hibát vétett: a nem megfelelő munkamegosztás miatt mindketten átkapcsoltak egy vezérlő kapcsolót, amely a második kapcsolás után nem megfelelő állásba került és a leválasztás után a felszállófokozat vad pörgésbe kezdett és a helyzet lezuhanással fenyegetett. Nagy lélekjelenléttel a parancsnok stabilizálta a repülést. Innen minden a tervek szerint ment tovább és az űrhajósok hamarosan végrehajtották a világ első összekapcsolódását a Holdnál. A holdkomp ezzel átesett a teljes tesztfolyamaton és alkalmasnak minősítették a Holdra szállásra.
Az űrhajósok ezen a repülésen az LM–4-nek a Peanuts rajzfilmkaraktere után a Snoopy nevet adták.

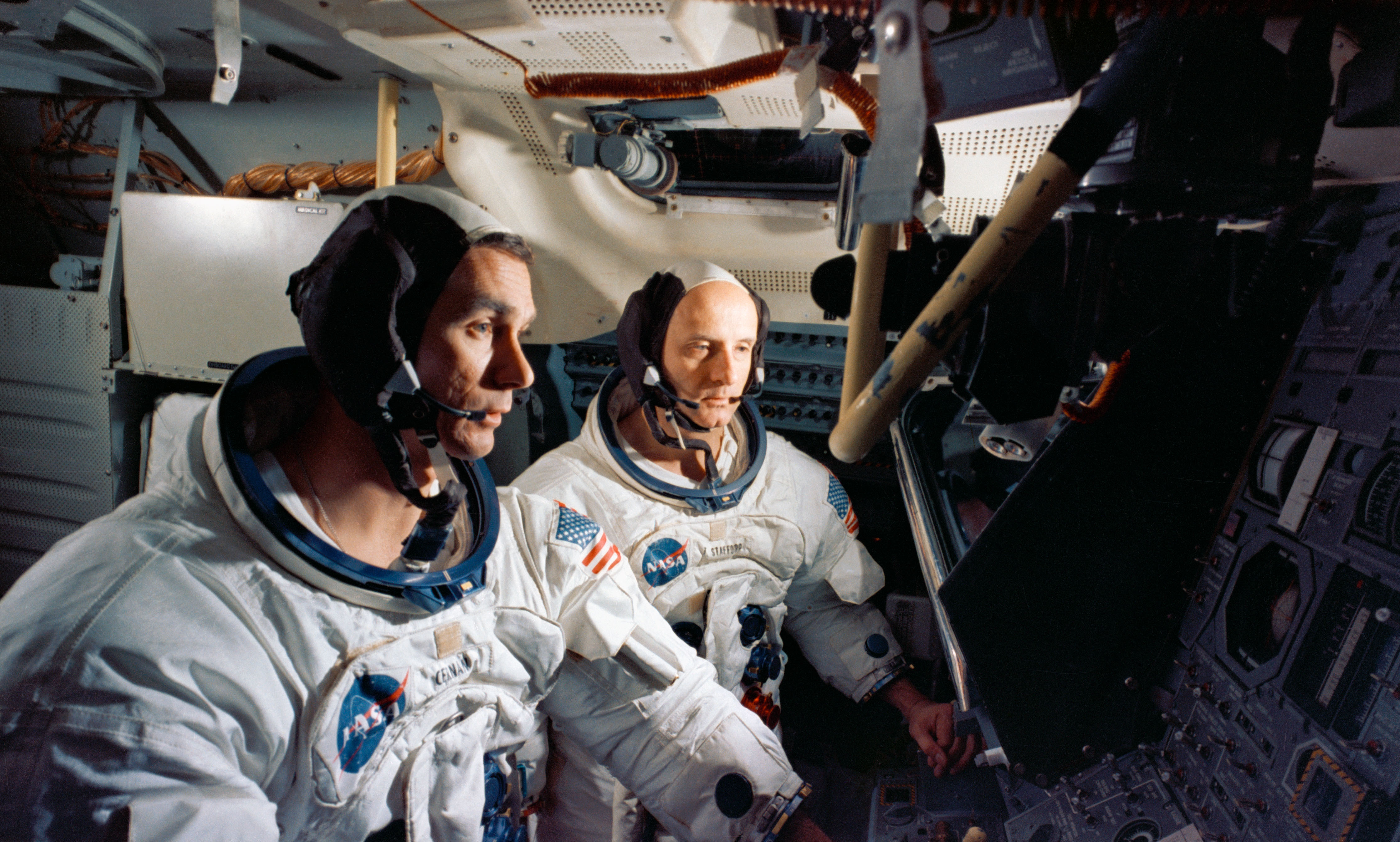
Gene Cernan (balra) és Tom Stafford a holdkomp szimulátorban
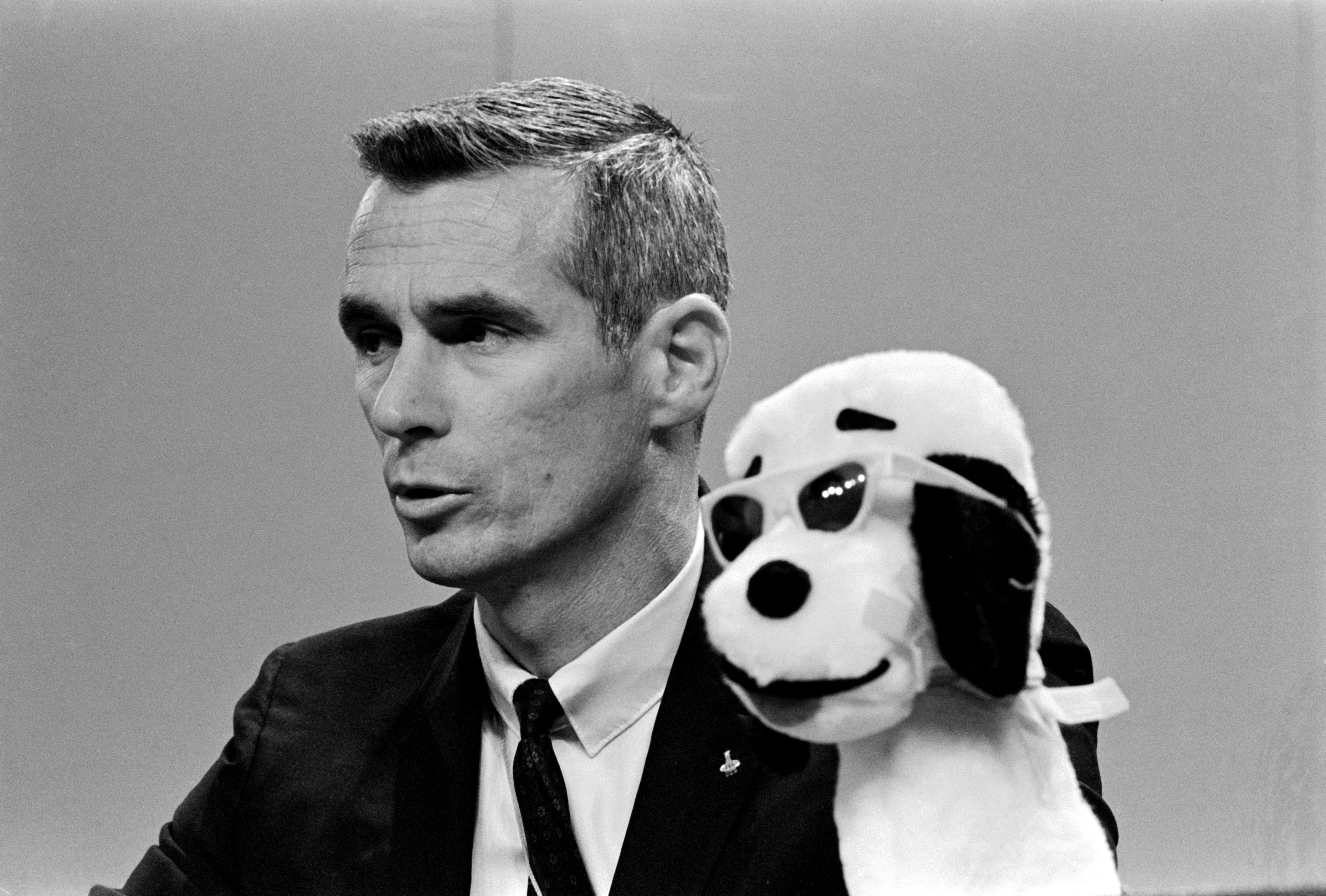
Gene Cernan és Snoopy, az LM–4 névadója
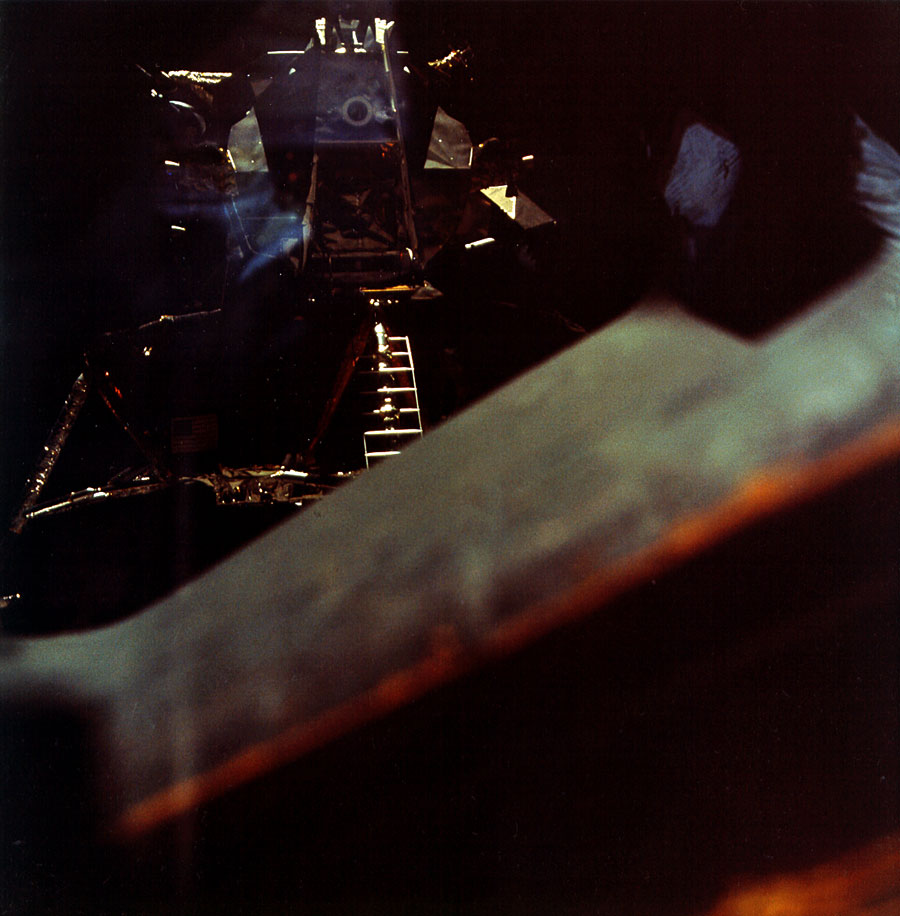
A holdkomp elvált a parancsnoki űrhajótól
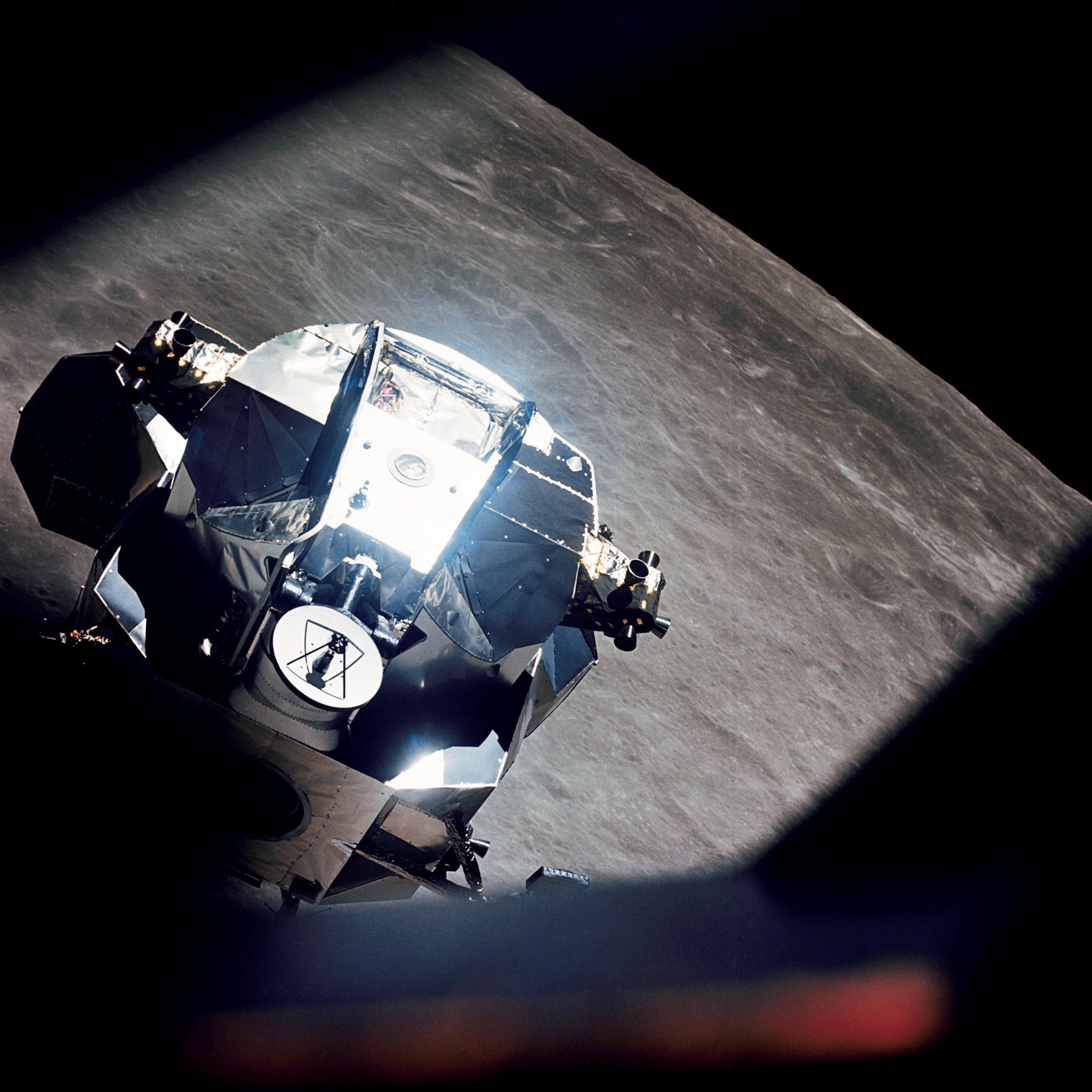
A holdkomp elindul a holdfelszín felé
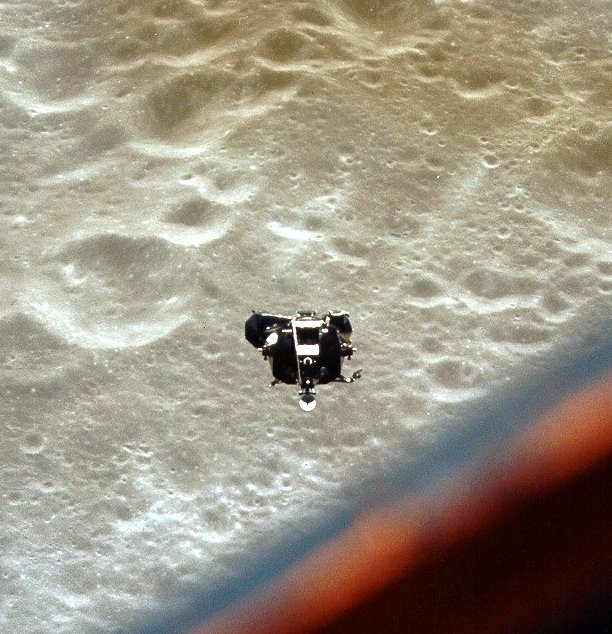
A felszállófokozat visszatér a holdfelszín hátterében a küldetéséről
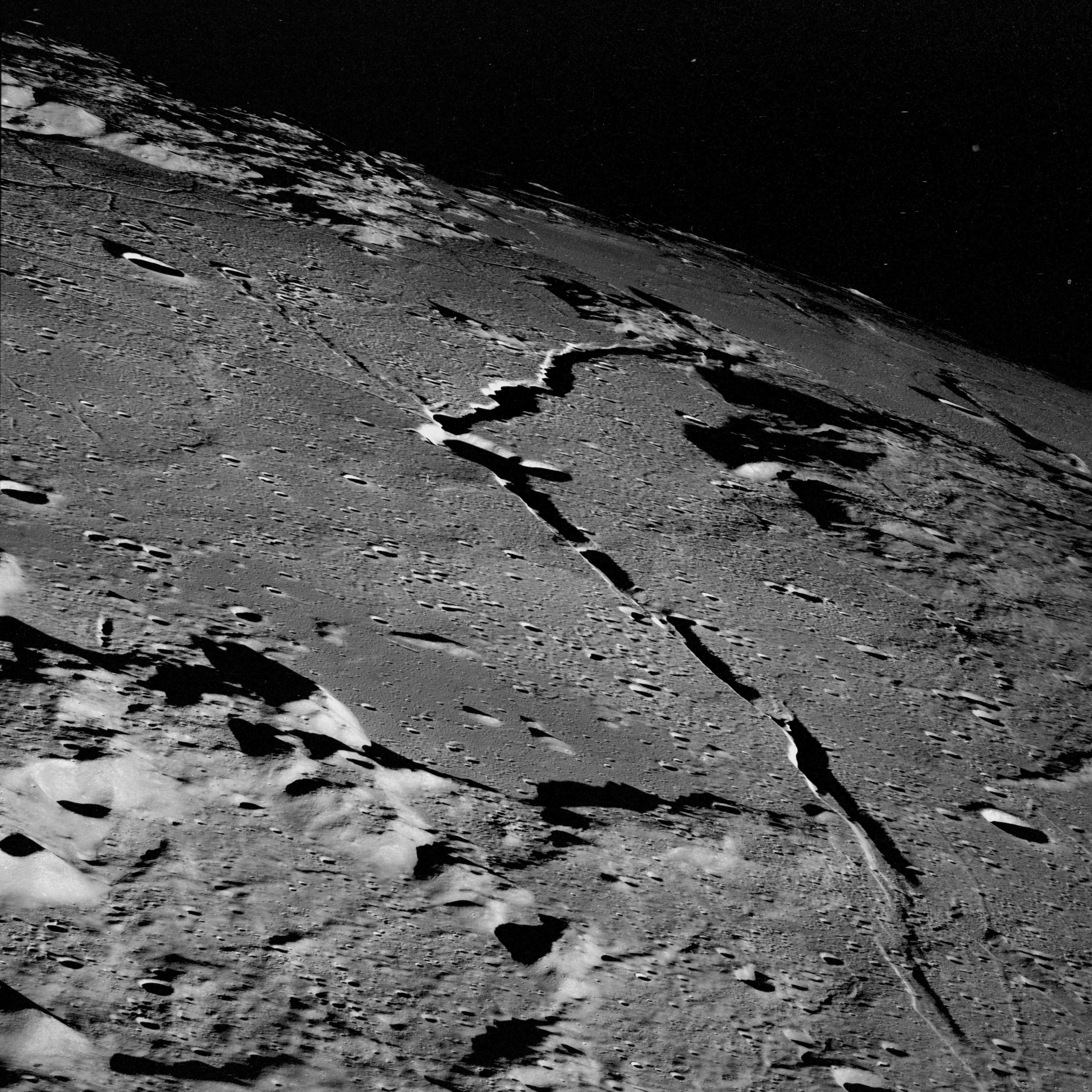
Az Apollo–10 által készített felszínfotók egyike a Rima Hyginusról

## Holdexpedíciók

### G típusú küldetés
A NASA még az Apollo-program elején felállított egy repülési szekvenciát, az egyes repülések egymásutániságát, amelyben betűkkel jelölte az egyes, egymásra épülő repüléseket. Ebben a H típus jelölte a tesztrepülések végét, amelyet az Apollo–10 teljesített, így az űrügynökség átléphetett a G típusra, azaz a fejlesztési, majd a tesztszakasz után átléphetett az Apollo-program érdemi, megvalósítási szakaszába, azaz következhetett a köznyelv által „A Holdra szállásnak” nevezett expedíció (egyben a Grumman is átléphetett a holdkomp tekintetében a fejlesztési, majd tesztszakasz után a gyártási szakaszba). A feltételek az Apollo–11 repülésre álltak össze. A Grumman erre a repülésre tudta leszállítani az LM–5-öt, az első, minden követelménynek megfelelő holdkomp példányt. Hogy mekkora vállalkozás volt Armstrongék részéről megkísérelni a Grumman holdkompjával a leszállást, mutatja egy összehasonlítás: miközben a holdkomp lényegében egy prototípus volt, annak mindössze a harmadik, ember irányította repülésén már az éles leszállást kellett végrehajtania, addig egy vadászgép fejlesztésénél – a General Dynamics F–16 Fighting Falcon prototípusának adatait alapul véve – több száz tesztfelszállás, több száz órányi repülés volt szükséges ugyanehhez.
Az űrhajósok által Eagle névre keresztelt történelmi holdkomp 1969. július 16-án startolt a Kennedy Űrközpontból, majd a háromnapos utat megtéve 1969. július 20-án szállt le Neil Armstronggal és Buzz Aldrinnal a Hold Nyugalom Tengere területén (miközben Michael Collins űrhajós a parancsnoki űrhajóban fenn keringve várta vissza társait. A G típusú repülések sztenderdjei szerint a holdkomp feladata annyi volt, hogy – leszámítva természetesen a le- és felszállást) egy holdsétányi időre és kb. 20 órás összes tartózkodási időre nyújtson menedéket és vigyen magával ellátmányt az űrhajósok számára a holdfelszínre. Az Eagle tökéletesen teljesítette a feladatát, bár a leszállásnál az üzemanyag mennyisége miatt pengeélen táncolt. A leérkezéskor alig pár másodpercnyi működésre való hajtóanyag készlet maradt a tartályban.
Az Eagle Holdon maradt leszállófokozata ma a Nyugalom bázis nevű ponton (a parancsnok egykori tréfás elnevezéséből az IAU által hivatalosan elfogadott holdi helynév) áll, amely tényt a Lunar Reconnaissance Orbiter képei is bizonyítanak.

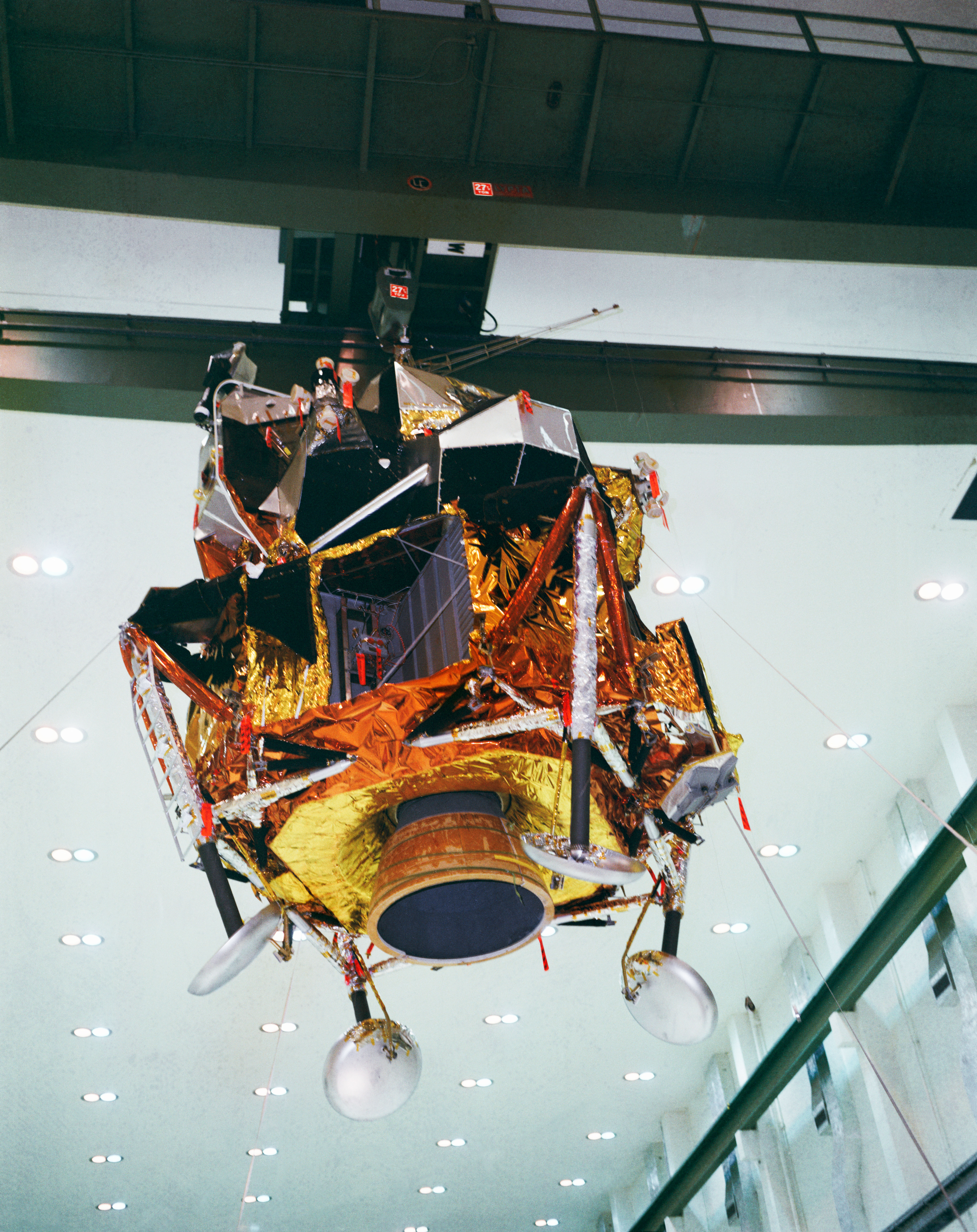
Az LM–5 még a rakétára való beszerelés előtt
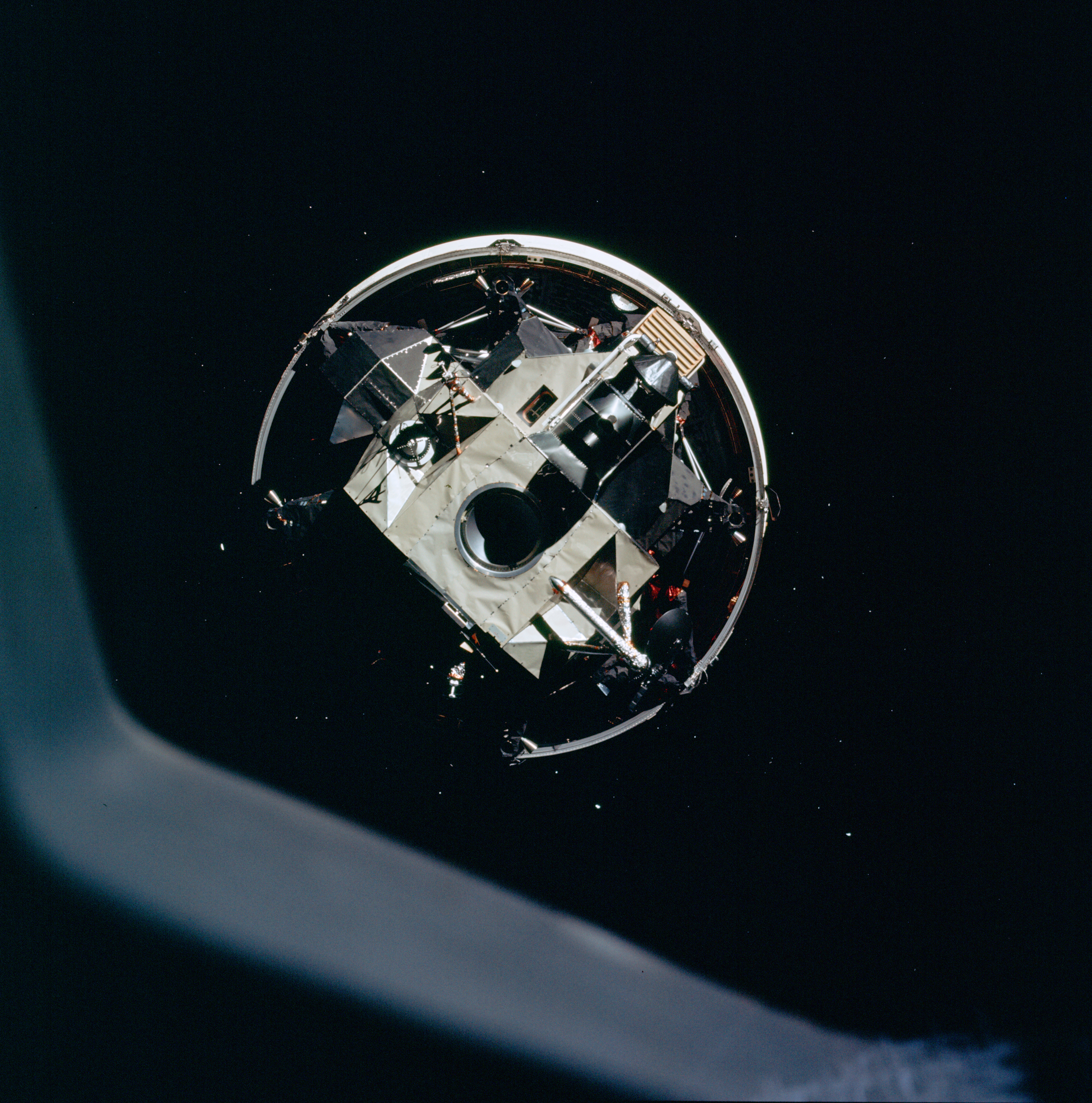
Az LM–5, azaz az Eagle még a Saturn V rakétában kialakított adapterében várja a retrakciós manővert
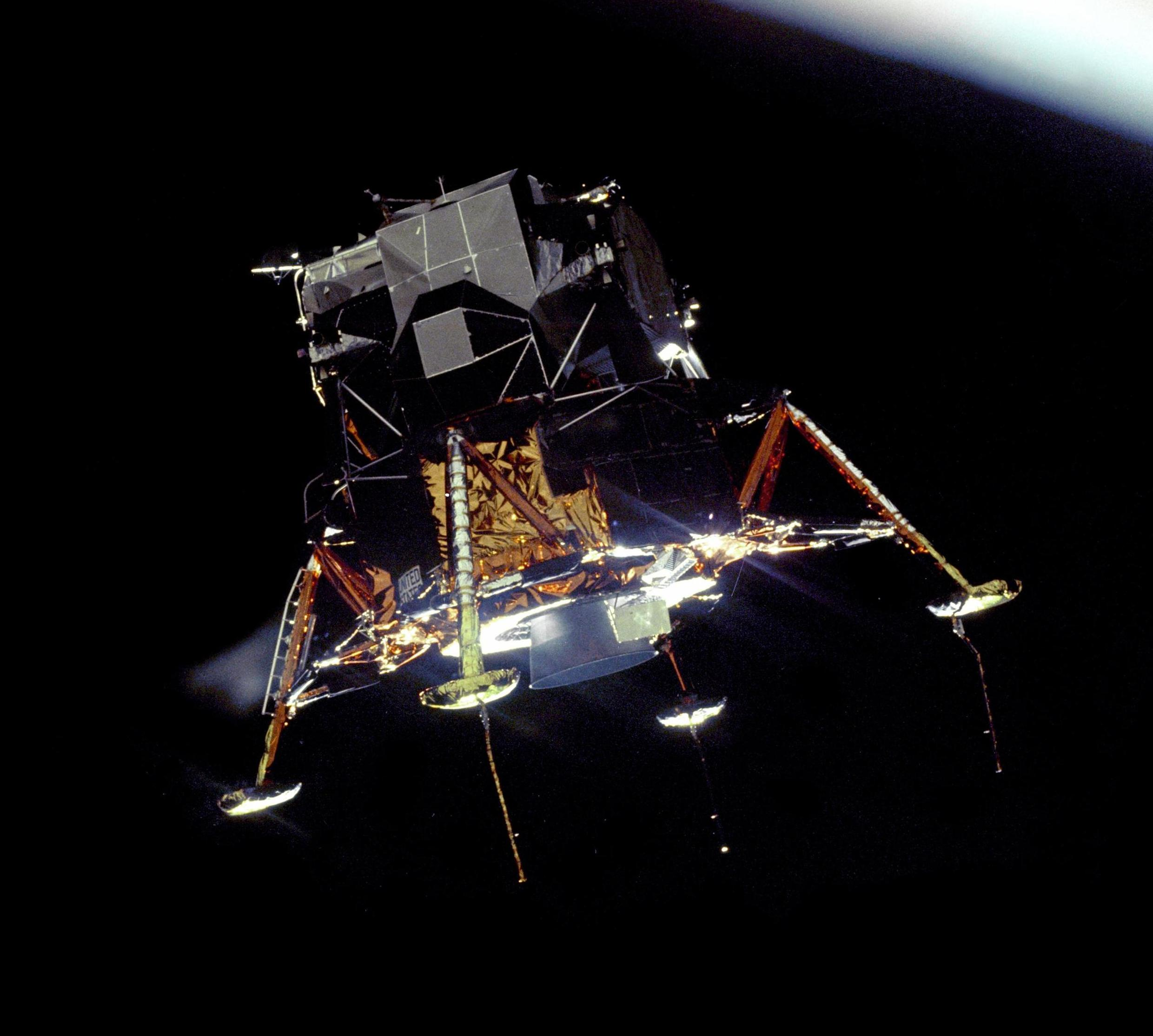
A Columbiától való szétválást követően egy utolsó inspekció a parancsnoki modulból, hogy minden rendben van-e a holdkomppal
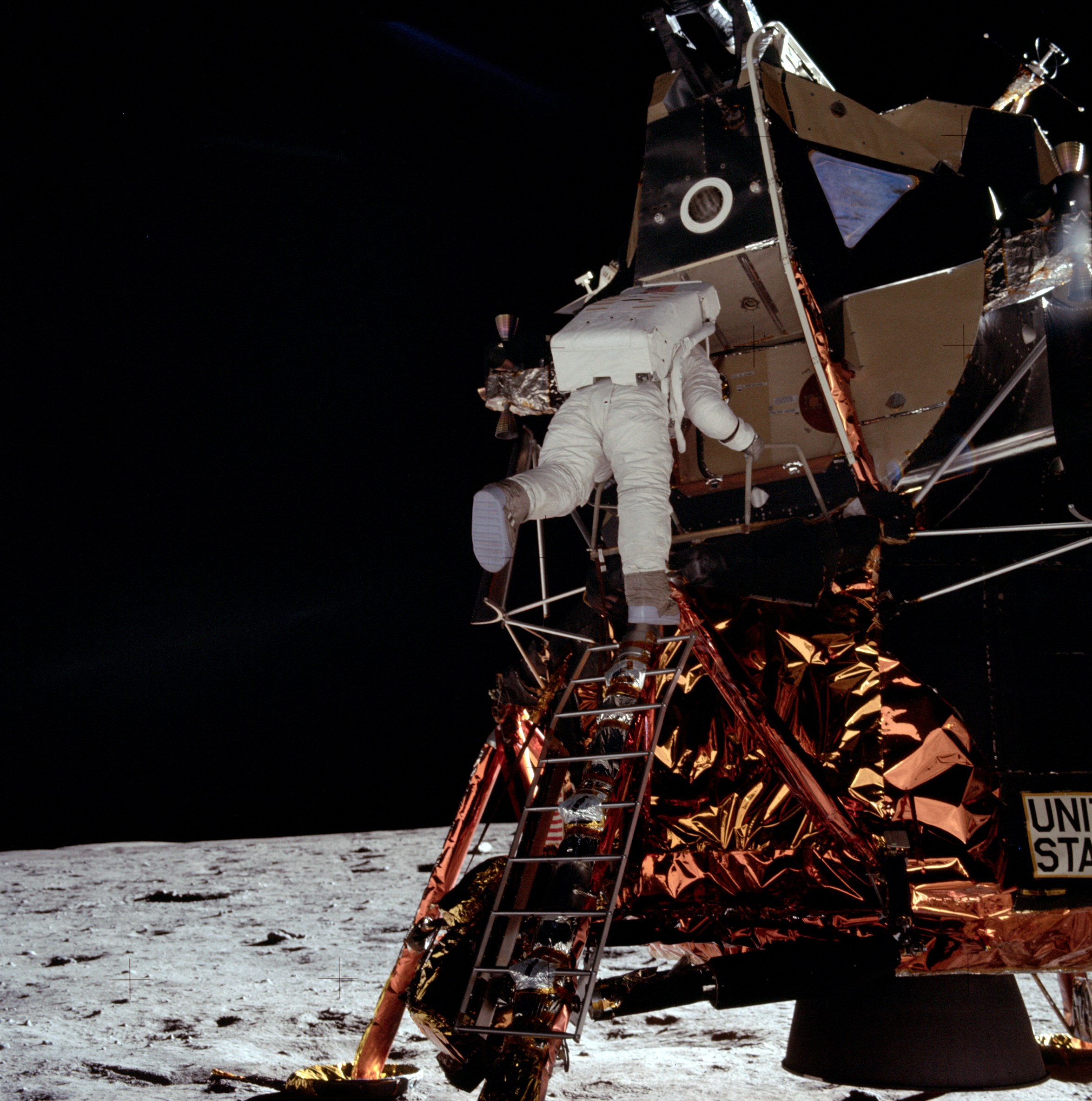
Buzz Aldrin lemászik a holdfelszínre
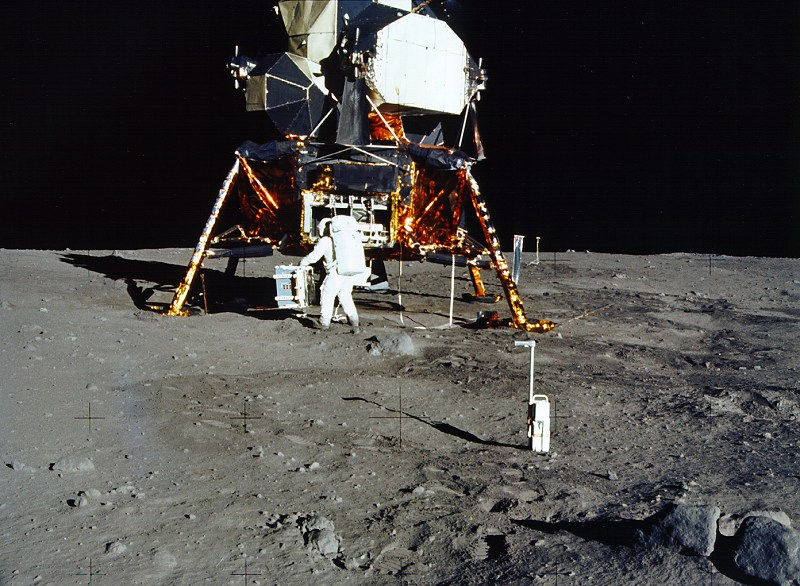
Amire az űrhajót szánták: a holdkomp a Hold felszínén
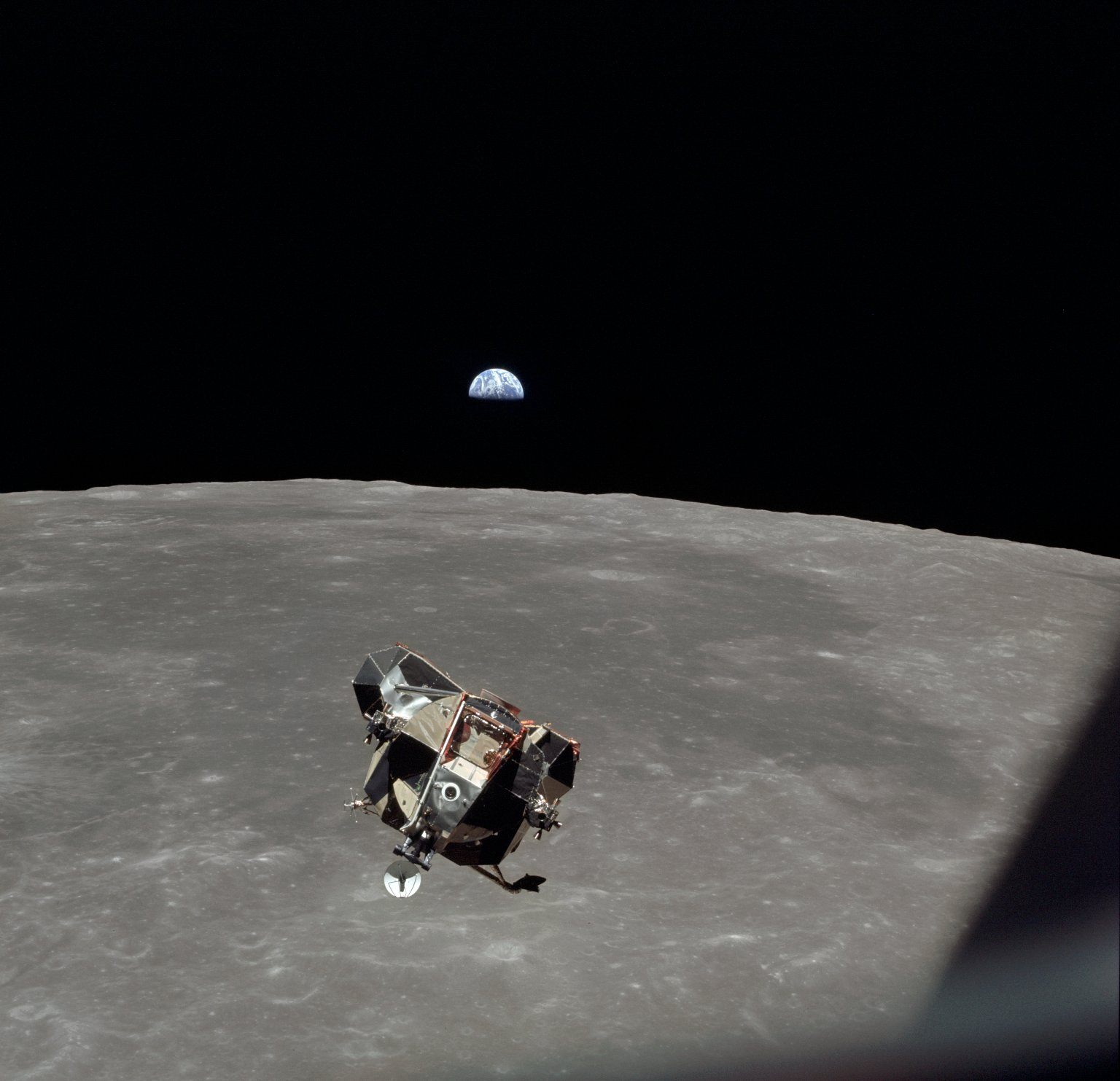
Az Eagle visszatér a Columbiához, amihez a „földfelkelte” ad hátteret

### H típusú küldetések
A Holdra szállás sikere után az Apollo-program kissé irányt váltott és szintet is lépett. Irányt váltott abban a tekintetben, hogy megkezdődhetett a Hold tudományos célú felfedezése (az első leszállás lényegében kizárólag a leszállás aktusára koncentrált, igaz némi tudományos eszközkészletet, az EASEP-et is telepítette Armstrong és Aldrin. A tervek H típusú küldetésként írták le ezt a változtatást. Az új szint ehhez az irányváltáshoz kapcsolódott és főként abban merült ki, hogy drasztikusan megemelték az űrhajósok holdsétával töltött idejét és így az összesített holdfelszínen töltött idő is megnövekedett. Az előbbi az Apollo–11 egyetlen 2 óra 40 perces holdsétájához képest két, egyenként kb. 4 órás kinn tartózkodásra, míg az utóbbi az első Holdra szállás 20 órás holdfelszíni idejéhez képest kb. 32 órára növekedett. Ehhez párosult, hogy az űrhajósok szélesebb körű, több elemből álló és ebből következően nagyobb tömegű tudományos felszerelést vittek magukkal és helyeztek ki a leszállóhelyen. A holdkomppal szemben ez azt a követelményt támasztotta, hogy befogadja ezt a nagyobb tömegű ellátmányt és műszerkészletet és a megnövekedett tömeggel biztonságosan le- és felszálljon a Holdról.
Az első ilyen H típusú küldetés az Apollo–12 volt. A tudományos munka mellett ez a repülés még egy plusz feladatot kapott, amely olyannyira fontos volt, hogy e köré a feladat köré szerveződött az egész repülés, ez volt a fő prioritás és a tudományos munka csak ez után következett. Ez a feladat a hajszálpontos leszállás volt. Ez a feladat elsősorban a teljes rendszerre, annak finombeállításaira nézve jelentett újdonságot, a rendszerelemekre, így a holdkompra csak korlátozott hatással volt, igaz ehhez maximálisan ki kellett használni a holdkomp meglévő eszközeit is (Armstrongék kb. 6 kilométeres eltévedését a kijelölt leszállási ponttól elvileg az okozta, hogy nem kalkuláltak az anyaűrhajó és a holdkomp közötti átjáróban megmaradt nyomással, amely a szétváláskor nagy erővel lökte szét az űrhajókat és így kb. két másodperccel előbb érte el az Eagle a kijelölt pályapontokat is, azaz két másodperccel hamarabb szállt le, azonban ez a két másodperces eltérés a hajó Hold körüli pályamenti sebességével számolva lenn a felszínen 6 km-es eltérést okozott. Ezt a hibát kellett korrigálni – amennyiben egyáltalán felmerült – a Pete Conrad parancsnok, Dick Gordon, a parancsnoki egység pilótája és Alan Bean holdkomppilóta alkotta legénységnek.
Az Apollo–12 1969. november 14-én startolt Cape Canaveralről és két villámcsapás is sújtotta start közben, amelyet hiba nélkül átvészelt a rendszer, csak egy „reset-szerű” újraindítást kellett végrehajtani. 1969. november 19-én sikerrel hajtották végre a leszállást az Oceanus Procellarumon (a Viharok Tengerén), mindössze 155 méterrel a kijelölt célpont, a három évvel korábban Holdat ért Surveyor–3 mellett. A rendszer és benne a holdkomp kiválóan vizsgázott az új körülmények között.
Az űrhajósok két sikeres holdsétát tettek, felfedezve a környéket és megállva az ember által alkotott egyetlen űrbeli tárgy, a Surveyor szonda mellett, amelyet a holdfelszínen valaha legénység megvizsgált. 31 óra 31 perces holdfelszíni idő után az Intrepidre keresztelt LM–6 hiba nélkül szállította vissza az űrhajósokat a Hold körüli pályán várakozó társukhoz. A holdkomp problémamentes repülésével sikeresen teljesítette a H típusú repülés összes követelményét.

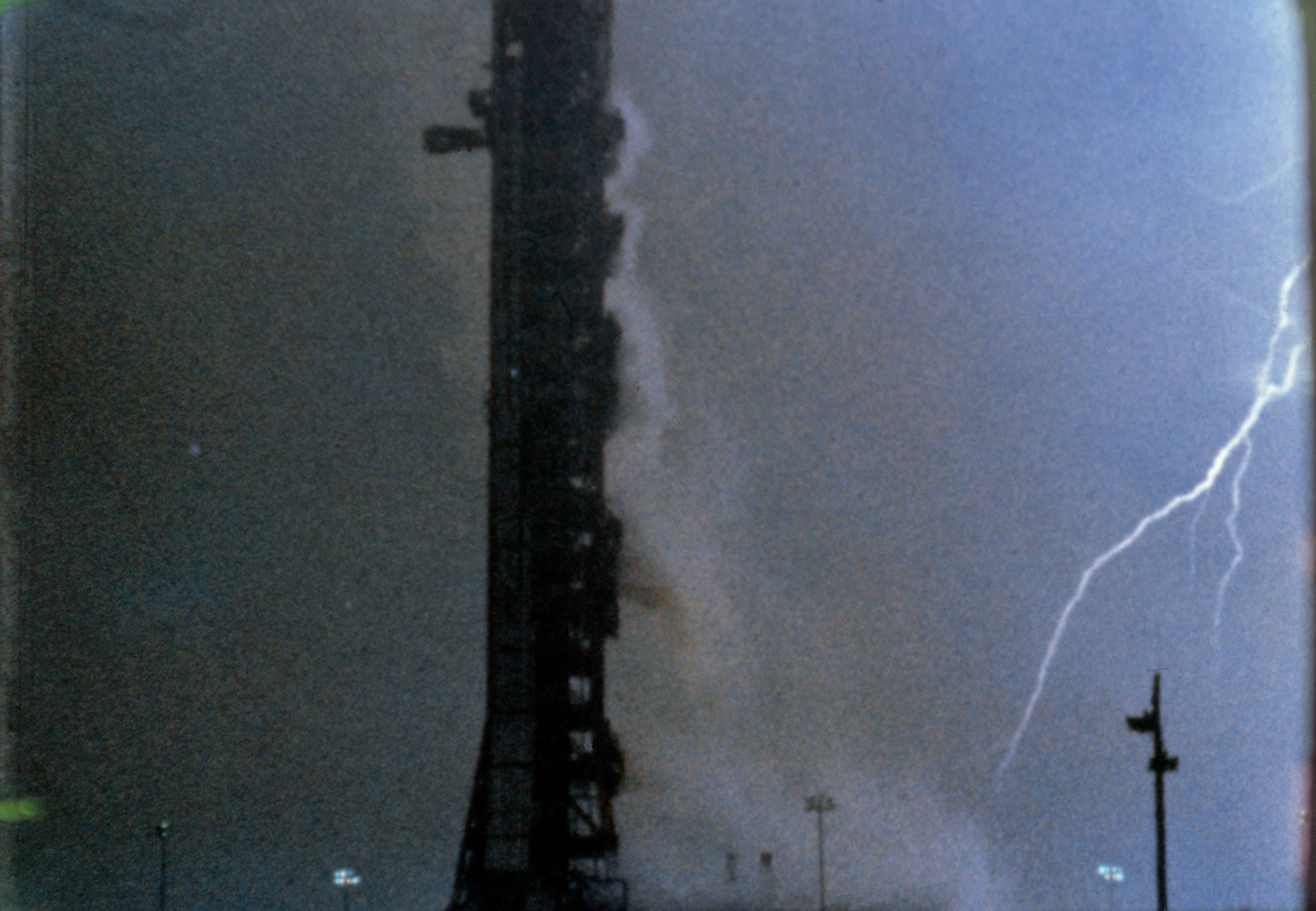
Villám sújtotta Apollo–12 start
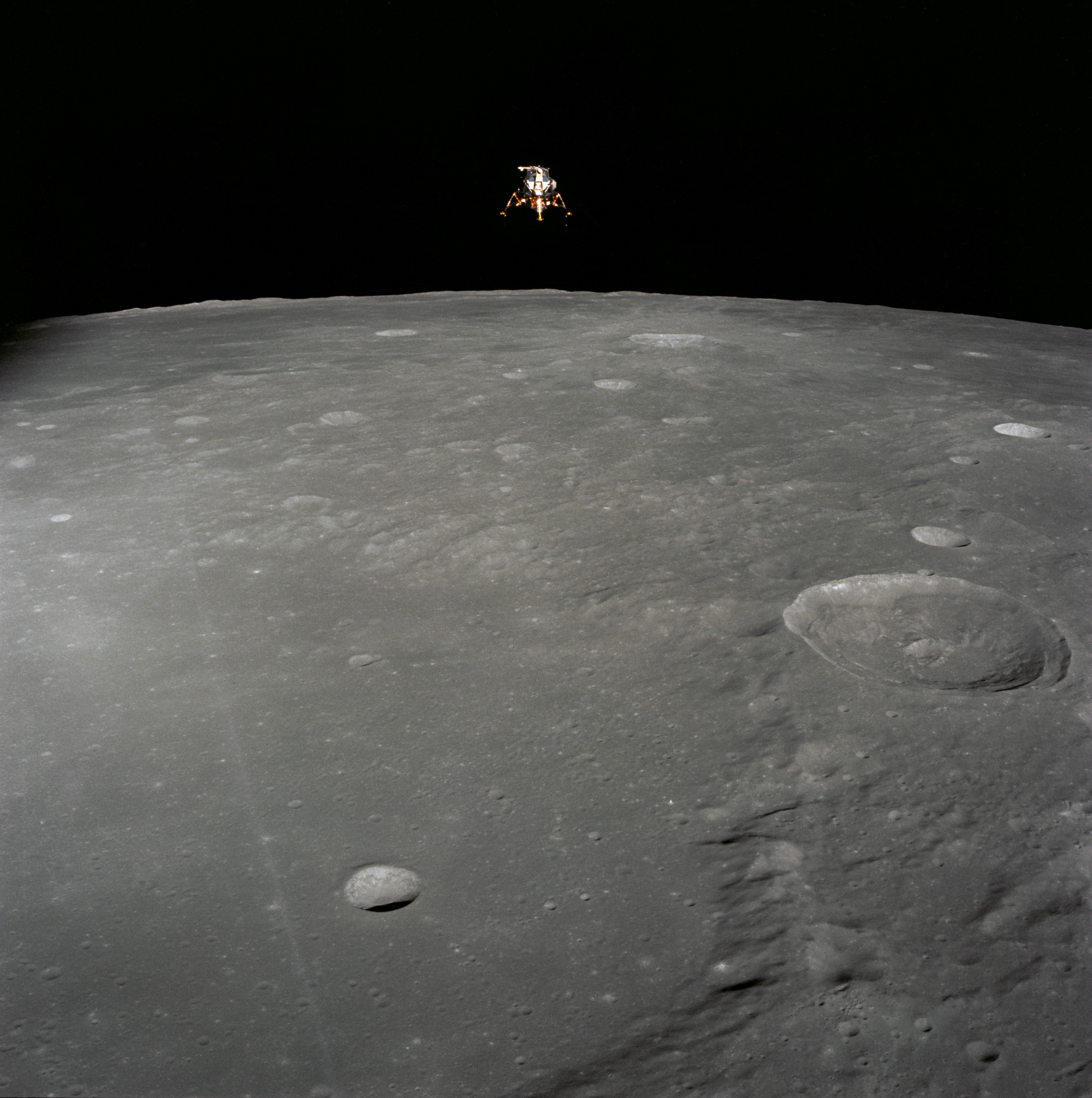
Az ereszkedő Intrepid a Yankee Clipper ablakából a holdfelszín felett
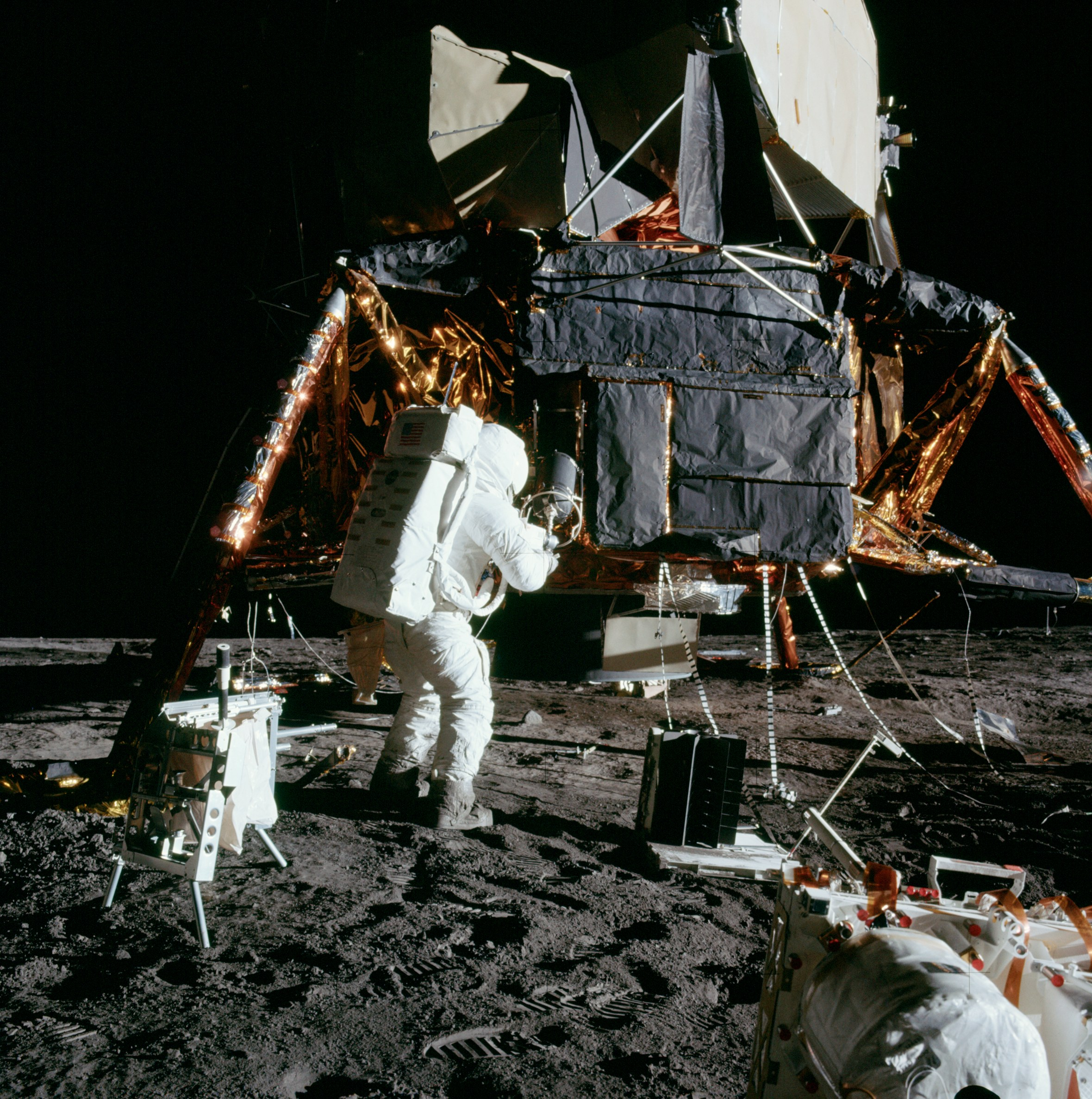
Az Apollo–12 holdkompja a Holdon. Alan Bean űrhajós az ALSEP-et csomagolja ki
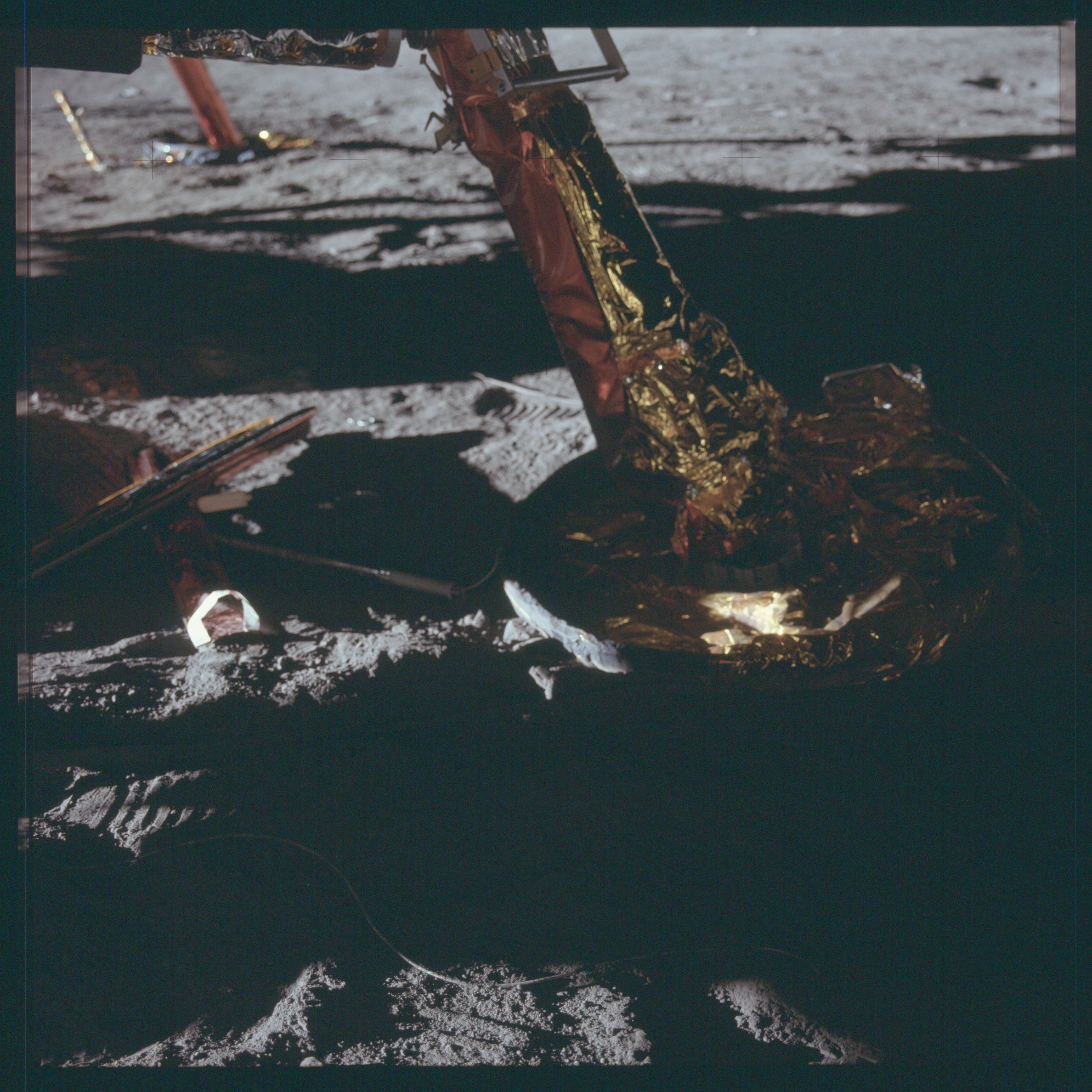
Az Intrepid leszállótalpa – az összegyűrődött fólián látszik a lengéscsillapításkor a láb összezsugorodása
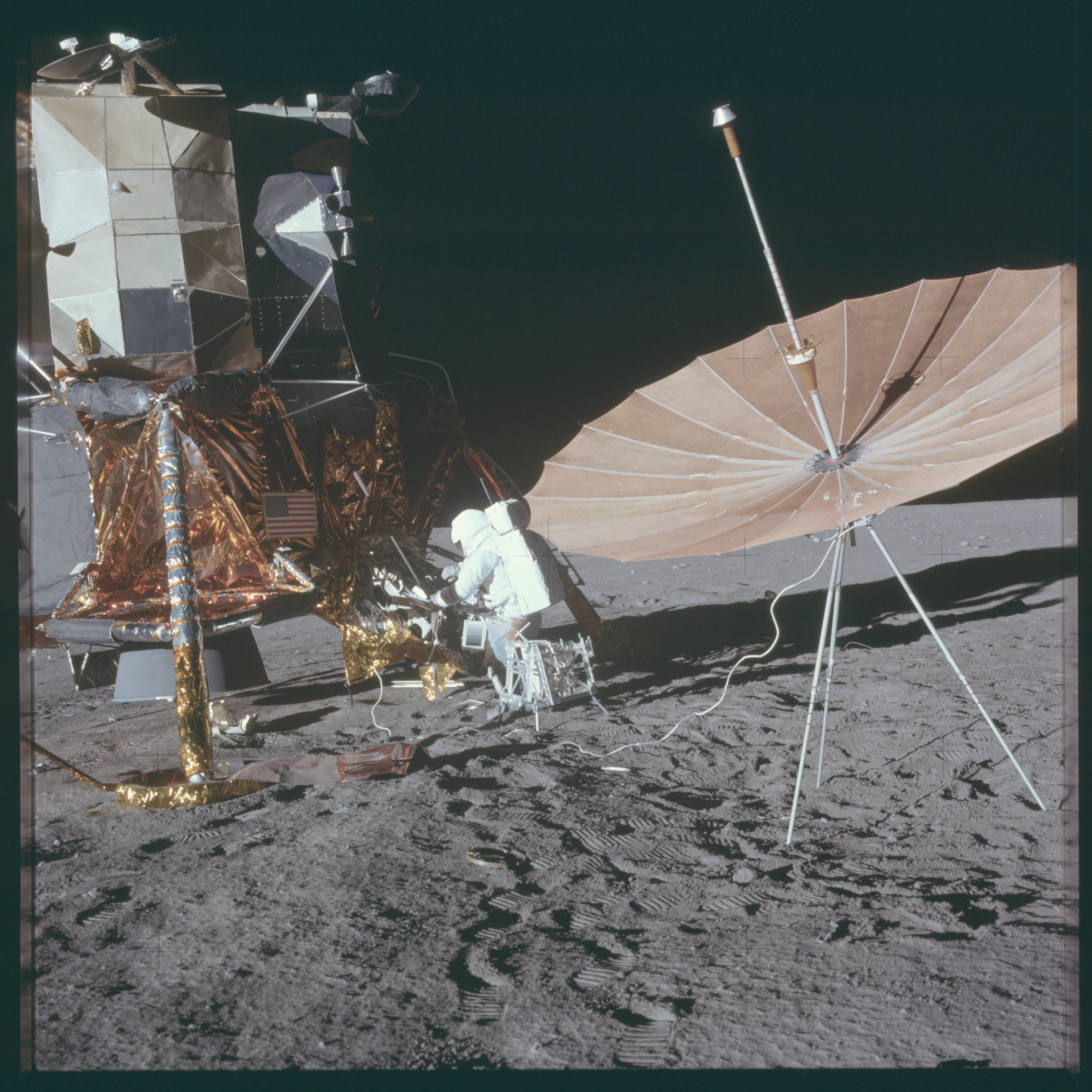
Egy másik fotó a holdfelszínen álló Intrepidről
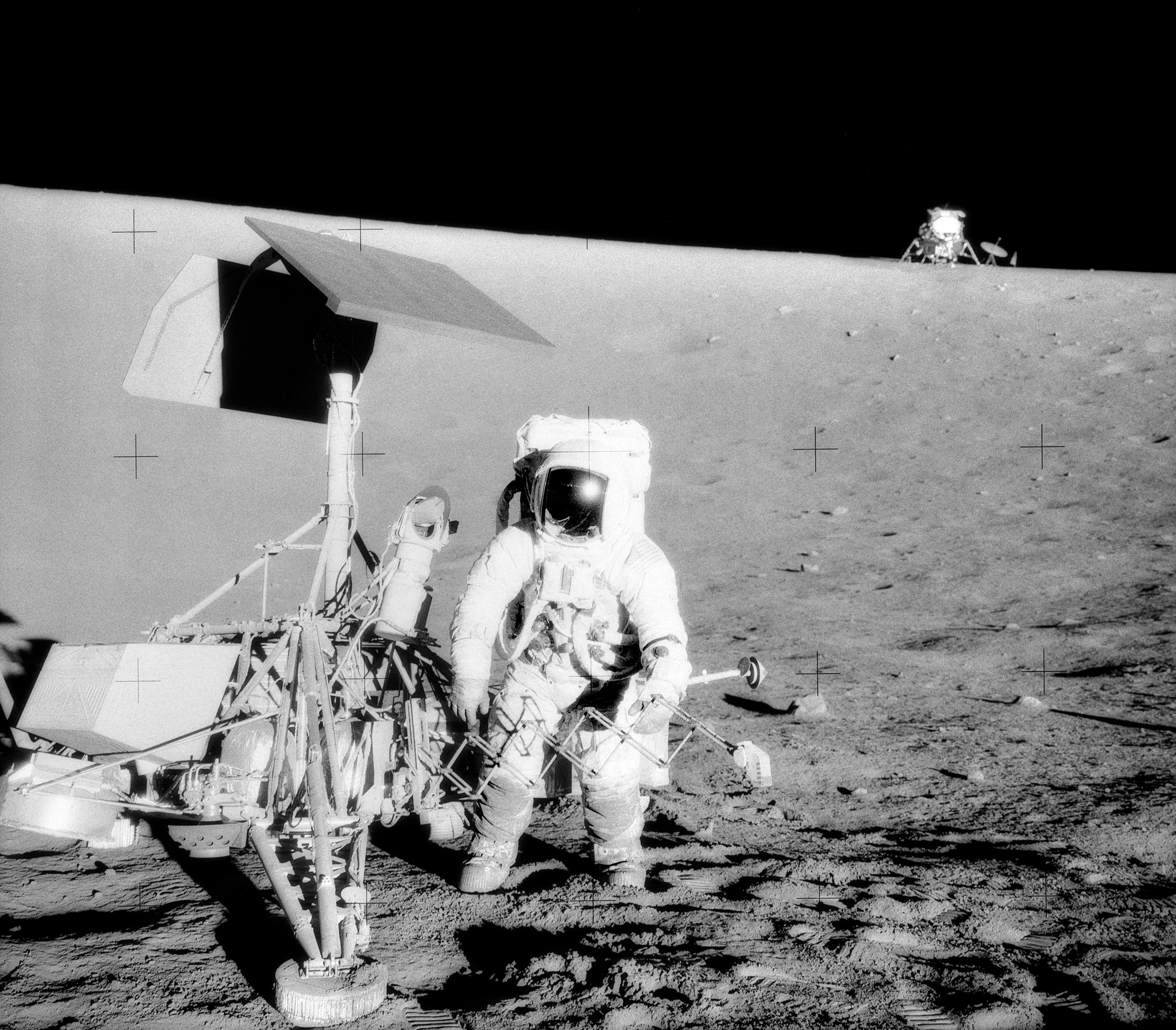
A hajszálpontos leszállás bizonyítéka: előtérben a célpont Surveyor–3, háttérben pedig a holdkomp látható

A soron következő repülés az Apollo–13 volt, amelyben nem várt bonyodalmak adódtak, ez egyben a holdkomp életútjában is fontos mérföldkövet jelentett. Eredetileg a repülést a holdi felföldek egy ősi darabjának a Fra Mauro formációnak a tudományos felderítésére indították Jim Lovell parancsnokkal, Jack Swigert parancsnokiegység-pilótával és Fred Haise holdkomppilótával, ám a repülés egy elektromos hiba miatt kudarcba fulladt. Az 1970. április 11-én indult repülés a startnál észlelt kisebb hibáktól eltekintve rutinszerűen indult, ám a repülés 55. órája 55. percében a helyzet válságosra fordult: egy hibásan tervezett melegítő tekercselés miatt túlhevült az oxigéntartály és a megnövekedett nyomás miatt felrobbant a műszaki egységben. Ezzel a Holdra szállásra megszűnt az esély, a repülés átment mentőexpedícióba, amelyben kulcsszerepet kapott a legénység által Aquariusnak keresztelt LM–7 jelű holdkomp. Eredetileg is létezett olyan vészforgatókönyv, hogy ha valami hiba történik a parancsnoki űrhajóval, akkor a holdkomp lehet a mentőcsónak, mivel mindenből rendelkezik tartalék erőforrásokkal (ellátmánnyal, elektromossággal, belélegezhető gázokkal és hajtóművekkel). A parancsnoki egységet a robbanást követően rossznak tekintették és az űrhajósok átköltöztek az ekkortól tényleg mentőcsónakként funkcionáló holdkompba. A robbanástól kezdve az összes pályamódosító manővert nem az anyaűrhajó hajtóműveivel, hanem a holdkomp leszálló hajtóművével hajtották végre, amely maximálisan alkalmasnak bizonyult ezen tartalékterv végrehajtására. Ahhoz, hogy a helyzetet kezelni tudják és a holdkomp erőforrásai elegendőek legyenek a hazaútra is, drákói takarékossági intézkedéseket vezettek be. Kikapcsolták például fűtést – áramtakarékosságból –, így fagypont közeli hőmérséklet uralkodott az űrhajóban és az ivóvízkészlet is olyan volt, hogy a fejadagot napi 2-3 deciliterre kellett korlátozni (a vízkészletet a berendezések hűtésére is használták és így is be kellett vetni egy, az Apollo–11-en végzett kísérlet eredményét, amikor az Eagle-t úgy választották le a hazaindulás előtt, hogy a berendezések vízhűtését kiiktatták, hogy lássák, meddig marad működőképes a hajón – az Apollo–13-on a repülés végén ezt a technikát élesben kellett alkalmazni. (Az Apollo űrhajók nem vittek magukkal vizet, azt mind az üzemanyagcella állította elő oxigénből és hidrogénből – melléktermékként – a repülés során. Az oxigénkészlet elillanásával ez lehetetlenné vált és csak a robbanás pillanatáig előállított és már tárolt készletekre lehetett támaszkodni.)
A mentőakció sikerrel járt, az űrhajósok hazaértek. A holdkomp a korábbi gyakorlattól merőben eltérő módon tért vissza a Földre és csak az utolsó pillanatban választották le, amikor már a készletei maradékait is kifacsarták belőle (a parancsnoki modult egyedül a légköri visszatérésre használták, mivel csak annak volt hőpajzsa, a holdkomp alkalmatlan volt az út végső fázisának megtételére). A hazavezető pályán az Aquarius belépett a Föld légkörébe és ott elégett. Ez egy további aggodalmat vetett fel: az ALSEP működtetéséhez nukleáris fűtőelemmel rendelkező termoelektromos generátort vitt magával a műszerrekeszében, amely fűtőelem így szintén belépett a légkörbe az űrhajóval együtt és félő volt, hogy megsérülve szennyezni fogja a környezetet. A mérnökök szerint a tartórekesz kellően erős volt, hogy ezeket a hatásokat is kibírja, de az így is a Csendes-óceánba zuhant és ott elmerült (később soha nem keresték és nem emelték ki). Az út „sikeres kudarc”-ként vonult be a NASA és az űrhajózás történetébe, amelyben a holdkomp ebben a szokatlan szerepkörben is hírnevet szerzett magának.

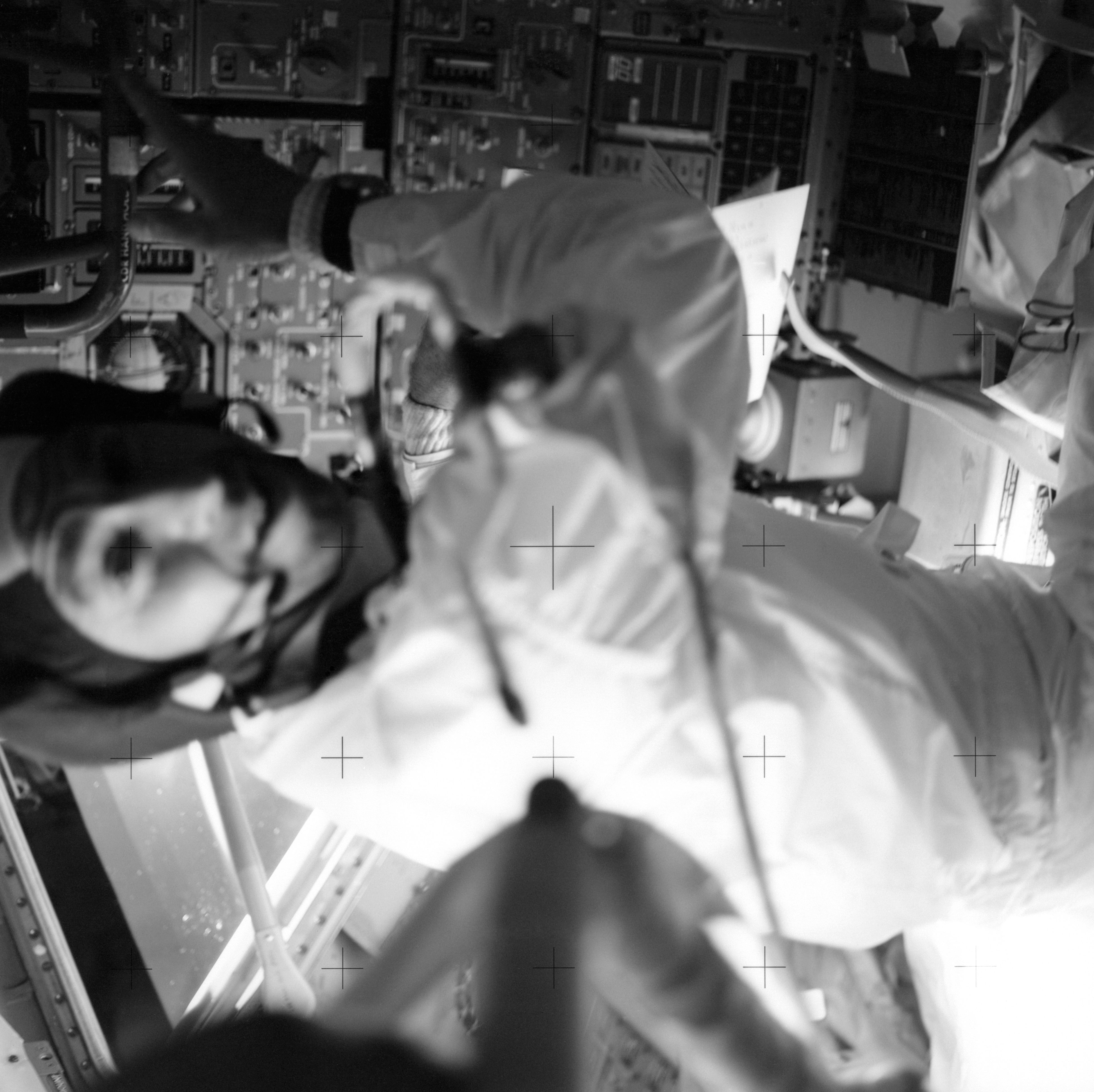
Jim Lovell a holdkomp belsejében
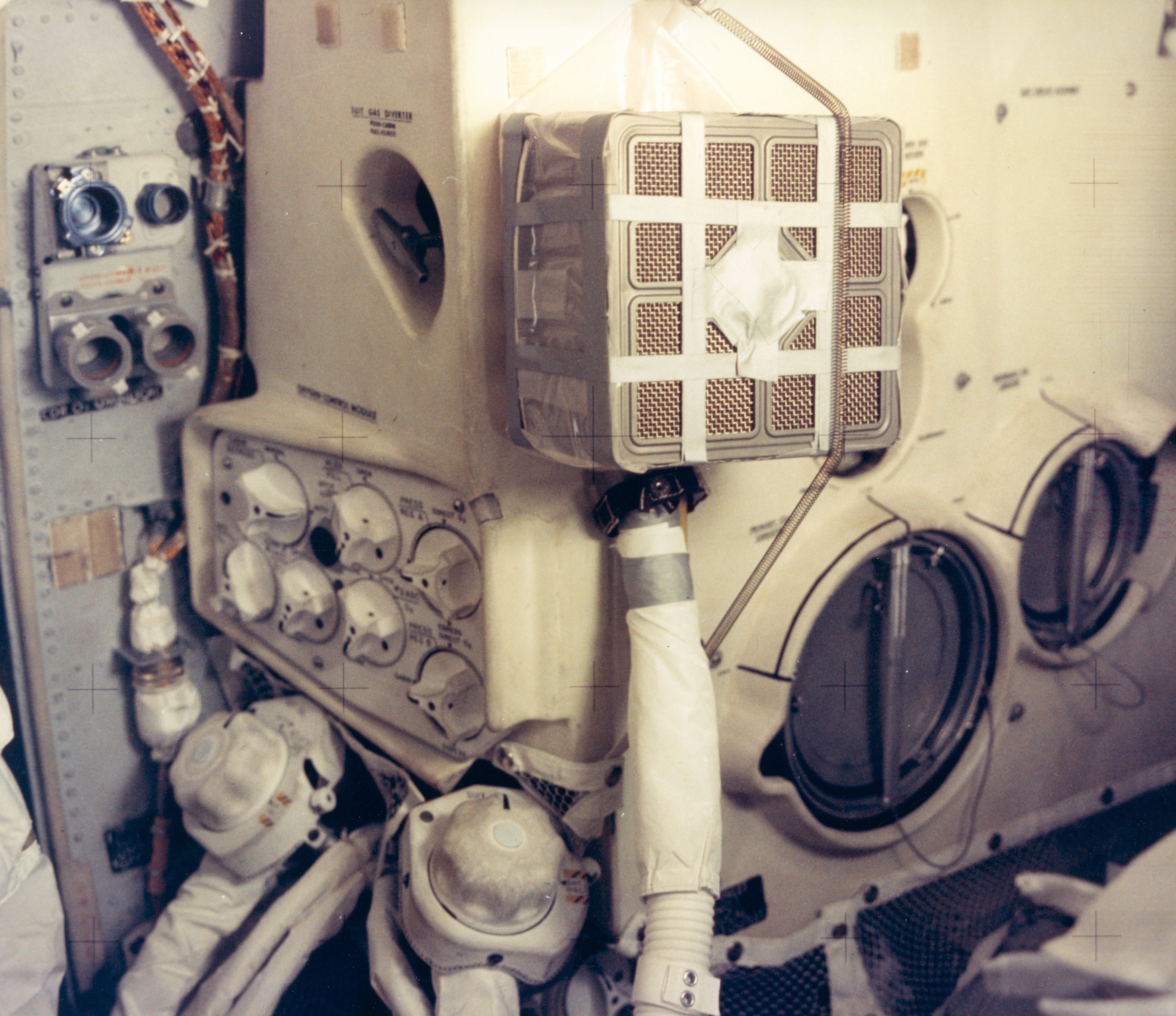
Az űrhajósok által a vészhelyzet során fabrikált szén-dioxid szűrő a holdkompban
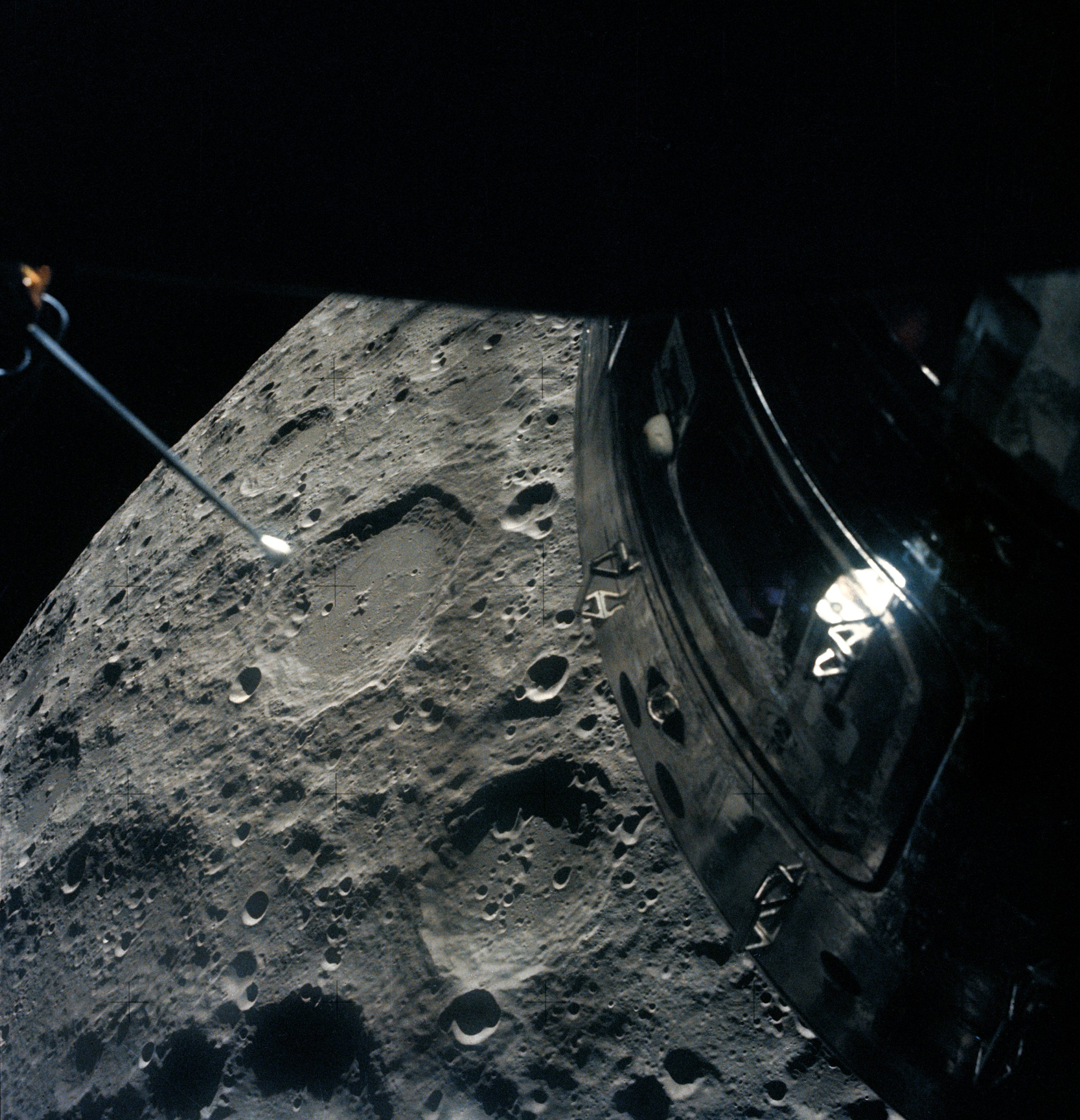
Egy holdfotó a holdkomp ablakából, ahogy az űrszerelvény megkerülte az égitestet és nem állt pályára körülötte
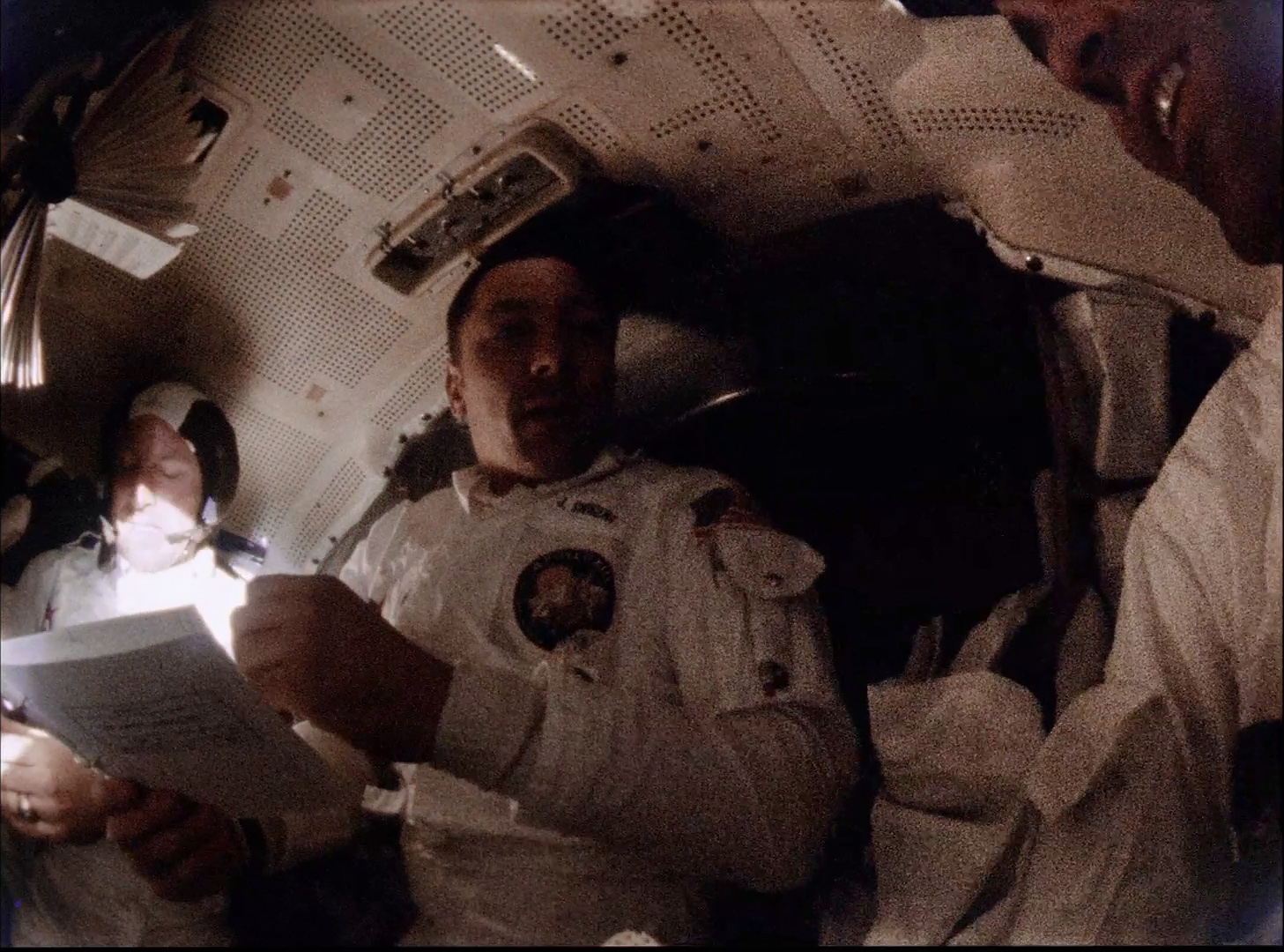
A háromtagú legénység a két emberre méretezett holdkompban
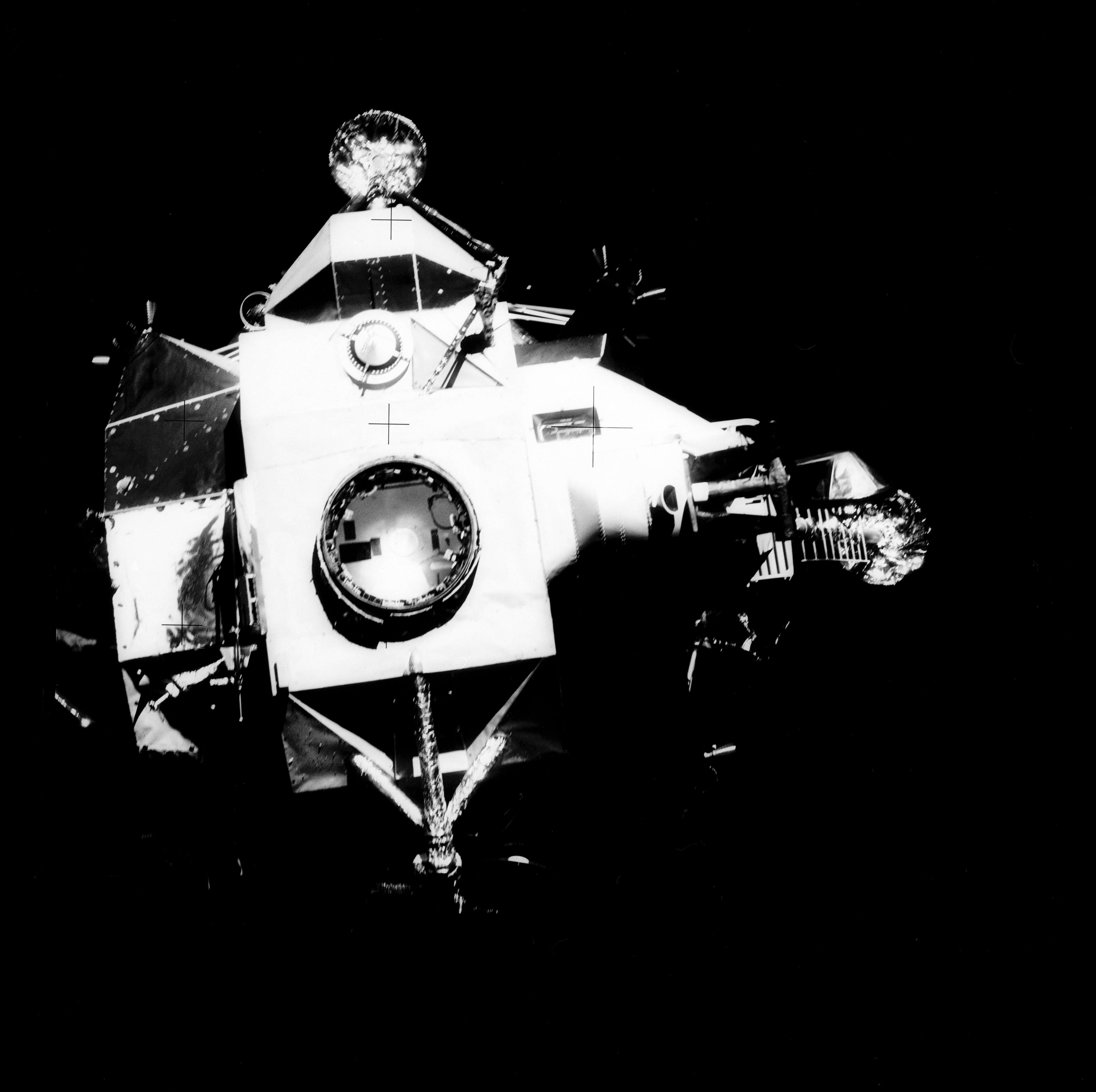
Az LM–7, azaz az Aquarius a Földhöz visszatérve, a parancsnoki egységről való leválasztás után

Az Apollo–13 balesetének kivizsgálása utáni javító intézkedések megtételével az Apollo-program az Apollo–14-gyel tért vissza az eredeti kerékvágásba és folytatták általa a H-típusú repüléseket. A repülésre a némileg vitatott legénységi kijelölési eljárás után Alan Shepard parancsnokot, Ed Mitchell parancsnokiegység-pilótát és Stu Roosa holdkomppilótát választották ki, a repülési feladathoz pedig az LM–8 jelű holdkompot. A holdkomp az Antares nevet kapta az űrhajós keresztségben. A repülés céljait és végrehajtását tekintve az Apollo–13-hoz képest alig jelentett újdonságot, lényegében annak megismétlése volt, hiszen ugyanazzal a feladattal, a Fra Mauro felderítésével bízták meg.
Hosszas előkészítés után a startra 1971. január 31-én került sor Cape Canaveralen. Egy kisebb, holdkompot érintő problémára röviddel a start után derült fény. A holdirányú gyújtást követően az űrhajósok elkezdték a helyzetváltoztatás, dokkolás és kihúzás manővert, ám képtelenek voltak összekapcsolni a két űrjárművet. Hiába vezérelték a parancsnoki egységet dokkolási pozícióba, hiába csúszott a helyére a parancsnoki hajó dokkolórúdja a holdkomp fogadó egységébe, a hermetikus kapcsolatot biztosító reteszek nem kattantak a helyükre. Összesen hatszor próbálták a műveletet végrehajtani (az utolsó próbálkozásnál az irányítás tanácsára a dokkolás pillanatában hagyták továbbműködni a meghajtást adó kormányfúvókákat, ezzel mintegy beleerőltetve a dokkolócsövet a holdkomp fogadóegységébe), mire végül sikerrel végrehajtották a műveletet. Az elemzés szerint a gyártásnál valamilyen szennyeződés kerülhetett a holdkompon levő dokkolóegységbe és az nem engedte aktiválódni a kapcsolódást.
A következő, holdkompot érintő probléma már a Holdnál adódott. A két leszálló űrhajós megkezdte a leszállást, ám kiderült, hogy a leszállást vezérlő számítógép billentyűzetének egyik gombja hibás és nem tudják betáplálni a leszálló programot (számítógép nélkül lényegében lehetetlen volt a leszállás). Az irányítás szakembereinek ki kellett dolgozniuk egy módszert, hogy kiiktassák a hibás billentyűt és annak megkerülésével lehessen betáplálni a programot. Következhetett az ereszkedés a leszállóhelyhez, a Cone kráterhez. Ekkor újabb probléma merült fel, a leszálláshoz szintén nélkülözhetetlen radar nem akart bekapcsolni. Az irányítás ekkor arra utasította a legénységet, hogy a radar biztosítékát csavarják ki, majd tegyék vissza ismét (egyfajta mechanikus resetet alkalmazva). A megoldás meghozta a sikert. Alan Shepard és Stu Roosa 1971. február 5-én, mindössze 57 méterrel a kijelölt leszállási ponttól elérte a holdfelszínt. A repülés újítása ezúttal az volt, hogy a holdkomp felszereléskészletébe betettek egy MET nevű kézikocsit (az űrhajós szleng szerint „riksát”), amely megkönnyítette a felszerelések és a kőzetminták szállítását az űrhajósok részére.
Az űrhajósok váltakozó sikerrel teljesítették a két holdsétájukat és 33 óra 30 perces holdfelszínen eltöltött idő után indultak haza. A holdkomp számára a felszállás is egy új metódust hozott. A mérnökök kitaláltak egy módszert – a szakzsargon szerint a direkt felszállást –, amelynek az volt a lényege, hogy a holdkomp a felszálló pályagörbe csúcsán találkozzon az anyaűrhajóval. Ehhez az űrhajósoknak a kormányhajtóműveikkel is be kellett avatkozniuk, míg a korábbi repüléseken teljesen passzívan kísérték, ahogy a hajtómű pályára állítja őket. A próba sikeres volt.
Az Apollo–14-gyel költségvetési okokból lezárult a H típusú repülések sora, a programból törölték a következő, egyben utolsó gyalogos küldetést és az ehhez kijelölt LM–9 gyári számú, már legyártott holdkompot nem is használták fel.

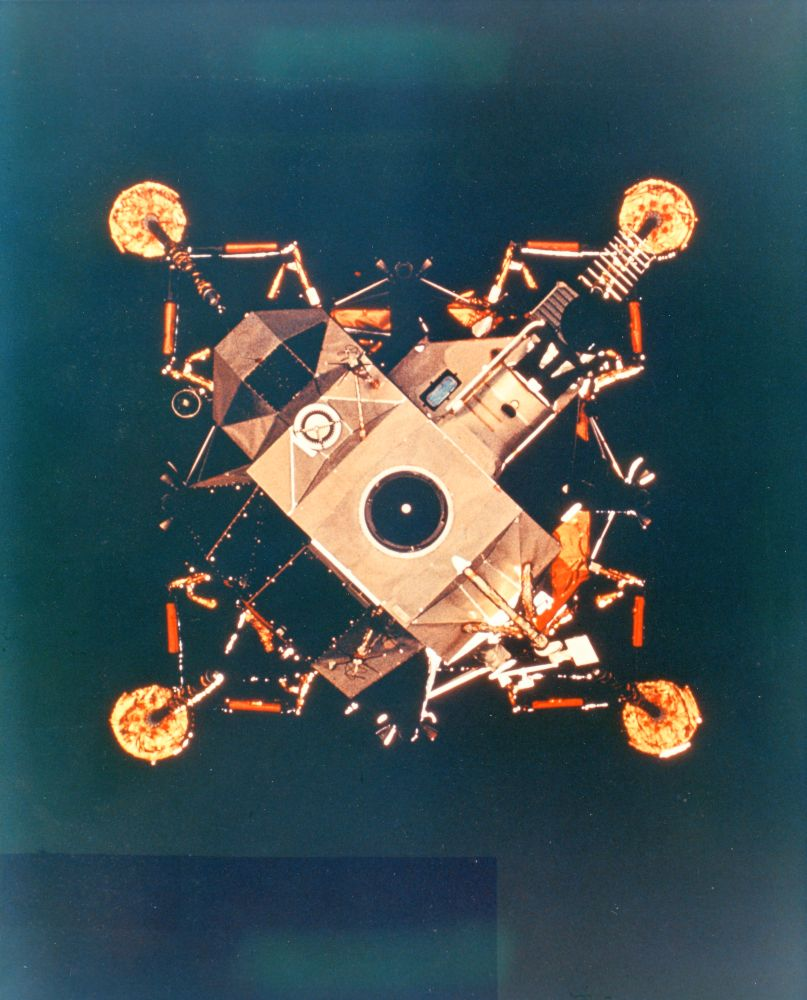
A holdkomp a parancsnoki űrhajótól való szétválást követően
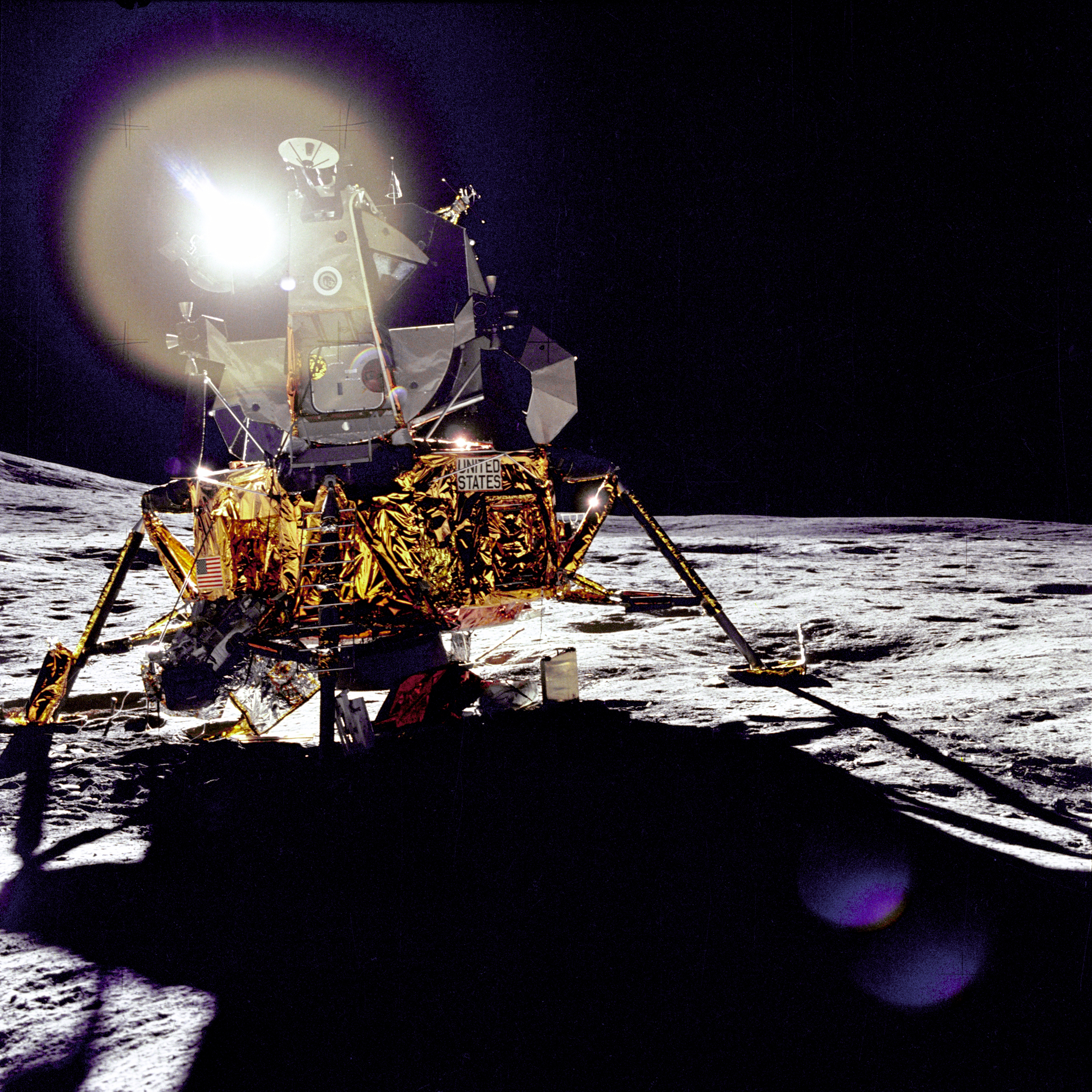
Az Antares a Fra Maurón, a Nap ellenfényében
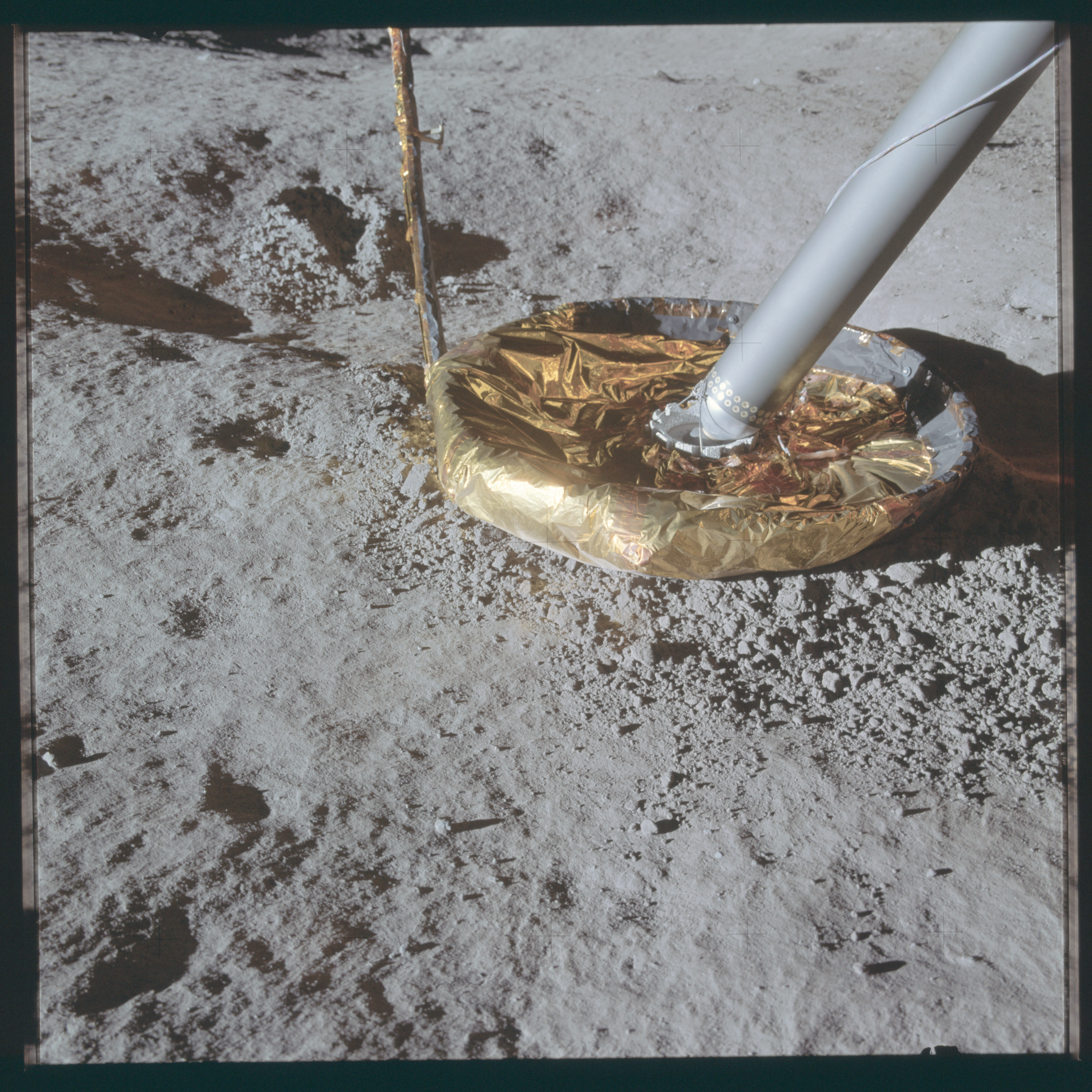
A holdkomp leszállótalpa, a felfelé ferdült talajérintés jelző szondával. Jól láthatóan elhagyták a hő- és mikrometeorit védő fóliát róla
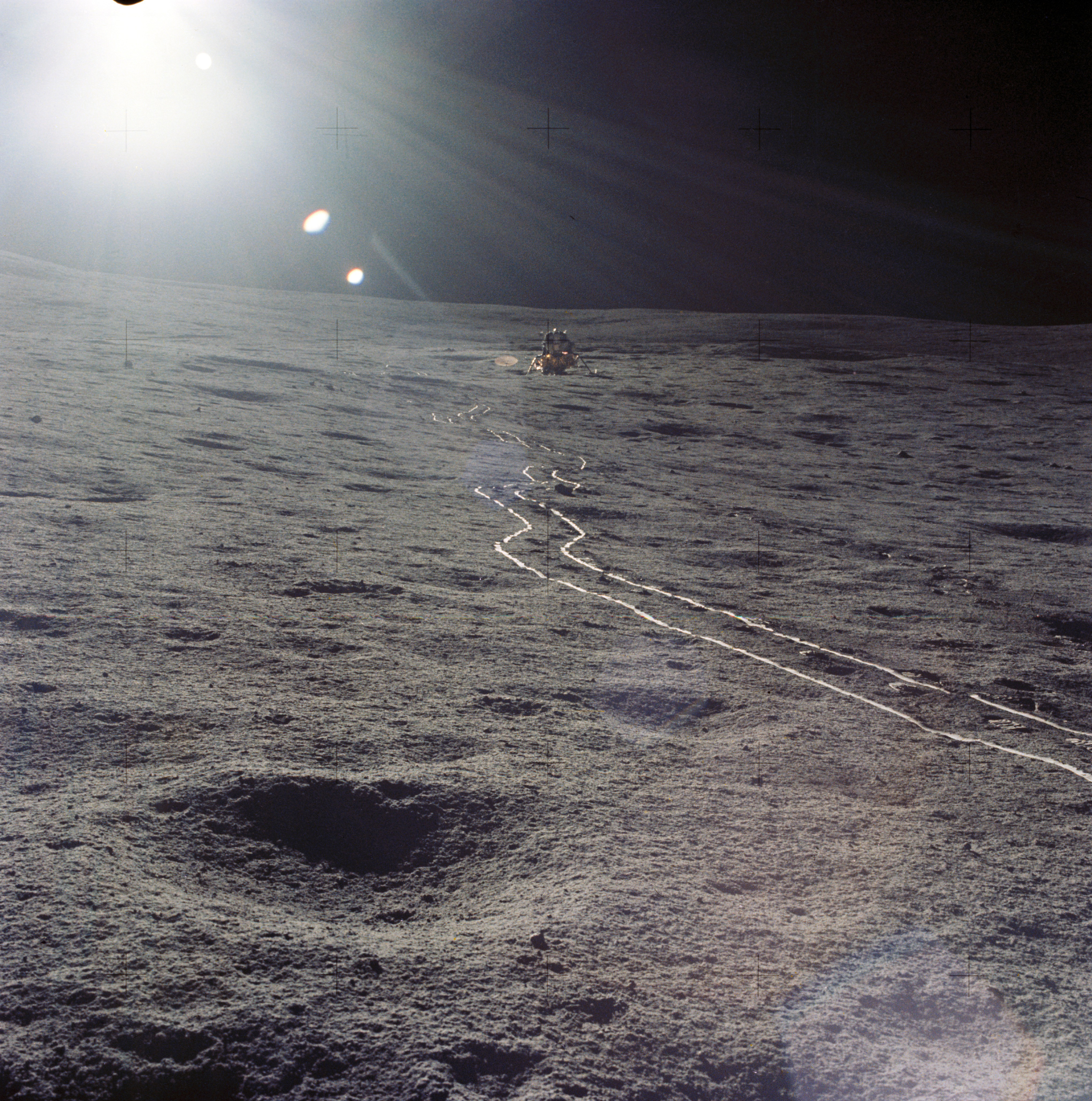
A holdkomp a távolban. A hozzá vezető két párhuzamos vonal a MET által hagyott keréknyom
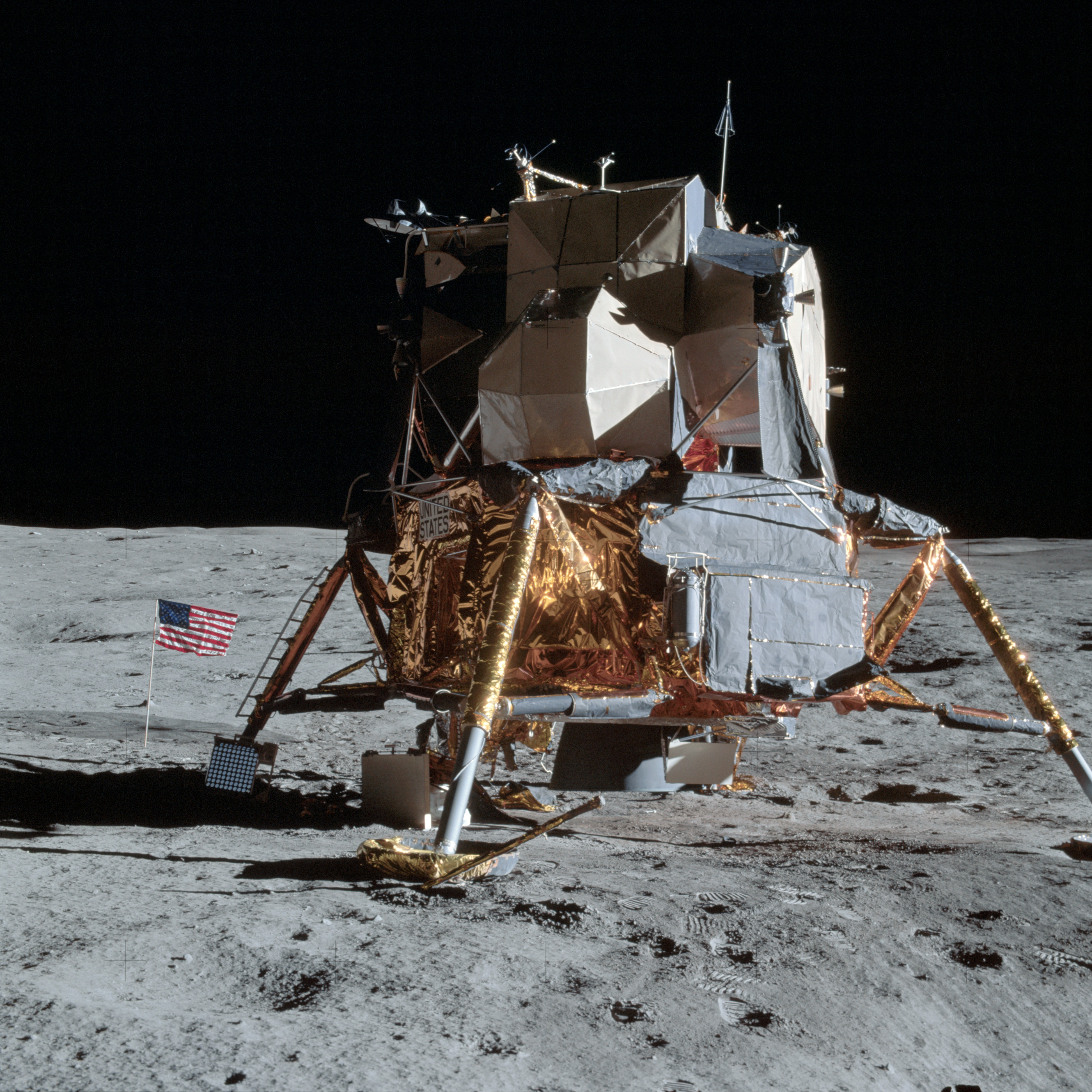
Az Antares portréja a holdfelszínen az amerikai zászlóval

### J típusú küldetések
Az Apollo–14-et követően az új Nixon adminisztráció élesen más irányt szabott a holdprogramnak. Költségvetési megfontolásokból megkurtította, repüléseket törölt (sokszor annak ellenére, hogy az azokhoz szükséges rakétákat, űrhajókat már legyártották), de ami a program menete és holdkomp szempontjából legfontosabb, előrébb hozták a döntés miatt a következő fejlődési fokra lépést, a H típusú repülések felváltását a J típusú repülésekkel. A hivatalos döntés úgy szólt, hogy törlik az utolsó gyalogos, H típusú repülést (amilyen eredetileg az Apollo–15 lett volna) és törlik a sorozat végéről az utolsó két holdjárós küldetést. Ezzel a döntéssel minden egyet előre lépett és az Apollo–15 lett az első holdjárós repülés.
A J típusú repülés abban jelentett változást a korábbiakhoz képest, hogy a két négyórás holdsétát három nyolcórás kinn tartózkodás váltotta fel a holdfelszínen, míg az összes holdfelszíni tartózkodás ideje 32 óráról kb. 64 órára növekedett. További hatalmas újítás volt, hogy az űrhajósok felszereléséhez hozzáadtak egy járművet, a holdjárót. A holdkomp oldaláról ismét az volt a követelmény, hogy úgy fejlesszék, hogy a több mint duplájára növekedett tartózkodási időre és a közel nyolcszorosára nőtt holdsétával töltött kinn tartózkodás idejére biztosítson ellátmányt és a megnövekedett tömeggel képes legyen manővereket végezni. Ráadásul a holdkompon helyet kellett találni a kb. 240 kilogrammos holdjárónak is. A már az utolsó gyalogos küldetésre legyártott LM–9 erre nem volt alkalmas, így azt nem használták fel, hanem az LM–10 lépett előre.
Az Apollo–15 elé minden korábbinál bonyolultabb feladatot tűztek ki a tervezők. Egyrészt ott volt az új küldetéstípus kihívása, a három holdséta, a holdjáró elsőkénti kipróbálása, másrészt az egyedi, csak erre a repülésre jellemző specifikumok, mint a messze az egyenlítői sávtól északra fekvő, bonyolult leszállóhely, a parancsnok unszolására a tervbe emelt negyedik, űrhajón kívüli tevékenység. A feladatra Dave Scott parancsnokot, Al Worden parancsnokiegység-pilótát és Jim Irwin holdkomppilótát jelölte ki Deke Slayton. A startra 1971. július 26-án került sor és az űrhajóstrió különösebb probléma nélkül jutott el a Holdig. A Hadley-Appenninek leszállóhely annyi újdonságot jelentett a holdkomp leszállása tekintetében, hogy – amellett, hogy messze északra volt az addig meglátogatott holdi egyenlítői sávtól – a leszálló ellipszis (azaz a leszállási pont körül az esetleges hibákkal is kalkuláló kibővített térség) egy magas hegyek által határolt völgyben húzódott és alig fért a völgybe. A Falcon névre keresztelt holdkomp rendben teljesítette a feladatot és hiba nélkül érte el a holdfelszínt a kijelölt ellipszisen belül. A leszállás után a holdkompot érintő első teendő a Scott parancsnok által favorizált SEVA (Stand-up EVA, azaz Felállva végzett, űrhajón kívüli tevékenység) volt, amelyben kihermetizálták az űrhajót és a parancsnok a felső dokkolónyíláson át – a hajtóműházra felállva – derékig kibújt az űrhajóból, hogy geológus szokás szerint egy magaslatról felmérje a környéket. Ez a holdkomp készletei szempontjából egy töltetnyi kabingázba került, amelyet az elég bőségesen számított tartalékokból áldoztak fel.
Aztán az első holdsétán az első valós feladat az űrhajó által szállított holdjáró kicsomagolása és üzembe helyezése volt. A rovert összehajtott állapotban, gyakorlatilag egy „asztallapként” erősítették a Falcon oldalára. Az űrhajósoknak két pányvát kellett kikötniük, majd a pányván lassan leereszteni a felszínre a járművet. Előtte Scott még egy állványon felállította a tévékamerát, hogy az irányítás lássa a rover kicsomagolását. A kamera később magán a holdjárón kapott helyet. A pányvákon leeresztett holdjáró önműködően széthajtogatta magát a művelet során (rugók széthajtották a kettőbe összehajtott alvázat, majd a 90°-kal elforgatott kerekek is pozícióba álltak), mire a talajra ért, az űrhajósoknak csak az üléstámlákat és a kormányoszlopot kellett a helyére fordítani. A koncepció sikeres volt, a holdkompon összehajtogatott jármű tökéletesen működött (leszámítva egy kisebb kormányzási hibát).
A holdkomp később is tökéletesnek bizonyult, csak apróbb hibák tarkították az expedíciót (például eltörött egy baktériumszűrő a vízvezetékben, azt kellett kicserélni). Az expedíció holdfelszíni része 66 óra 55 perc elteltével ért véget, amikor a Falon felszállófokozata ismét tökéletes teljesítménnyel felszállt a Hadley-Appenninek leszállóhelyről. Az összekapcsolódás és a 77,31 kg-nyi holdkőzet átrakása után új feladatot kapott a holdkomp. A Falcont az űrhajósok leválasztották és olyan pályára vezérelték, hogy becsapódjon a holdfelszínbe. Ezzel egy mesterséges meteoritbecsapódást szimuláltak, amelyet az immár négy kihelyezett ALSEP állomás érzékelni, mérni tudott. Az űrhajósok 1971. augusztus 7-én tértek vissza a Földre.

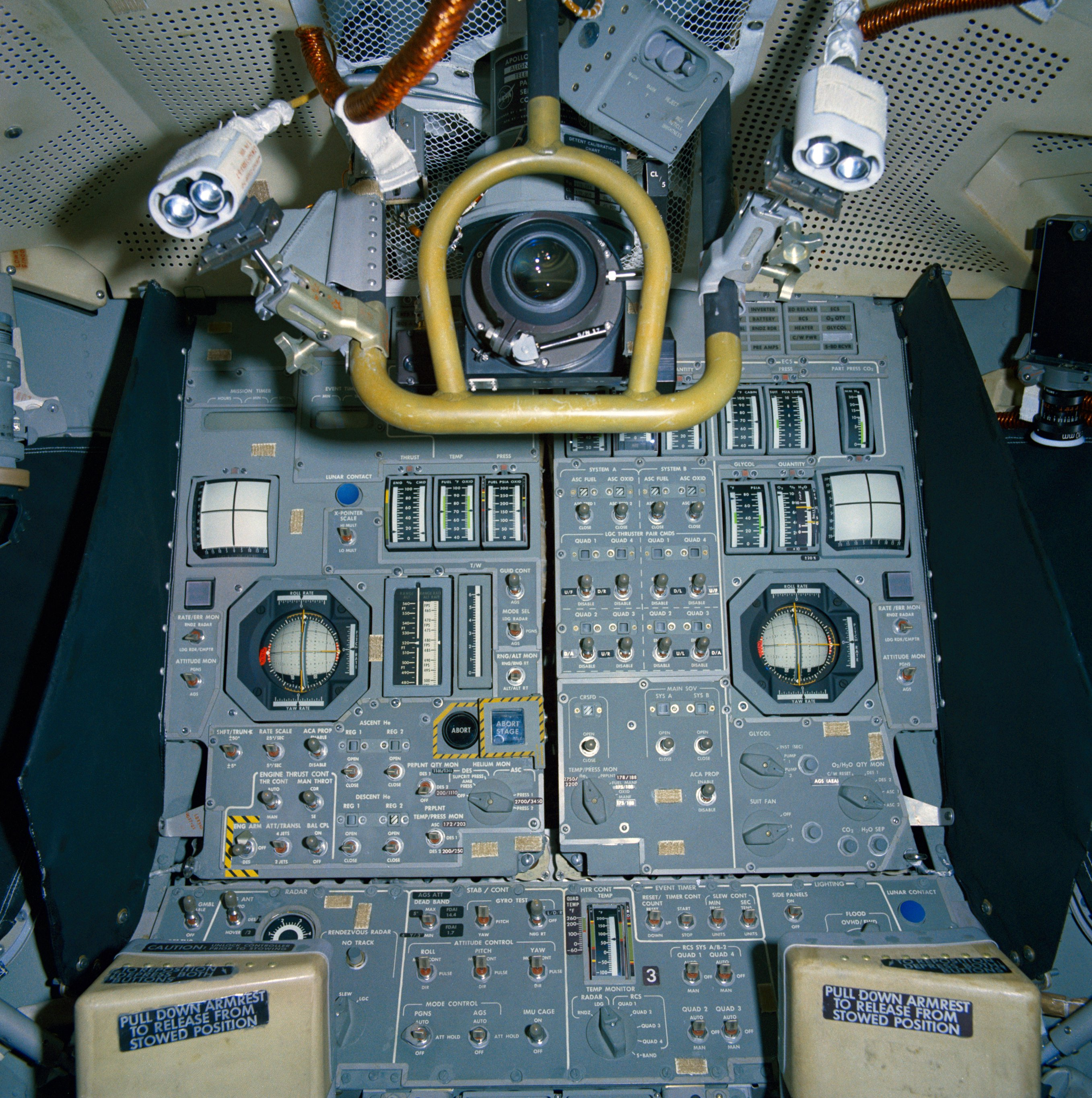
Az Apollo–15 holdkompjának belseje a start előtt
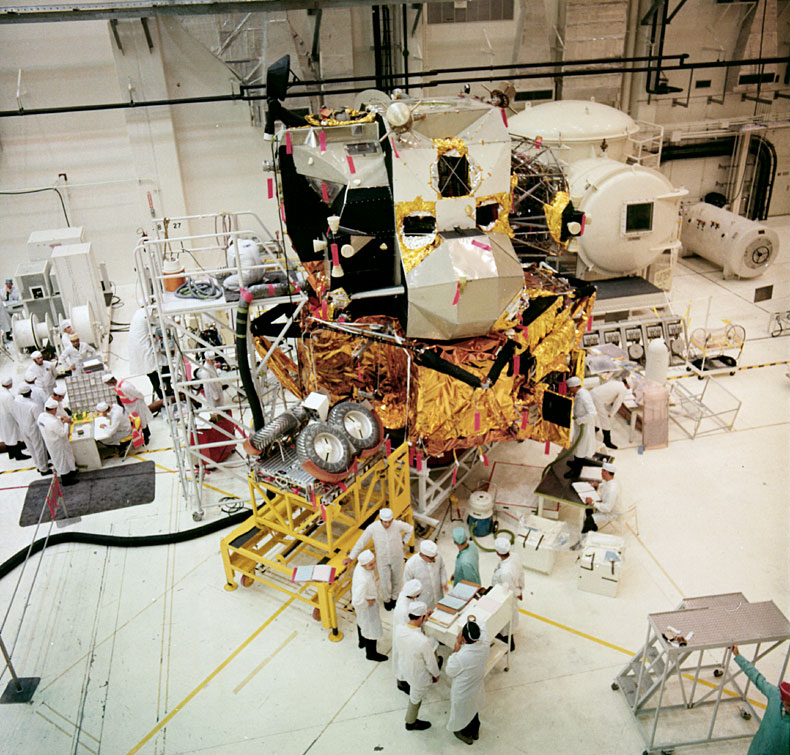
Az első holdjáró rögzítése az LM–10 holdkompra
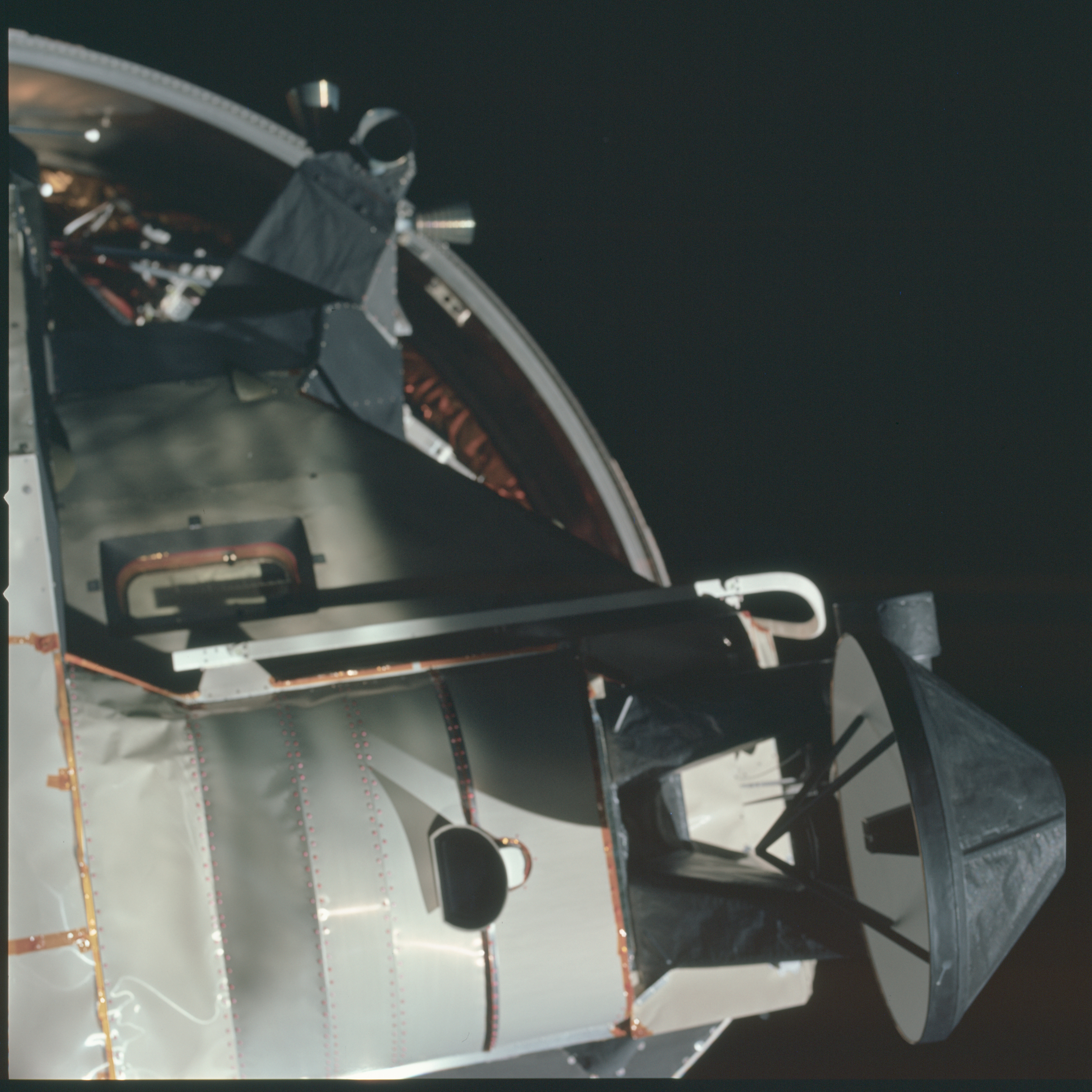
A holdirányú gyújtás utáni dokkolás utolsó fázisa
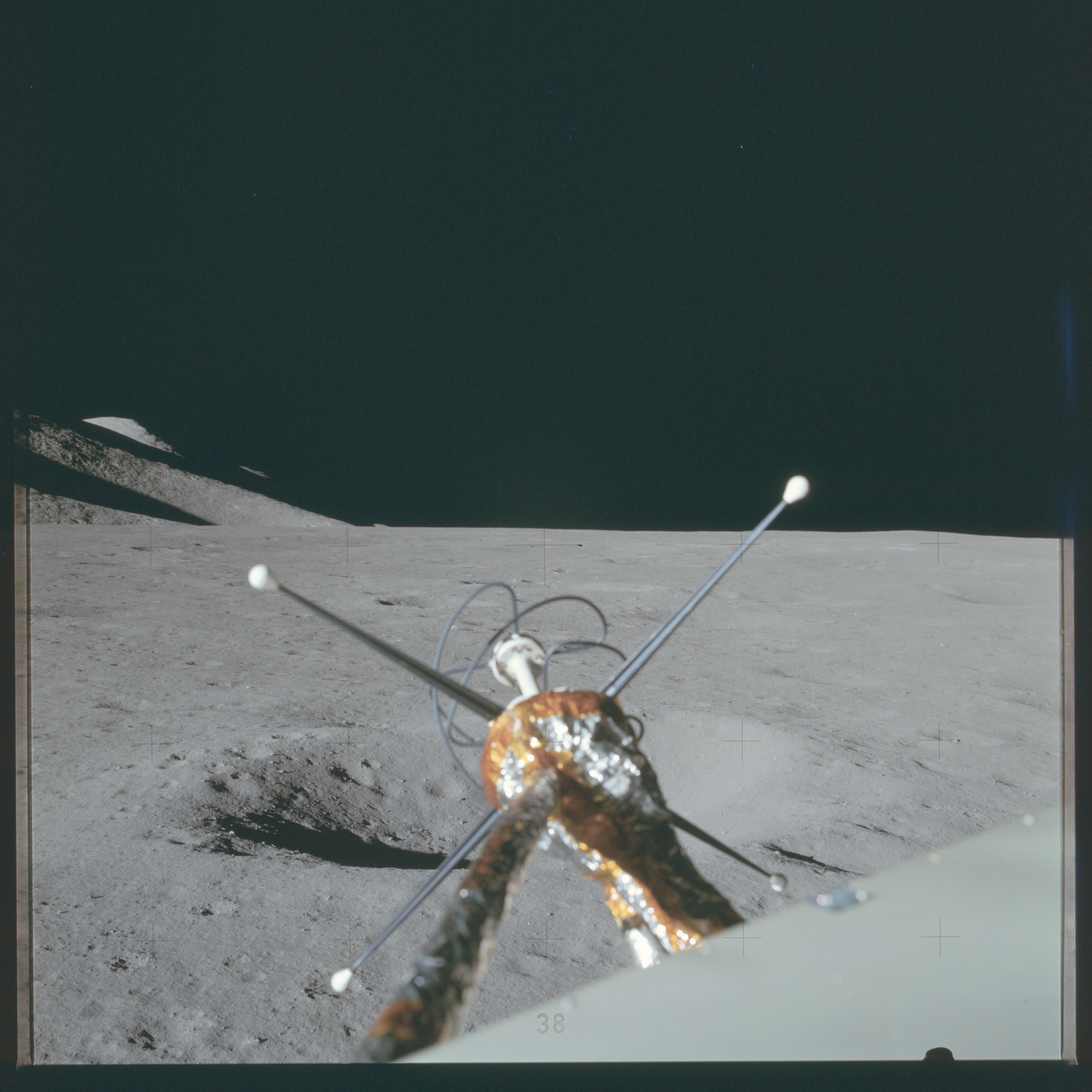
A Falcon a Hadley-Appenninnek leszállóhelyen (a felvételt a parancsnok készítette a SEVA során)
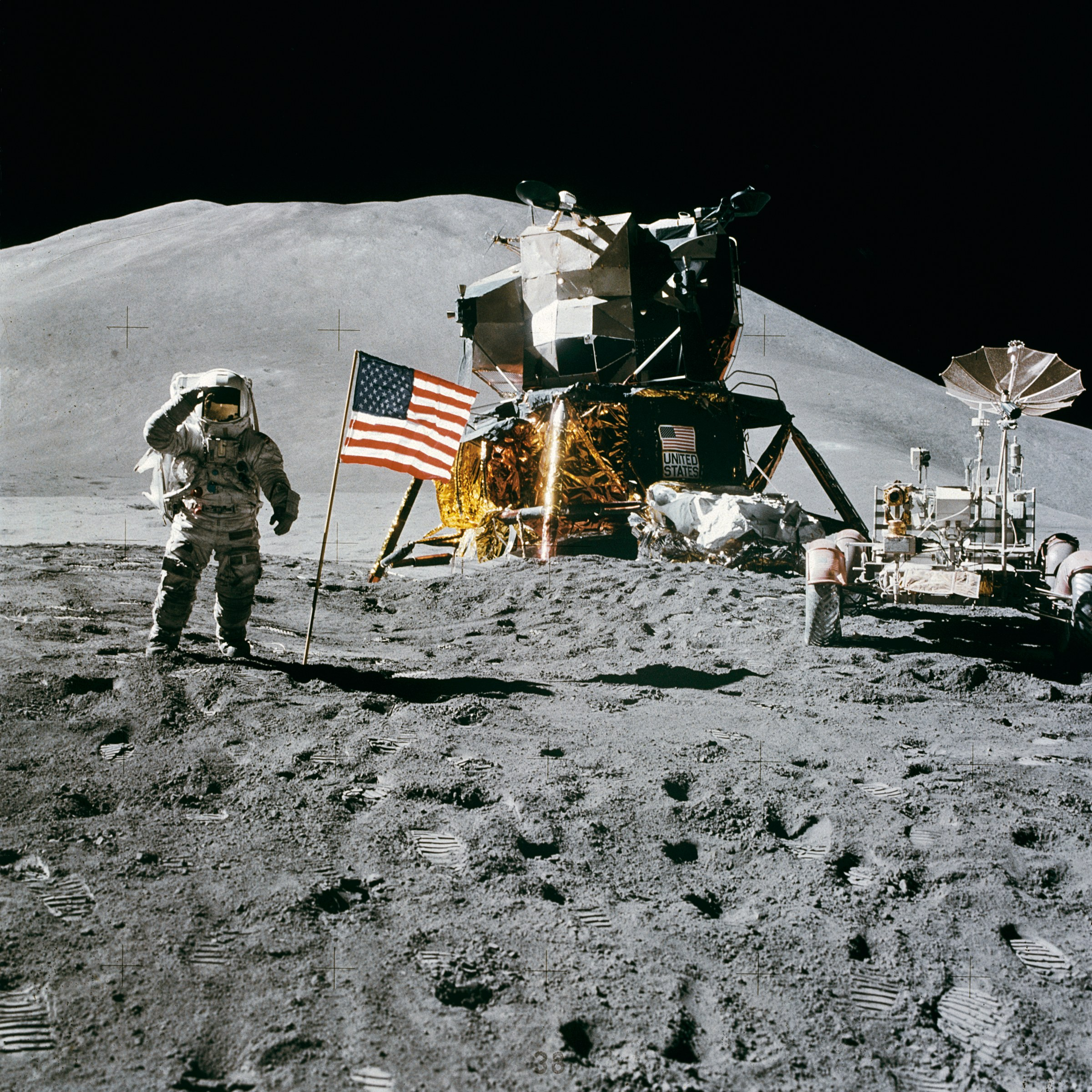
Jim Irwin a Falcon és a holdjáró társaságában az Apollo–15 leszállóhelyén
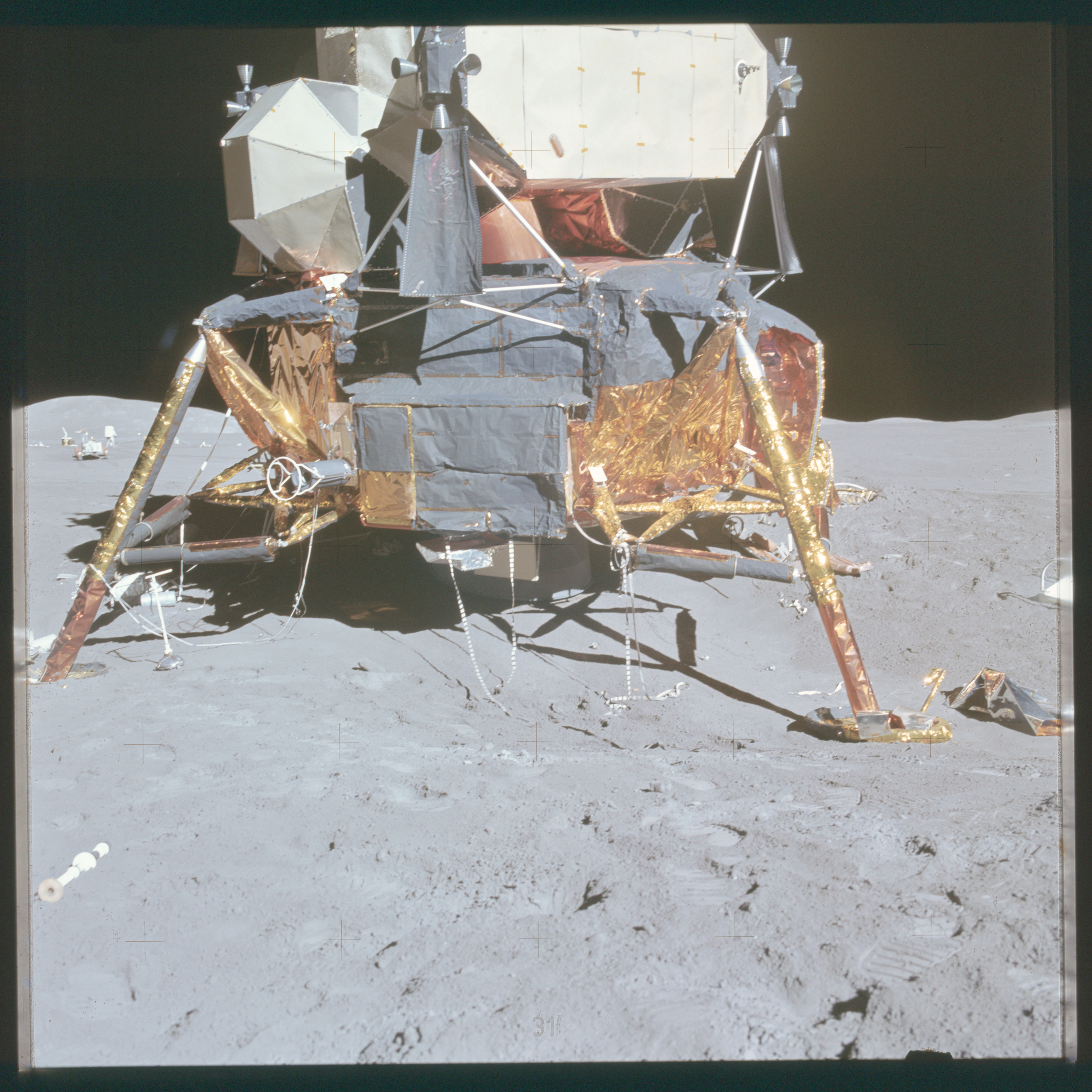
A Falcon a holdfelszínen. Jól látszik a kráterek miatt egyenetlen talajon a lábak kiegyenlítő hatása

Az átszervezések és költségvetési megszorítások hatására jócskán lelassult az Apollo–program, amelynek következő repülése, az Apollo–16 csak 1972 áprilisában startolhatott. A repülés technikai újítást nem hozott: J típusú repülésként a legénységnek három 8 óra körüli holdsétára és 64 óra körüli holdfelszíni tartózkodásra nyílott lehetősége, újra magukkal víve a holdjárót. A küldetés tervezők a Descartes-kráter vidékét tűzték ki célként, ahonnan a geológusok az ősi holdkéreg anyagából és a friss vulkáni tevékenység bizonyítékaiból is vártak mintákat. Legénységként John Young parancsnokot, Ken Mattingly parancsnokiegység-pilótát és Charlie Duke holdkomppilótát jelölték ki.
Az expedíció 1972. április 16-án startolt el Cape Canaveralről. Az űrhajósok által Orionnak elnevezett holdkomp (és a Casper nevű parancsnoki űrhajó) gond nélkül érkezett el a Holdhoz (leszámítva azt az apró jelenséget, hogy a holdkomp retrakció során azt figyelték meg az űrhajósok, hogy a holdkompról kis részecskék válnak le, vélhetően valami megkarcolhatta az űrhajó külső borítását), ám ott, amikor a két űrhajó szétvált, hogy az Orion elinduljon a felszínre, komoly probléma támadt. A parancsnoki űrhajó tartalék hajtómű vezérlője meghibásodott, egy vezérlővel pedig tilos volt tovább repülni az előírások szerint. Ekkor hosszas várakozás kezdődött, hogy az irányítás eldöntse, hogyan tovább. Így a holdkomp várakozásra lett kényszerítve és a két űrhajó nagyjából 150 méterre egymástól maradt együtt a pályán és folytatták a keringést. Tetézte a bajt, hogy a holdkomp hélium regulátora is problémásan kezdett működni. A rendszer úgy működött, hogy a leszálló űrhajó folyamatosan fogyasztja az üzemanyagot és a tartálya folyamatosan ürül, a helyét pedig fel kell tölteni semleges hélium gázzal. Ám a holdkomp nem kezdett leszállásba, a hajtóanyaga nem fogyott, a hélium regulátor azonban mégis tölteni akarta a tartályt, túlnyomást okozva. Ezért a legénység néha – üzemanyagot pazarolva – működésbe hozta az űrhajó kormányfúvókáit, hogy csökkentsék a nyomást. 5 óra 42 perc várakozás után megszületett a döntés és az Orion leszállhatott a Descartes-kráterhez.
A leszállás feladata nem volt egyszerű, az orbitális paraméterekből fakadóan a keringés szerint, a héliumprobléma miatt az összes korábbi űrhajónál magasabbról és az addigi elhasznált készlet miatt a legkevesebb hajtóanyaggal kellett leszállniuk. Ez egyben azt is jelentette, hogy ha nem avatkoznak be, 400-600 méterrel a kijelölt célpont mellett fognak leérkezni. Young rögtönözni kényszerült, amiben az sietett a segítségére, hogy 140 méter magasan járva megpillantották az űrhajó árnyékát. Onnantól tudatosan úgy fordították az űrhajó ablakait, hogy lássák az árnyékot, ami referenciául szolgált nekik a helyzetüket illetően. Huszonöt méteren az Orion is elkezdte felverni a port, ahogy az Apollo–12 küldetésen az Intrepiddel történt, de végül sikerült a leszállóponthoz képest 270 méterrel északra és 60 méterrel nyugatra talajt érniük. A leszállást Young ekképp összegezte: „Nos, nem kell majd elmászkálnunk, hogy köveket szedjünk össze, Houston, mivel itt vagyunk közöttük”.
A leszálláskori késlekedés miatt az egész felszíni tartózkodást át kellett tervezni. Ennek keretében előre hozták a későbbre tervezett alvási periódusokat is, majd lerövidítették a harmadik holdséta időtartamát (volt olyan alternatíva, hogy teljesen törlik a harmadik kiszállást, de a készletek – elsősorban az oxigén – számbavétele és a geológusok könyörgése hatására lett a rövidített verzió a megoldás). Végül összesen 20 óra 14 perc 14 másodpercnyi EVA időt töltöttek az űrhajósok a holdfelszínen, 26,7 kilométert tettek meg a holdjáróval és 95,71 kilogramm kőzetet és talajmintát gyűjtöttek. A Holdon összesen 71 óra 2 percet töltöttek el, amikor az Orion felszállófokozatának hajtóműve a fenn keringő Casper felé indította őket.

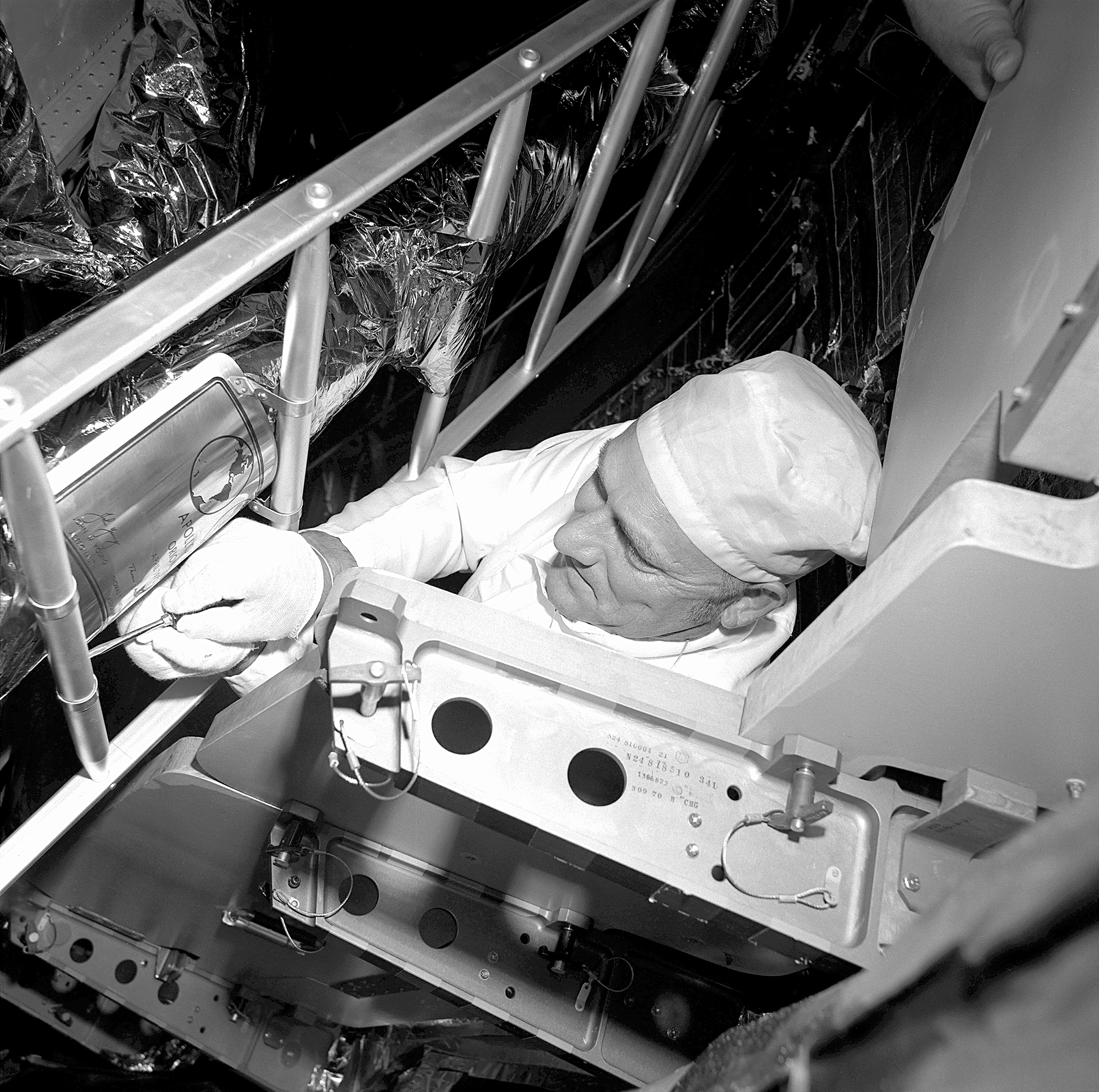
Egy technikus az összeszerelt rakétában levő holdkomp lábára felszereli az emlékplakettet
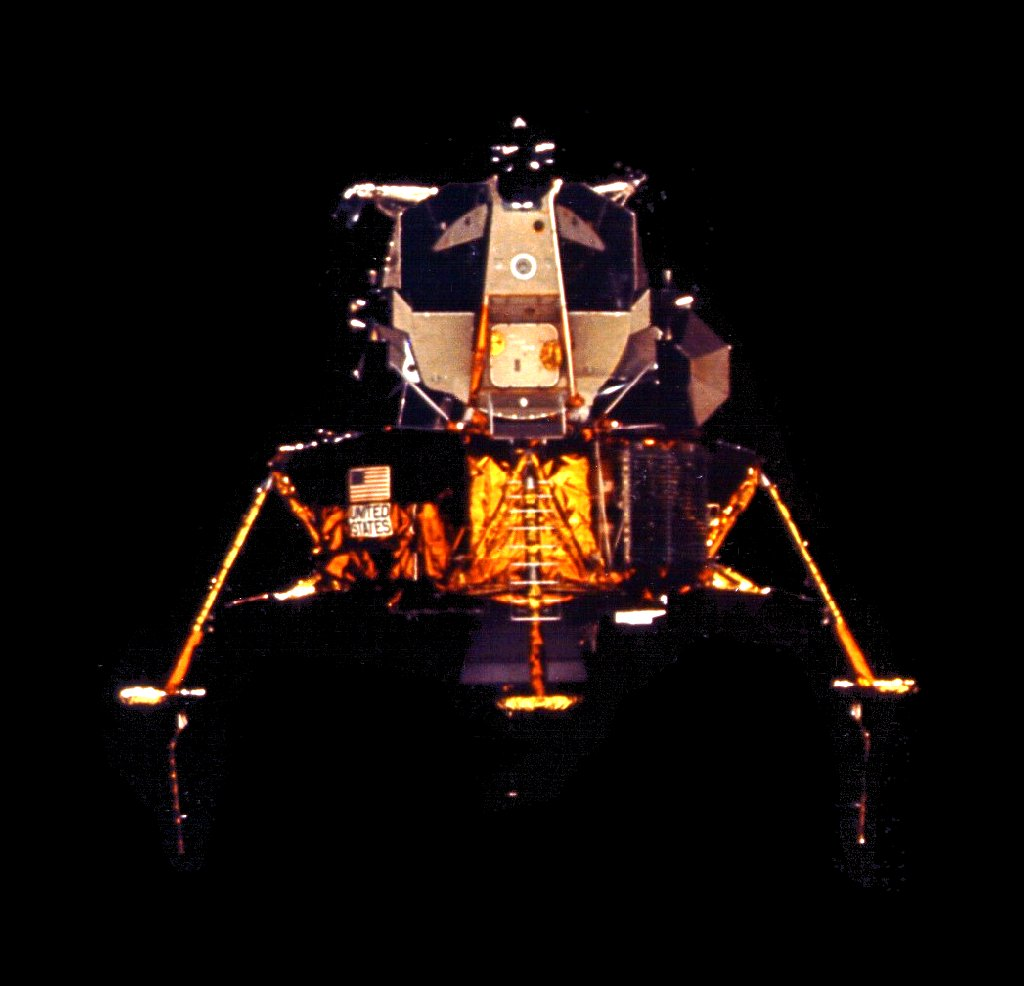
A Casper parancsnoki egységtől elvált Orion várja az engedélyt a holdi leszállásra
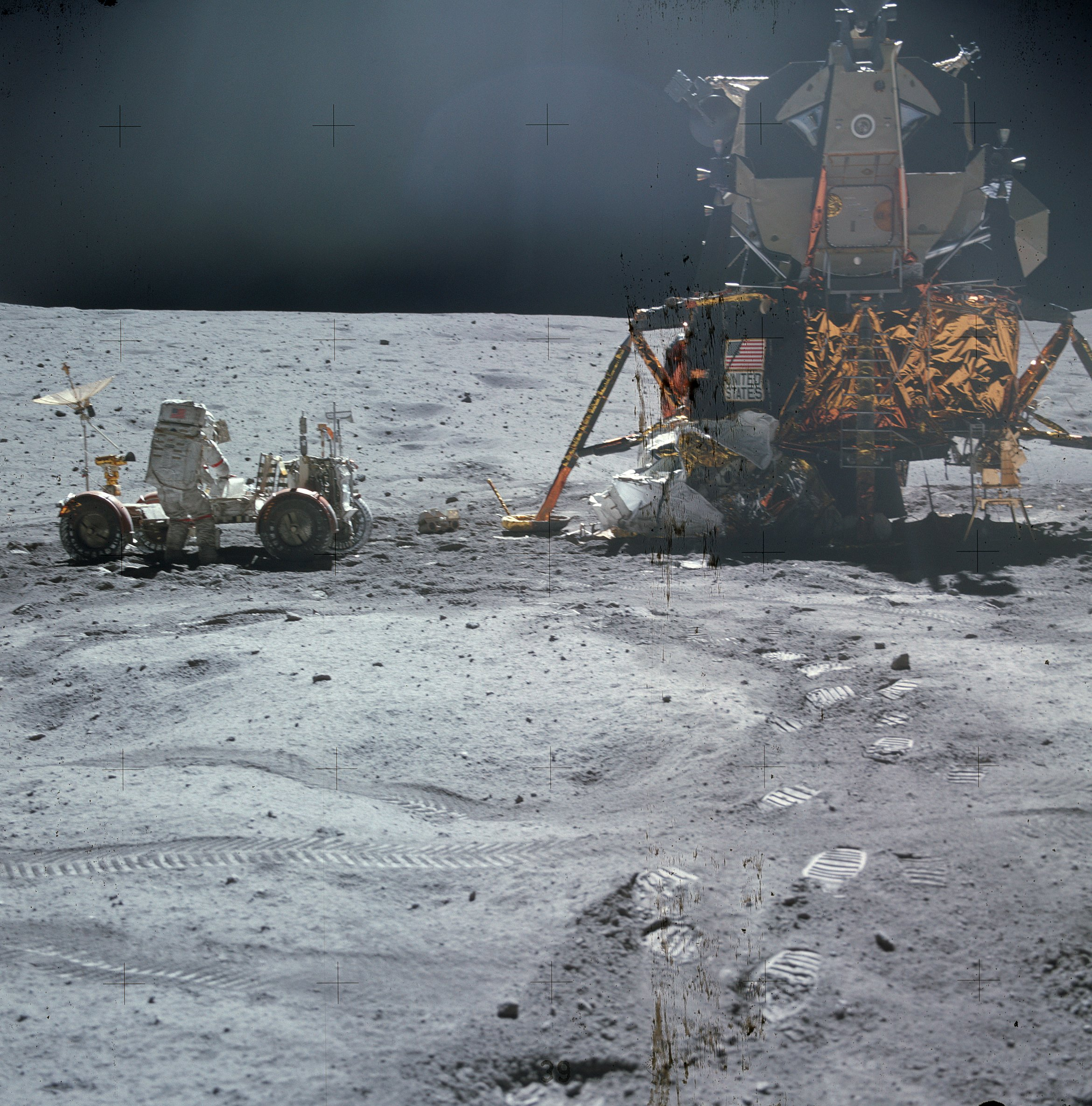
Az Orion a Holdon a roverrel
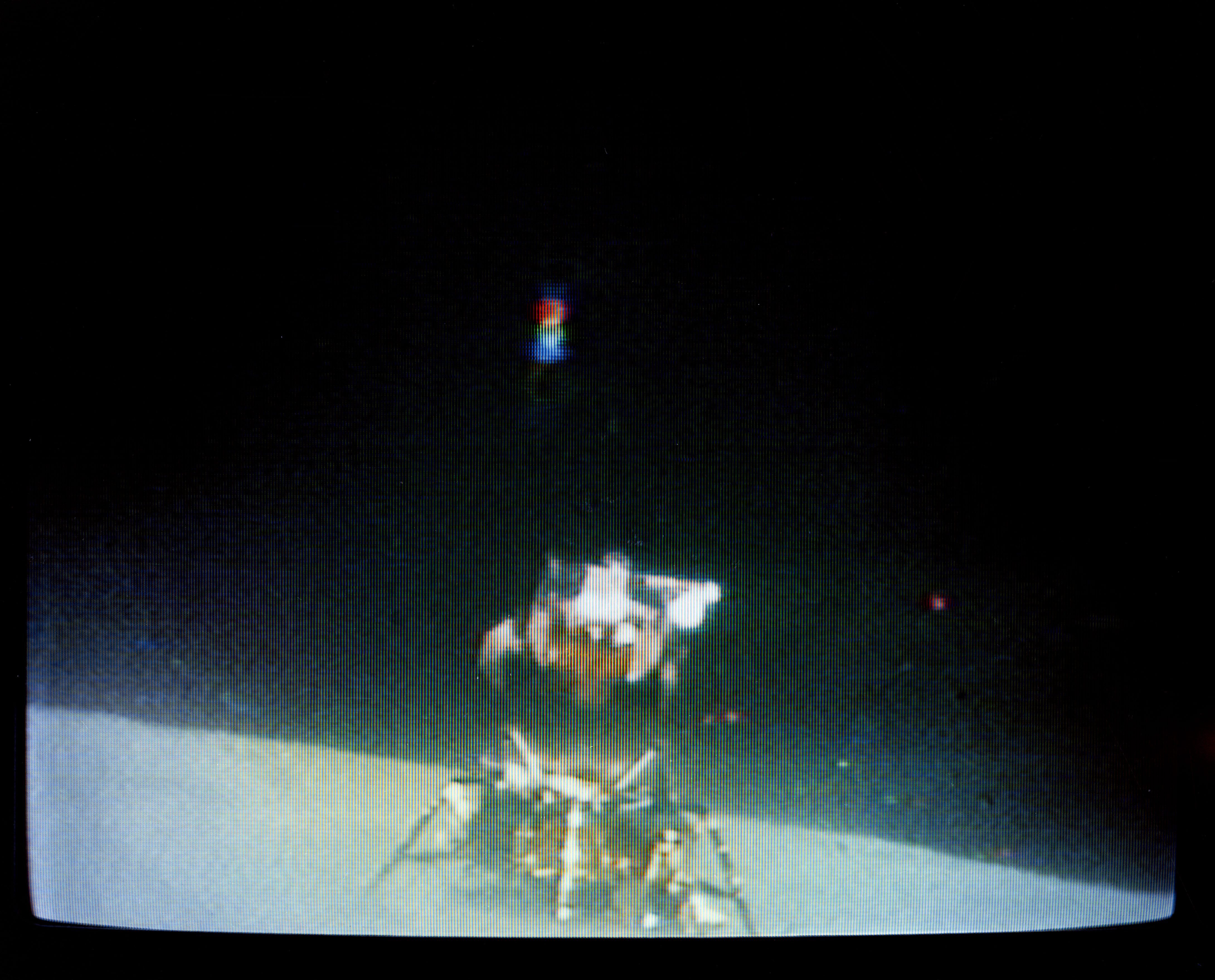
A holdi felszállás pillanata a rover kameráján keresztül egy tévéképernyő közbeiktatásával
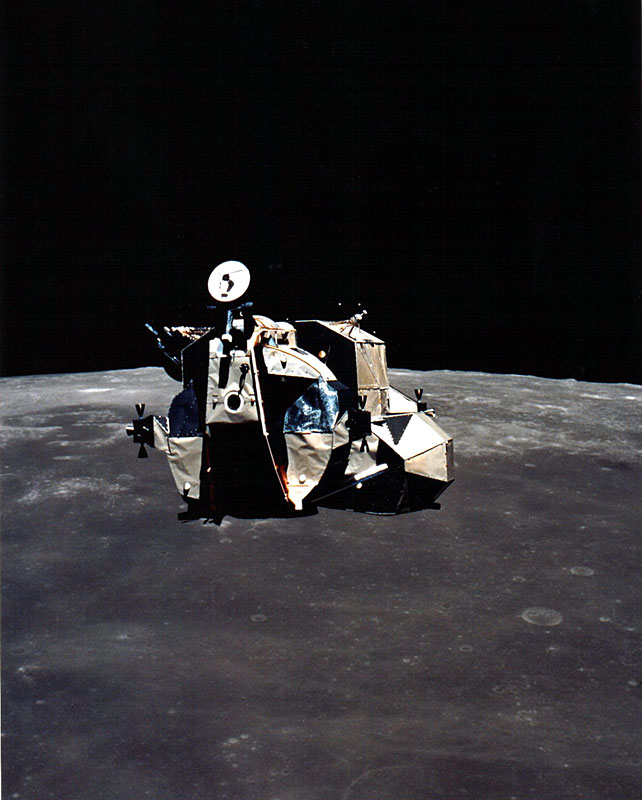
A holdfelszínről visszatért Orion

A holdkomp legutolsó alkalmazására az Apollo-programban az Apollo–17 repülésen került sor. Eddigre az űrhajórendszer működése teljesen begyakoroltan, rutinszerűen zajlott. Az Apollo–17 számos újítást alkalmazott (köztük az éjszakai startot és az Atlanti-óceán feletti holdirányú gyújtást), a holdkomp számára az jelentette az újdonságot, hogy a korábbi paraméterekkel számított leszállási ellipszis nem fért bele a Mare Serenitatison, a Taurus-Littrow-völgyben kijelölt szűk holdi képződménybe. A tervezők új szempontokat is figyelembe véve kisebbre rajzolták a leszálló ellipszist. A repülés 1972. december 7-én startolt, a America nevű parancsnoki egység és a Challenger névre keresztelt holdkomp fedélzetén Gene Cernan parancsnokkal, Ron Evans parancsnokiegység-pilótával és Jack Schmitt holdkomppilótával.
Cernan parancsnok minden problémától mentes leszállást mutatott be a Challengerrel 1972. december 11-én és Jack Schmitt személyében egy képzett geológus (az egész holdprogram egyetlen civil, tudós tagja) segíthette a holdfelszíni munkát. Az űrhajósok összesen 22 óra 3 perc 57 másodpercet töltöttek a holdfelszínen a három holdséta során, 35,7 kilométert vezettek a holdjáróval 4 óra 29 percnyi vezetési idő alatt, és 110,52 kg holdkőzetmintát gyűjtöttek össze. A teljes holdfelszíni tartózkodás ideje 20 másodperc híján 75 óra volt. A felszállással lényegében lezárult az Apollo-program és a holdkomp alkalmazása.

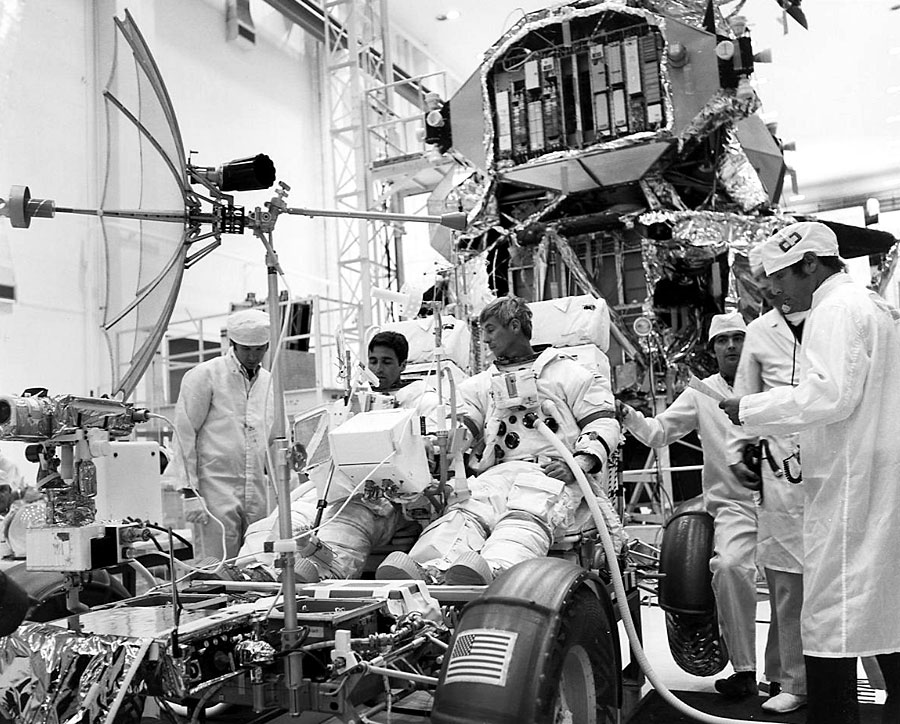
Az LM–12 holdkomp és a rover végszerelése folyik a Kennedy Űrközpontban
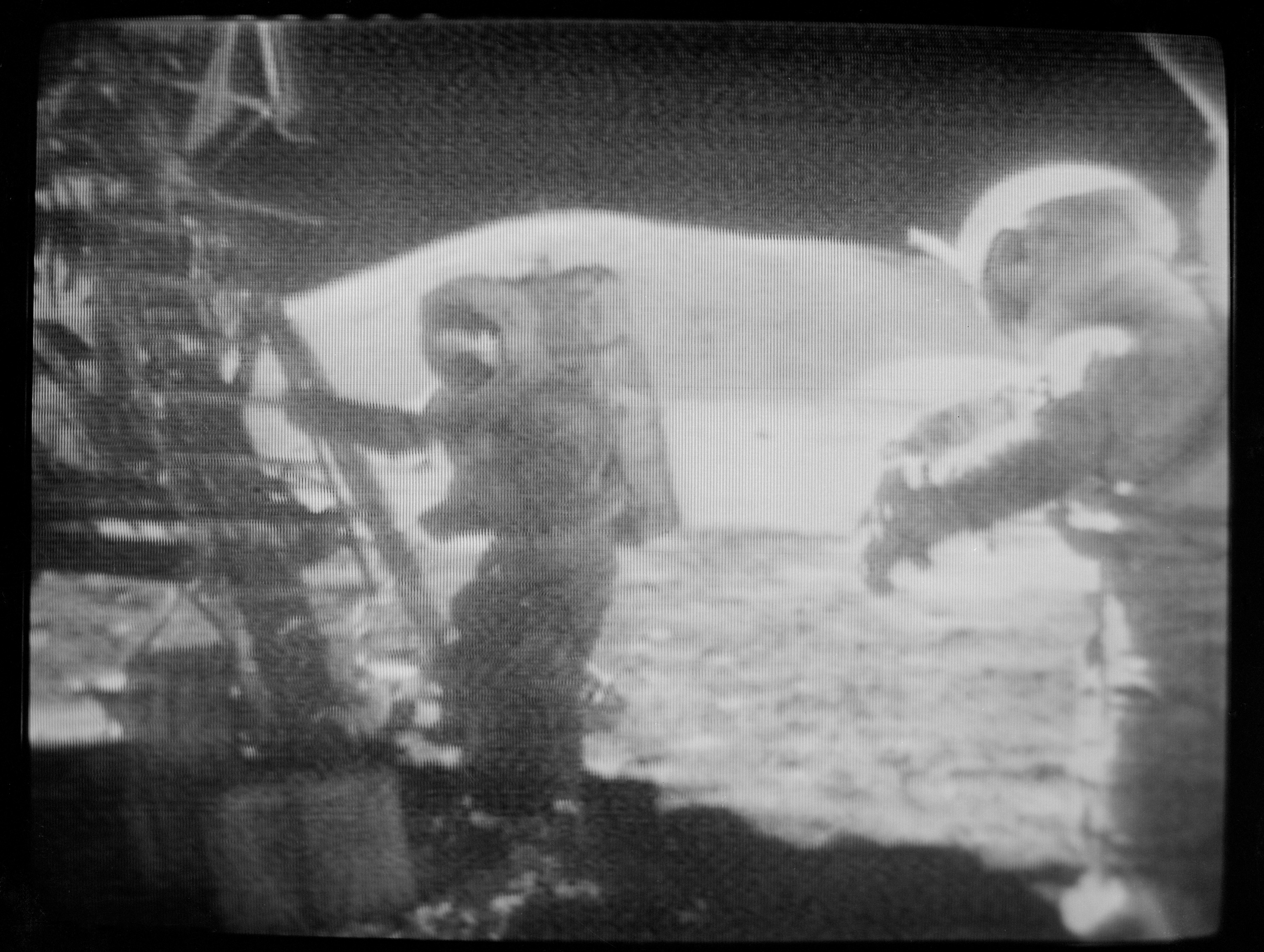
Cernan és Schmitt űrhajósok a holdkomp mellett a Taurus-Littrow-n
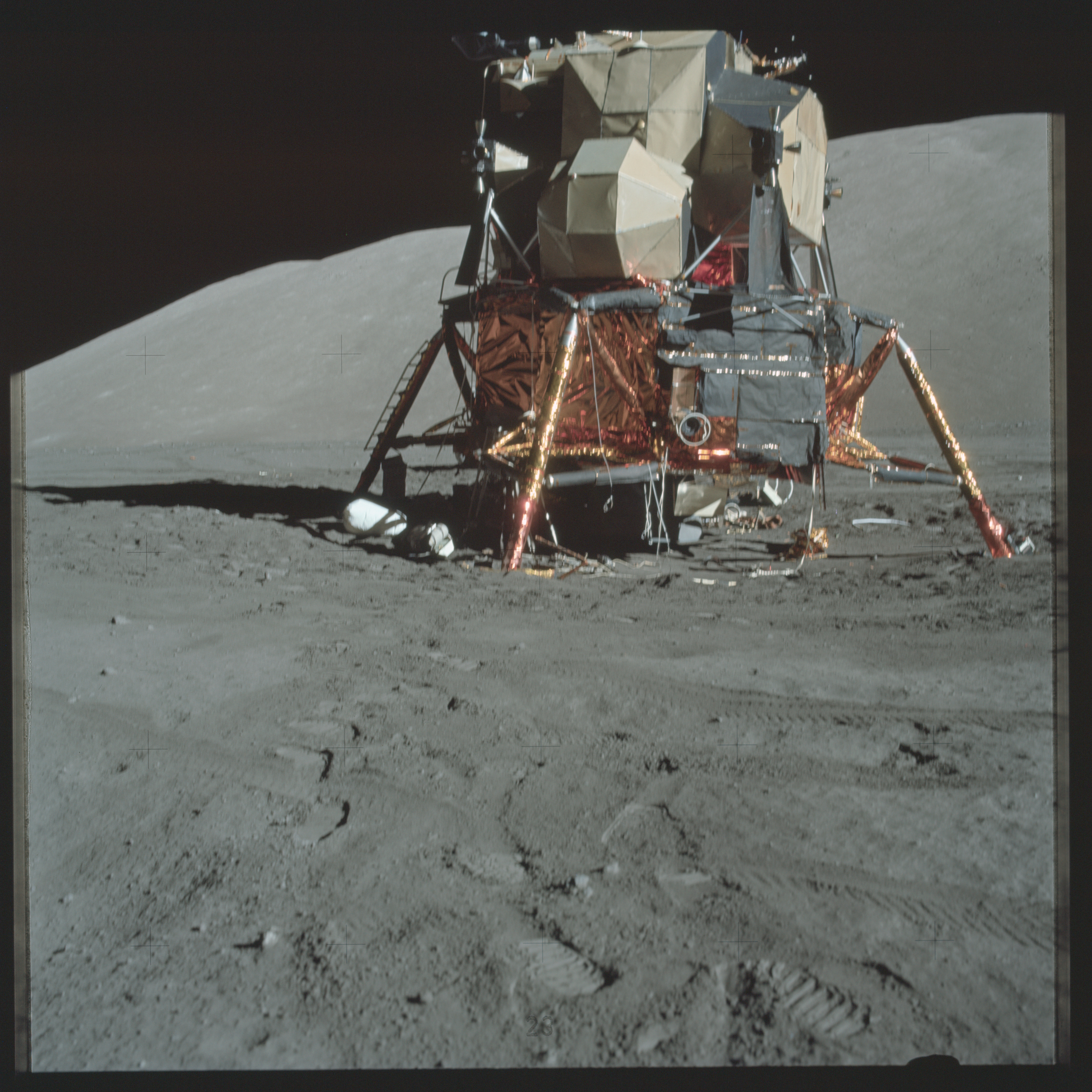
A Challenger a holdfelszínen a felszerelések kicsomagolása után
Az utolsóként Holdra szállt holdkomp és holdjáró
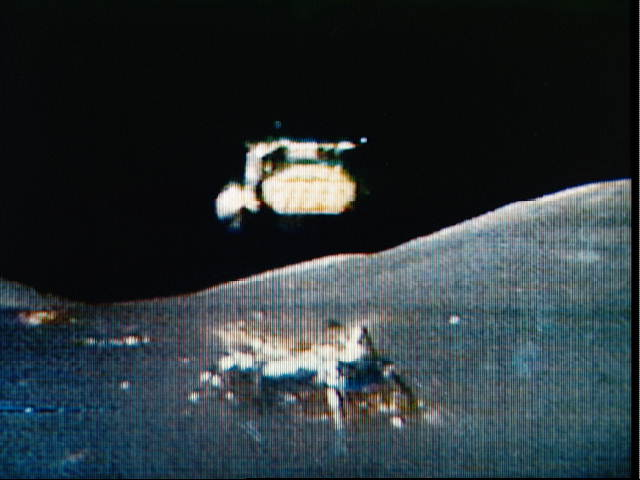
Az utolsó holdi felszállás az Apollo-programban
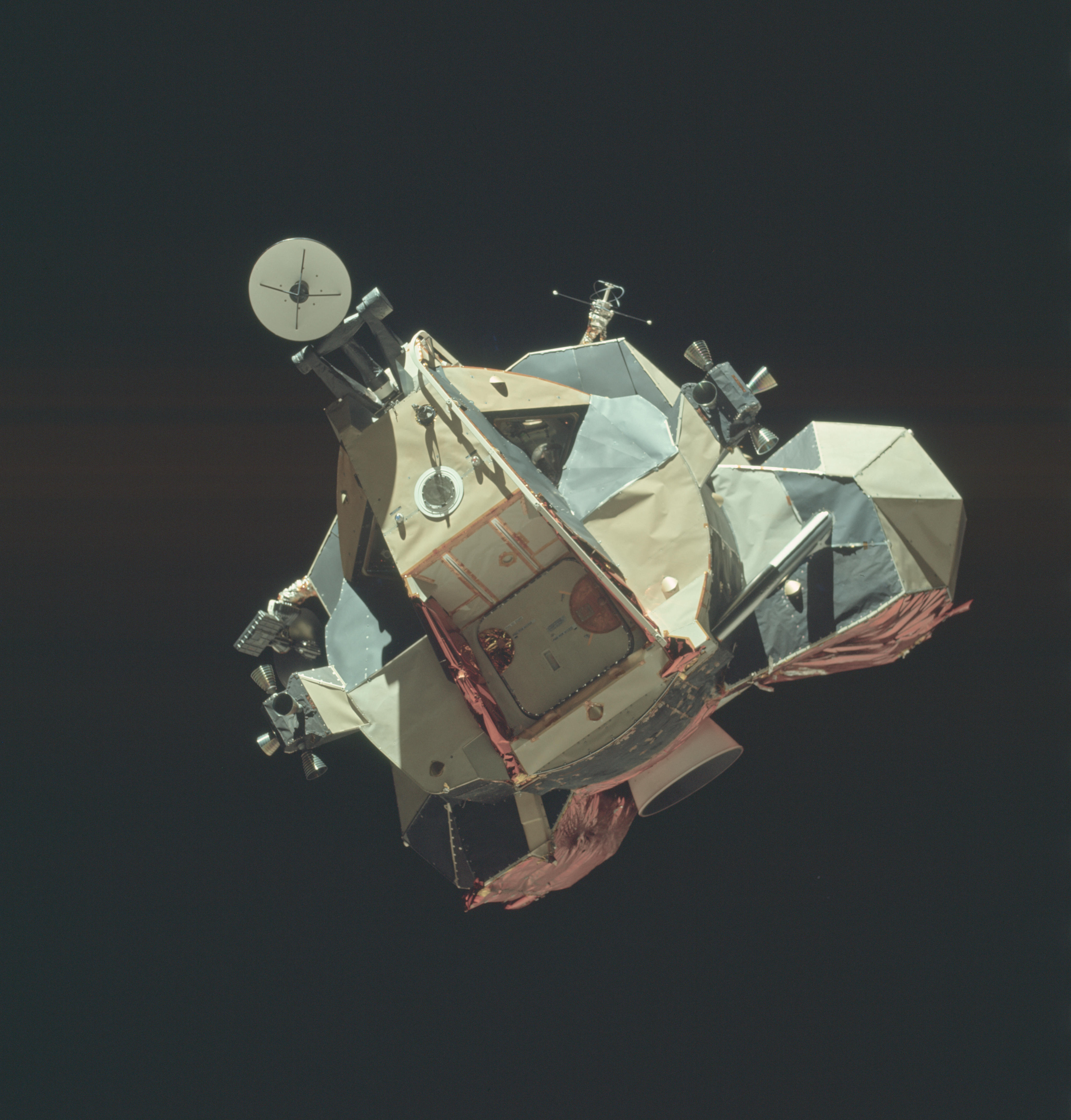
A parancsnoki egységhez visszatérő Challenger (az ablakban látható a parancsnok feje

## A holdkomp felépítése
A holdkomp olyan speciális űrhajó, amelynek csak a légkörmentes világűrben és holdfelszínen kellett működnie, vagyis sem a földi visszatéréssel, sem más feladattal nem kellett számolniuk a tervezőknek, ezért a megjelenése furcsa – az űrhajósok tréfás jellemzése szerint bogárszerű – volt, mivel nem kellett áramvonalassá tenni és az alakját sem alakította semmilyen légköri repülés során jelentkező hatás, amit esetleg figyelembe kellett volna venni. A kialakítását három fő funkció köré szervezték: ezek egyike a holdi leszállás, a másik pedig a holdi felszállás, a kettő között pedig az űrhajósok elszállásolása volt. Ennek megfelelően a holdkomp két fő részből állt össze, az alsó rész volt az ún. leszállófokozat, amely magába fogadta a hajtóművet és az annak működéséhez szükséges hajtóanyagot (illetve más ellátmányt és a csomagterében a felszínen használt eszközöket), míg a felső rész volt az ún. felszállófokozat, amely egyben a legénységi kabin szerepét is betöltötte és a felszálló hajtóművet és hajtóanyagot fogadta magába. A holdi felszálláskor a két részt szétválasztották és a már kiürült, dolga végzett leszállófokozat indítóasztalként szolgált a felszállófokozat startjakor.

### Felszállófokozat
A holdkompon felül elhelyezkedő felszállófokozat fő feladata volt, hogy helyet biztosítson az űrhajósok elhelyezésére és innen lehessen irányítani az egész űrjárművet. A Holdról való távozáskor ennek az egységnek volt a feladata, hogy a holdfelszínről eljuttassa az űrhajósokat Hold körüli pályára, ahol összekapcsolódhatnak a fenn keringő Apollo parancsnoki és műszaki egységgel. Ezeknek a funkcióknak az ellátására a holdkomp három fő részegységből állt: a legénységi kabinból, a középső szekcióból és a hátsó berendezéstérből (a részekre osztást körülbelül a függőleges tengellyel párhuzamos síkokkal történő metszéssel kell elképzelni).
A legénységi kabin kb. a holdkomp elülső része volt (amennyiben a holdfelszínre kiszállást lehetővé tevő kabinajtót és az ablakokat tekintjük az előre iránynak). Ez egy henger alakú rész, amely 2,34 méter széles és 1,07 méter mély volt. Itt helyezkedtek el az ablakok, a kiszálláshoz használt kabinajtó és a műszerfal, amely előtt álltak az űrhajósok. A minél jobb lefelé kilátást biztosítandó a henger külső része kidudorodott a holdkomp alsóbb részeinek a síkjából. A műszerfal mellett az irányító berendezések és a fedélzeti számítógép is itt kapott helyet. A legénység szigorú rend szerint helyezkedett el, bal oldalon volt a parancsnok munkahelye, jobb oldalon pedig a holdkomppilótáé. A rekesz külső felületén helyezték el a rádiókommunikációra használatos S-sávú antennát és a leszállóradart. A henger mögött helyezkedett el a holdkomp élettere, egy 0,9x1,4 méteres térrész. Ennek alját tépőzárral fedték, hogy az űrhajósok biztosabban állhassanak. A műszerfal az összes olyan adatot kijelezte az űrhajósok számára, amelyek szükségesek voltak a repüléshez olyan kiosztásban, hogy szükség esetén bármelyik űrhajós vezethesse az űrhajót. A műszerfal „U” alakjának szárai között, alul helyezkedett el az előre néző kabinajtó, amely 0,81x0,81 méteres, négyzet alakú nyílás volt. Ezen keresztül szállhattak ki a holdfelszínre az űrhajósok, illetve vészhelyzet esetén ezen keresztül lehetett űrsétát tenni és akár a dokkolóalagút, vagy a dokkolószerkezet sérülése esetén átszállni a parancsnoki űrhajóba. Az ajtó befelé nyílt, így csak akkor lehetett kinyitni, ha kihermetizálták a kabint, ellenkező esetben a nyomás a helyére szorította. A műszerfal felett helyezkedett el a két ablak, amelyek a fő kitekintést biztosították. Az ablakok 0,19 m² felületűek voltak és kissé ferdén építették be őket, hogy segítsék a lefelé, illetve az oldalirányba való kilátást. Ezek mellett az űrhajósok feje felett még egy ablakot szereltek be, amely a dokkolás közbeni láthatóságot segítette a parancsnok számára. Az ablakok felépítése különleges volt: két rétegből álltak. A külső réteg gyengébb, ám a mikrometeoritok becsapódásával szemben sokkal ellenállóbb volt, emellett 59 rétegből állt és rendkívül hatékonyan szűrte az infravörös és ultraibolya fényt és egy belső filmréteget is kapott, amely a visszaverődést csökkentette. A belső réteg erősen ellenálló volt és szintén antireflexiós réteget kapott. A műszerfal panele alatt, az ajtók mellett kialakítottak még két kisebb tárolórekeszt az élelemnek, a személyi higiénés csomagoknak, kameráknak és objektíveknek, vagy a szén-dioxid szűrő rendszer lítium-hidroxid szűrőinek, a hulladékgyűjtő zacskóknak.
A legénységi kabin mögött, a holdkomp hossztengelyében helyezkedett el a középső szekció (angolul midsection), amelyet a padlón egy 46 cm-es lépcső választott el a legénységi kabintól, de azzal egy légtéren osztozott. Maga a középső rész 1,37 méter mély és 1,5 méter magas volt. Legfontosabb részegységként itt helyezkedett el az űrhajó felszálló hajtóműve, amely benyúlt a fedélzet alján át a kabin légterébe (egy hajtóműfedél zárta onnan el). Ebben a térrészben rengeteg berendezés, eszköz kapott helyet: a kormányhajtóművek belső komponensei, a tűzoltó rendszer, a holdi minták tartódobozai, a létfenntartó és kommunikációs rendszer köldökzsinórjai, a hulladék kezelő rendszer, az oxigéntisztító rendszer, élelmiszerek, vagy az elektromos, illetve navigációs rendszer berendezései. Fenn a mennyezeten ebben a szekcióban helyezkedett el a dokkolószerkezet és az átjáró alagút.
A fokozat harmadik részegysége a hátsó berendezéstér volt. Ez a részegység már a nyomás alá helyezett részen kívül, a kabin hátsó falára szerelt tárolóként, konzolként jelent meg. Mérete 0,84 méter volt, formája szabálytalan. Itt vezették ki a külvilágba a kabin belsejéből az elektromos berendezések hőjét és emellett maguknak a berendezéseknek a külső egységei is ebben helyezkedtek el. A berendezések mellett különböző gáztartályok kaptak itt még helyet, a hélium- és oxigéntartályokból 2-2 db-ot szereltek be ide.
Az egész felszállófokozatot egy mikrometeorit-védő és hőzáró takaróval látták el, amely legalább 25 rétegből állt (bár az egyes rétegek mindössze 0,0038 mm vastagok voltak). A rétegek felépítése a következő volt: alul alumínium hordozóréteg, aztán aluminizált poliamid (Mylar), azon egy másik fajta aluminizált poliamid (H-Film), aztán egy újabb alumínium záróréteg, felül pedig egy nikkelötvözet kompozit takaró. A takarót gondosan távol tartották a tartályoktól és szerkezeti elemektől, hogy minél inkább beteljesíthesse passzív funkcióját, azaz a hőt benntartsa, a külső hőhatásokat pedig minél inkább kiszűrje és ne képezzen hőhidakat.
- Specifikáció: (LM alapkonfiguráció)[56]
  -     - Személyzet: 2 fő
    - Kabin térfogata: 6,65 m³
    - Magasság: 3,76 m
    - Átmérő: 4,2 m
    - Tömege üzemanyaggal: 4670 kg
    - Légkör: 100% oxigén (33 kPa)
    - Víz: kétszer 19,3 kg tárolótartályban
    - Hűtőfolyadék: 11,3 kg etilénglikol-víz
    - RCS (Reaction Control System – manőverező egység) hajtóanyag tömege: 287 kg
    - RCS tolóerő: 16 x 445 N; négy darab
    - RCS üzemanyag: N2O4/UDMH
    - RCS fajlagos impulzus: 2,84 kN•s/kg
    - APS (Ascent Propulsion System – felszálló hajtóműrendszer) üzemanyag tömege: 2353 kg
    - APS tolóerő: 15,6 kN
    - APS üzemanyag: N2O4/Aerozin–50 (UDMH/N2H4)
    - APS nyomástartás: 2 x 2,9 kg héliumtartály 21 MPa nyomás alatt
    - A hajtómű fajlagos impulzusa: 3,05 kN•s/kg
    - Tolóerő/tömeg arány: 3,3 N/kg
    - Elektromos rendszer: 2 x 296 Ah ezüst-cink akkumulátor
    - Feszültség: 28 V egyenáram, 115 V, 400 Hz váltóáram

### Leszállófokozat
A holdkomp leszállófokozata is többfunkciós volt. A fő feladata a holdi leszállás végrehajtása volt, ehhez ez az egység rendelkezett az ezt lehetővé tevő hajtóművel. Természetesen strukturális feladata is volt, ezen nyugodott az egész holdkomp szerkezete és a holdi felszálláskor – a két fokozat szétválasztását követően – indítóasztalként szolgált a felszállófokozat startjához. Mellékfeladatként ez az egység biztosított helyet a holdfelszíni tevékenység során használt eszközöknek, berendezéseknek, illetve itt helyezték el a holdfelszíni tartózkodás során szükséges ellátmány, illetve kisegítő berendezések összességét is, amelyek nem fértek el a felszállófokozatban.
A leszállófokozat lényegében egy fémgerendákból és tartókból kialakított, lábakkal ellátott keret volt, amelyen belül alakítottak ki a hajtóműnek, a tartályoknak és az egyéb kiegészítő berendezéseknek és ellátmánynak helyet. Alakjában a leszállófokozat egy keresztet formázott, illetve a kereszt szárainak összekötésével a külső megjelenése nyolcszögletű lett, legnagyobb szélessége, kiterjesztett lábakkal 9,5 méter volt. A szerkezetet két-két párhuzamos gerenda alkotta, melyeket kereszt alakban rendeztek el. A két gerendapár végét alumínium tartókkal zárták le. Így létrejött öt darab közel egyforma rekesz: egy középső, egy első és hátsó, valamint egy jobb és bal oldali, kocka alakú tér. A felső és alsó gerendaszerkezetet alul is és felül is zárólapokkal fedték, hogy így belül kialakulhasson egy zárt, bár nem hermetikus tér. A lábakat a fő gerendákhoz kötötték be. A középső rekesz adott helyet a fő leszálló hajtóműnek, míg a hajtóanyag és oxidálóanyag tartályait a többi rekeszben osztották el. A kereszt szárait szintén tartógerendák kötötték össze, így alakult ki a nyolcszögletű forma. Az ezen utóbbi tartók által újabb háromszög alakú rekeszek jöttek létre, amelyek az elülső rekesztől kezdve – felülnézetben – az óramutató járásának megfelelően sorszámozással voltak ellátva 1-4-ig. Így a 4-es rekeszben kapott helyet a MESA (Modularized Equipment Storage Assembly – Modularizált felszerelés tároló szerelvény), azaz a holdkomp „csomagtartója”, amelyben főként a holdfelszíni tevékenységhez szükséges tévés felszereléseket és egyéb, a hátizsákban hordozott létfenntartó rendszerhez szükséges eszközöket tárolták, vagy a 3-asban „raklapos” tárolásban voltak a roverre felszerelendő részegységek, vagy a holdi lézertükör. A tárolórekeszeket kívülről egy lángterelővel védték az éppen felettük elhelyezett kormányhajtóművek kicsapó lángsugaraitól.
A leszállófokozat külön részét képezték a leszálló lábak, illetve talpak. A leszállólábak lényegében lökésgátlóval ellátott teleszkópos rudak voltak, aljukon csuklós felfüggesztésre szerelt tányértalpakkal, amelyeket kisebb tartórudakkal kötöttek be a leszállófokozat testébe. A talpak szerepe abban állt, hogy egyenetlen talajon is biztosítsák a holdkomp biztos állását; a 6°-os dőlés melletti kb. 61 cm-es szintkülönbségeket is ki kellett tudjanak egyenlíteni. A leszálláskor a talpak teleszkóposan összenyomódtak (az energiaelnyelésről a belsejükben felépített, összenyomható alumínium, méhsejt szerkezetű háló gondoskodott), ezzel elnyelve a leszállás ütődésének energiáját, hogy így az ne tegyen kárt a holdkomp fő szerkezetében. A lábak behajthatóak és kiereszthetőek voltak. A Saturn V-be való beszereléskor behajtott állapotban kerültek fel a rakétára, majd az egész a Holdig vezető úton így is maradtak, csak a holdkomp és az Apollo CSM szétválása után aktiválta a lábakat kinyitó és kinti helyzetben rögzítő kapcsolót a parancsnok (külön manőver volt rá, hogy az aktiválás után a parancsnoki egység pilótája kívülről szemügyre kellett vegye a nyitást, és visszaigazolja, hogy az rendben megtörtént). A négy láb közül háromra kb. 3 méter hosszú szondát szereltek, amelyek lenyúltak a láb alá és a talajérintést voltak hivatottak jelezni. A jelzésükre a parancsnoknak le kellett állítania a leszálló hajtóművet, hogy annak gázsugarának a nyomása a talajra érve ne szoruljon a hajtóműharang alá, és szét ne vesse azt (Neil Armstrong ezt a műveletet mulasztotta el az első leszálláskor, de így sem támadt probléma). A negyedik lábra pedig egy létrát szereltek, ezen keresztül tudott a legénység lemászni a kabinból a holdfelszínre. A lábaknak kb. 3 m/s sebességű függőleges becsapódást kellett tudniuk csillapítani, zéró oldalirányú elmozdulás mellett, vagy 2 m/s függőleges mozgást, legfeljebb 1,2 m/s oldalirányú sebesség mellett. A kiszálláshoz az előre néző (és létrával szerelt) láb felett, közvetlenül a kabinajtó előtt egy 81x114 cm-es felületű platformot építettek be, melyet az űrhajós szlengben „tornác” néven említettek. Így a kabinból kimászó űrhajósnak nem közvetlenül a létrára kellett lépnie, hanem volt egy kis helye, hogy az ormótlan űrruhában, a hátán a túlsúlyos hátizsákkal megállapodjon egy kicsit. A létra sem ért a leszállótalpig, hanem jóval fölötte véget ért, mivel számítottak rá, hogy a leszálláskor a becsapódás ereje összenyomja a teleszkópos lábat, így kerül majd közel a létra alja a felszínhez. (Ezt hibázta el Armstrong, amikor a talajérintéskor nem állította le a hajtóművet és puhán ért talajt, a láb nem nyomódott össze és a kiszálláskor a létra alja kb. egy méter magasan volt a holdfelszín felett. Ki is próbálta egy ugrással, hogy vissza tud-e mászni majd a holdséta végén).
A fokozatot kívülről – hasonlóan a felszállófokozathoz – egy hővédő és mikrometeorit álló burkolattal védték. A védőborítás nagyban hasonlított a felszállófokozatnál alkalmazott nagyon vékony kompozit fóliához azzal a különbséggel, hogy ahol más behatások érhették az űrhajó felszínét (hajtóművek lángja például), ott extra nikkel, mylar, vagy H-film rétegeket kapott a borítás. A hajtóműnél külön hővédő szigetelést alkalmaztak, amely a fólia mellett üveggyapot szigetelést is kapott. Alul is külön hőpajzsot kapott a szerkezet, amelynek szerepe nem a Földre visszatérő anyaűrhajóéra hasonlított, hanem megvédte a szerkezetet a holdfelszínt elérő és onnan a leszállás legutolsó méterein visszacsapódó forró gázoktól.
- - Leszállóegység:[56]
    - Magasság: 3,2 m
    - Átmérő: 4,2 m
    - A leszállóhely átmérője: 9,4 m
    - Tömeg feltöltve: 10 334 kg
    - Víz: 1 x 151 kg tárolótartályban
    - Elektromos rendszer: 2 x 296 Ah ezüst-cink akkumulátor (másodlagos rendszer)
    - DPS (Descent Propulsion System – leszállási hajtóműrendszer) üzemanyag tömege: 8165 kg
    - DPS tolóerő: 45,04 kN, leszabályozható 4,56 kN értékig
    - DPS üzemanyag: N2O4/Aerozin–50 (UDMH/N2H4)
    - A hajtómű fajlagos impulzusa: 3050 N•s/kg
    - Elektromos rendszer: 4 x 400 Ah ezüst-cink akkumulátor

A fel- és leszállófokozat különböző bekötési csomópontokon, elektromos kábeleken, vízvezetékeken keresztül volt egymáshoz kapcsolva és két eset volt, amikor a fokozatokat szétválasztották. Az egyik a holdi felszállás esetén volt, amikor a felszállófokozat felemelkedett, a leszállófokozat pedig a holdfelszínen maradt. A másik pedig egy repülés közbeni megszakítás volt, amikor a felszállófokozat valamilyen vészhelyzet esetén elvált a leszállófokozattól és még az űrben repülve visszaemelkedett egy biztonságos pályára, miközben a leválasztott másik űrhajóegységet sorsára hagyták. A fokozat-szétválasztás háromlépcsős folyamat volt. Az első lépcsőben robbanó megszakítók megszakították az áramellátást. A második lépcsőben piropatronok robbantásával kioldották a szilárd kapcsolatot a bekötési csomóponton. Végül pedig egy szintén robbanópatronos guillotine elvágta az elektromos és a vízvezetékeket.

## LLRV/LLTV

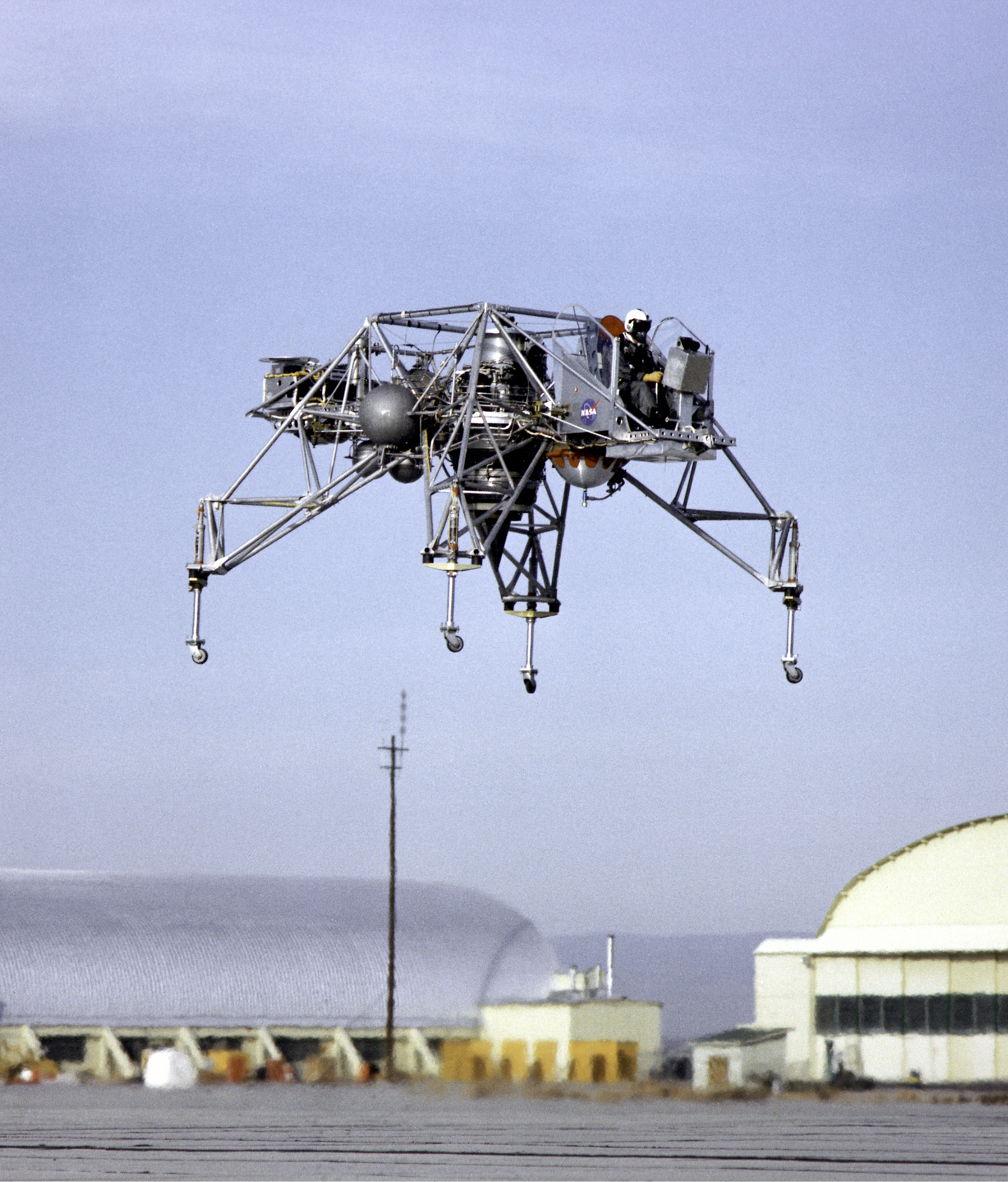
Az LLRV 1964-ben, az Edwards támaszponton végzett tesztfelszállás során

A holdkomp beemelésével a Holdra szállási koncepcióba az űrhivatal egy szűz területre tévedt, mivel nem voltak előzetes tapasztalatok. Az űrhajó repülésére és különösen az irányítására csak elméleti számítások, modellezések léteztek. Eredetileg a NASA és a Bell Aerosystems részvételével folyt egy STOVL repülőgépes koncepcióra vonatkozó tanulmány, amelyből a NASA felismerte, hogyan lehetne a leendő Holdra lépő űrhajósoknak gyakorlási lehetőséget biztosítani, és a nem létező gyakorlatot legalább szimuláció formájában, itt a Földön biztosítani nekik. Ebből a kezdeményezésből született meg egy eszköz, amelyet már specifikusan a Holdra szállás gyakorlására szántak és amelyre a NASA és a Bell 1963. február 1-jén kötött szerződést. 1964 áprilisában a Bell leszállította az első LLRV (Lunar Lander Research Vehicle – Holdi leszálló kutató jármű) nevű szerkezetet, majd egy másik példány is (egyelőre összeszereletlenül), amely 1964. október 30-án teljesítette az első felszállását.
Ettől a ponttól kezdve az eszköz a lehető legszorosabban kapcsolódik a holdkomphoz, a tervezett paraméterek alapján valódi gyakorlási lehetőség híján (mint például magát az űrrepülést a Gemini űrhajókon számos űrhajós gyakorolhatta be valós körülmények között) az űrhajósok ezzel az eszközön tanulhattak meg holdkompot vezetni. Az eszköz alapkoncepciója az volt, hogy a szerkezet tömegközéppontjába helyeznek egy lefelé mutató sugárhajtóművet, amellyel fel lehet emelni az LLRV-t, majd a tolóerő szabályozásával szimulálni a Hold 1/6-nyi földi gravitációját, illetve a leszálló hajtómű hatásait, azaz pontosan lehetett általa szimulálni egy holdi ereszkedést. A szerkezet sarkaiba beszerelték a holdkompéhoz hasonló kormányfúvókákat, amellyel az űrhajó irányítását lehetett utánozni. A szerkezet ezen kívül rendkívül funkcionális volt, lényegében csövek kusza összevisszaságának látványát nyújtotta, az űrhajósok gúnyosan elnevezték „repülő ágykeretnek”.
A szerkezet repülései sikeresek voltak, például Neil Armstrong az elsők között volt, akik elkezdték a gyakorlást a repülő szerkezettel. 1968. május 6-án Armstrong kis híján lezuhant vele egy meghibásodás folytán és katapultálni kényszerült. Kisebb sérüléssel megúszta az esetet. A NASA a tapasztalatok alapján megrendelte a szerkezet továbbfejlesztését.
Az újonnan létrejött jármű az LLTV (Lunar Lander Training Vehicle – holdi leszálló gyakorló jármű) nevet kapta. Az űrhajósok ezzel is értékes tapasztalatokat nyertek később, és bár az új szerkezetet is érintette lezuhanással járó baleset, az űrhajósok úgy értékelték a későbbiek során a repülő szerkezetet, mint amely alapvető mértékben járult hozzá a Holdra szállások sikeréhez.

## Holdkompok
| Gyári szám | Név                              | Felhasználás | Startdátum | Megtalálható | Kép |
| --- | -------------------------------- | --- | --- | --- | --- |
| LTA-1 |                                  | Nem repült | | Kiállítva a Cradle of Aviation Museum kiállításán |     |
| LTA-2R |                                  | Apollo–6 | 1968. április 4. | Visszatérve a Föld atmoszférájába, elégett |     |
| LTA-3A |                                  | nem repült | | A Kansas Cosmosphere and Space Center kiállítási tárgya |     |
| LTA-3DR |                                  | Nem repült leszállófokozat | | A Franklin Institute kiállításán található |     |
| LTA-5D |                                  | Nem repült | | A NASA White Sands Rakétakísérleti Telepen található |     |
| LTA-8A | 8-as számú holdkomp tesztpéldány | Vákuumban végrehajtott hőteszt | 1968-ban földi teszteken használták fel | A houstoni Lyndon B. Johnson Űrközpont kiállítási tárgya |     |
| LTA-10R |                                  | Apollo–4 | 1967. november 9. | Visszatért a Föld légkörébe és elégett |     |
| MSC-16 |                                  | Nem repült felszállófokozat | | Museum of Science & Industry |     |
| TM-5 |                                  | Nem repült | | Museum of Life and Science |     |
| PA-1 |                                  | Nem repült | | White Sands Rakétakísérleti Telep |     |
| LM-1 |                                  | Apollo–5 | 1968. január 22. | Visszatérve a Föld légkörébe elégett |     |
| LM-2 |                                  | A második, emberek nélküli tesztrepülésre szánták, azonban annak elmaradása miatt földi próbákon használták fel ejtőtesztekhez. Nem szerelték be az optikai navigációs és a fedélzeti számítógépet. | A második, emberek nélküli tesztrepülésre szánták, azonban annak elmaradása miatt földi próbákon használták fel ejtőtesztekhez. Nem szerelték be az optikai navigációs és a fedélzeti számítógépet. | A National Air and Space Museum kiállítási tárgya, Washington, DC |     |
| LM-3 | Spider                           | Apollo–9 | 1969. március 3. | Mind a felszállófokozat, mind a leszállófokozat egymástól külön belépett a Föld légkörébe és elégett |     |
| LM-4 | Snoopy                           | Apollo–10 | 1969. május 18. | A leszállófokozat minden valószínűség szerint becsapódott a Holdba, a felszállófokozat pedig Nap körüli pályára állt, ezzel a Snoopy az egyetlen ma is fennmaradt, repülésre bocsátott holdkomp felszállófokozat                                           |     |
| LM-5 | Eagle                            | Apollo–11 | 1969. július 16. | A leszállófokozat a Nyugalom tengerén áll ma is, a felszállófokozatot Hold körüli pályán hagyták (a keringés lelassulásával a Holdba csapódott ismeretlen időpontban és helyen)                                                                            |     |
| LM-6 | Intrepid                         | Apollo–12 | 1969. november 14. | A leszállófokozat a holdfelszínen található a Viharok Tengerén, a felszállófokozatot szándékosan a Holdba csapódásra vezérelték |     |
| LM-7 | Aquarius                         | Apollo–13 | 1970. április 11. | Visszatért a Föld légkörébe és elégett |     |
| LM-8 | Antares                          | Apollo–14 | 1971. január 31. | A leszállófokozat a Fra Mauronál áll, a felszállófokozatot a holdba csapódásra vezérelték |     |
| LM-9 |                                  | Nem repült, az Apollo–15-höz szánták, mint az utolsó H típusú repülés, amelyet a Nixon kormányzat törölt                                                                                            | Nem repült, az Apollo–15-höz szánták, mint az utolsó H típusú repülés, amelyet a Nixon kormányzat törölt                                                                                            | A Kennedy Űrközpont kiállítási anyagának része (Apollo/Saturn V Center) |     |
| LM-10 | Falcon                           | Apollo–15 | 1971. július 26. | A leszállófokozat a Hadley–Apennine leszállóhelyen áll, a felszállófokozatot szándékosan holdi ütközőpályára vezérelték |     |
| LM-11 | Orion                            | Apollo–16 | 1972. április 16. | A leszállófokozat a Descartes kráter fennsíkján áll, a felszállófokozatot Hold körüli pályán hagyták, majd később a Holdra zuhant |     |
| LM-12 | Challenger                       | Apollo–17 | 1972. december 7. | A leszállófokozat a Taurus–Littrow-völgy leszállóhelyen található, a felszállófokozatot szándékosan holdi becsapódásra vezették |     |
| LM-13 |                                  | Nem repült, a később törölt Apollo–19 repüléshez szánták | Nem repült, a később törölt Apollo–19 repüléshez szánták | Részben újjáépítette a Grumman, majd helyreállítva a Cradle of Aviation Museum kiállításán állították ki, Long Island-en, New Yorkban. Az HBO A végtelen szerelmesei – Az Apollo-program minisorozatának felvételeihez ezt a példányt használták 1998-ban. |     |
| LM-14 |                                  | Nem repült, a törölt Apollo–20 küldetéshez szánták | Nem repült, a törölt Apollo–20 küldetéshez szánták | Nem került teljes kiépítésre, végül valószínűleg összetört |     |
| LM-15 |                                  | Nem repült. A nem megvalósított Apollo Úrtávcső Szerelvény építéséhez szándékoztak felhasználni | Nem repült. A nem megvalósított Apollo Úrtávcső Szerelvény építéséhez szándékoztak felhasználni | Nem készült el teljesen lebontották |     |
| A holdfelszínen maradt holdkomp leszállófokozatokról részletesebb információ a lista a Holdon található emberkéz alkotta objektumok lapon. |                                  | | | |     |

## A holdkomp továbbfejlesztéséből javasolt változatok

### Apollo Űrtávcső Szerkezet
Egy űrtávcső ötlete viszonylag korán felmerült a NASA-ban, már 1964-ben elkezdődtek a tanulmányok a létrehozására. A rendelkezésre álló technikai lehetőségek között hamar eljutottak oda, hogy létrehozzanak egy távcsövet, amelyet az Apollo űrhajóhoz dokkolhatnának és az űrhajósok végezhetnének megfigyeléseket vele. Később, az Apollo Application Program beindulása után az ötlet tovább finomodott, miszerint egy lábak nélküli holdkomp szerkezetet lehetne felhasználni úgy, hogy beleépítsék a távcsövet. Az egészet egy Saturn IB rakéta vihette volna Föld körüli pályára, ott dokkolhattak volna a legénységet hordozó Apollo űrhajóval és így repülhettek volna végig egy Apollo Űrtávcső Misszió nevű expedíciót.
Aztán, ahogy sok más űreszköznél is jellemző volt, az űrtávcső terv is hosszas evolúción esett át. Előbb önálló misszióból átkerült a leendő űrállomás projekt keretébe, ott végigment előbb a wet workshop koncepciójú, majd a dry workshop koncepciójú stációkon, utóbbi esetében is előbb az űrállomáshoz fejlesztendő többszörös dokkoló adapter (Multiple Docking Adapter – MDA) egyik dokkolószerkezetéhez csatoltan, majd egy ide csatolt külön karra szerelve. Legvégül a terv a Skylab-program keretében megvalósult, de a végeredmény a nyolcszögletű szerkezeten, a napelemes áramellátáson és a néven kívül semmilyen kapcsolatban nem volt az eredetileg a holdkompból kiinduló ötlettel, vagy magával a holdkomppal.

### Teherszállító holdkomp
Tanulmány szinten a NASA-n belül léteztek az Apollo-program számára – részben már az Apollo Application Program keretében – olyan tervek, amelyek a J típusú repülések utánra készültek. Ezek egyik iránya egy állandó holdbázis felállítása volt. A bázis fenntartásához jóval nagyobb mennyiségű ellátmányra lett volna szükség, mint amennyit eddig a holdkompok a saját legénységük számára magukkal vittek. A tervezők erre a problémára egy LM Truck (kb. „holdkomp kamion”), vagy Lunar Payload Module (Holdi tehermodul) létrehozásában látták a megoldást. A teherűrhajó egy felszállófokozat nélküli holdkomp leszállófokozata lett volna, amely a számítások szerint kb. 5 tonna terhet lett volna képes a holdfelszínre tenni egy kijelölt célpont (az épülő holdbázis) mellett. A tervek szerint a teherhajó akár egy Saturn V-ön, legénységgel egy másik űrhajóban utazhatott volna és a legénység végezhette volna el a kipakolást a holdi leszállás után. De leszállhatott volna automata üzemmódban is, vagy egy szintén személyzet nélküli holdkomp által vezetve.

## Megjelenése a kultúrában

### Film
A holdkomp a legnagyobb részletességgel Ron Howard 1995-ös Apolló 13 c. filmjében tűnik fel. A műben az Apollo–13 balvégzetű utazását dolgozták fel Jim Lovell és Jeffrey Klueger könyve, az Elveszett Hold: Az Apollo–13 regényes utazása alapján. Az alkotók a minél nagyobb hűségre törekedtek a történetmesélés során, ennek érdekében (bár tartózkodtak bármiféle eredeti anyagnak a filmben történő megjelenítésétől), felépítették a holdkomp és a parancsnoki egység belsejének teljesen hű mását és ebben vették fel a Hold felé tartó űrhajóban játszódó jeleneteket. A felvételek érdekessége, hogy a valós körülmények érdekében a jeleneteket valódi súlytalanságban vették fel, amelynek eléréséhez a NASA súlytalanság szimulálására használt KC–135 repülőgépével számos felszállást végeztek és parabolaíven végzett repülésekkel súlytalanságot állítottak elő. Ehhez a forgatókönyvet úgy alakították, hogy az egyes snittek ne legyenek hosszabbak 23 másodpercnél, mivel a repülőgép ennyi időre tudta a súlytalanság érzetét kelteni. A filmben Tom Hanks, Kevin Bacon és Bill Paxton alakította Jim Lovell, Jack Swigert és Fred Haise szerepét.
A holdkomp másik nagy ábrázolása az HBO 1998-as minisorozatában, a Végtelen szerelmesei – az Apollo-program című 12 részes alkotásban történt. Ebben a sorozatban külön részt, az Apollo–9 történetét bemutató, Az első űrrandevú c. (angol eredeti cím: Spider) rész részletesen bemutatja a holdkomp fejlesztési folyamatát, majd az első, emberekkel végzett tesztrepülést. A későbbi részek mind valós környezetében, a Holdon mutatják be az egyes holdkompokat.
A holdkomp harmadik jelentősebb feltűnése a filmvásznon Damien Chazelle, Az első ember c. 2018-as alkotása volt, amelyben Neil Armstrong életének fő állomásait mutatja be, köztük az első Holdra szállással, amelynek során az Eagle holdkomp is feltűnik a filmbeli Nyugalom Tengerén.

### Filatélia, numizmatika
Az Apollo-programról számos ország – köztük természetesen kiemelt helyen a program gazdája, az Egyesült Államok – emlékezett meg bélyegkibocsátással, amelyek motívumai között az űrhajók, így a holdkomp ábrázolása is szerepel. Az amerikai postán kívül a Szovjetunió, Moldova, Románia, Szaúd-Arábia, Jemen, az Egyesült Arab Emirátusok a különböző repülésekről megemlékezve mind-mind bocsátottak ki bélyeget. Ezek közül talán a legjelentősebb az Apollo–15-ön az űrhajósok által magukkal vitt, az Amerikai Posta által kibocsátott első kibocsátású bélyegblokk, amelyet az űrhajósok a holdfelszínen pecsételtek le, és amelyek a velük kapcsolatos visszaélések miatt váltak hírhedtté.
Ugyanez volt a gyakorlat az érmekibocsátás területén, bár itt főként inkább az Egyesült Államok bocsátott ki emlékérméket a repülések tiszteletére, jellemzően a holdkompot is ábrázoló motívumokkal. Ezek legjelentősebbike a 2019-es, az első Holdra szállás 50. évfordulójára megjelent ezüst egydolláros, amelynek előlapján a holdkomp áll egy űrhajóssal és az amerikai zászlóval.

### Alan Bean festészete
Alan Bean, az Apollo–12 holdkomppilótája 1981-ben leszerelt és elhagyta a NASA kötelékét. Ezt követően élete a festészet felé fordult, és főállású festőművészként működött egészen haláláig. Képei szinte kivétel nélkül az Apollo-program valós, vagy képzeletbeli epizódjait ábrázolják. Az életmű közel 50 Apollo témájú képe közül számos alkotáson szerepel a holdkomp motívuma is.